# انتهاكات إسرائيل لحقوق الإنسان ضد الفلسطينيين
وفقًا لوزارة الخارجية الأمريكية ومنظمات حقوق الإنسان الدولية والفلسطينية والإسرائيلية، فقد وردت تقارير موثوقة عن انتهاكات حقوق الإنسان التي ارتكبتها إسرائيل ضد الفلسطينيين، والتي يرقى بعضها إلى مستوى جرائم حرب وجرائم ضد الإنسانية.
تشمل التقارير عن انتهاكات حقوق الإنسان ضد الفلسطينيين من قبل إسرائيل تقارير عن عمليات قتل غير قانونية أو عشوائية، واعتقال عشوائي أو غير مبرر (لكل من الفلسطينيين في إسرائيل والأراضي المحتلة)، والقيود المفروضة على الفلسطينيين المقيمين في القدس، بما في ذلك التدخل العشوائي أو غير القانوني في الخصوصية والأسرة والمنزل، وتدخل كبير في حرية التجمع السلمي وتكوين الجمعيات، وتقييد الوصول إلى مجمع المسجد الأقصى في بعض الأحيان، والتدخل العشوائي أو غير القانوني في الخصوصية، ومعاقبة أفراد الأسرة بسبب جرائم مزعومة من قبل أحد الأقارب، والقيود على حرية التعبير والإعلام بما في ذلك الرقابة، والمضايقات الروتينية غير القانونية للمنظمات غير الحكومية، والممارسة غير القانونية أو الترهيب والتهديد بالعنف ضد الفلسطينيين، وعمليات القتل المستهدف للفلسطينيين، وانتهاكات حقوق العمال ضد العمال الفلسطينيين. بالإضافة إلى ذلك، وصفت منظمات حقوق الإنسان دولة إسرائيل بأنها نظام فصل عنصري.
وُصف الحصار الذي تفرضه إسرائيل على قطاع غزة بأنه شكل من أشكال العقاب الجماعي وانتهاك خطير للقانون الإنساني الدولي. تشمل الحملات العسكرية الإسرائيلية في قطاع غزة عملية الرصاص المصبوب التي وصفتها بعثة تقصي الحقائق التابعة للأمم المتحدة بأنها "هجوم غير متناسب متعمد يهدف إلى معاقبة وإذلال وإرهاب السكان المدنيين، وتقليل القدرة الاقتصادية المحلية بشكل جذري على العمل وتوفير الخدمات، وتفرض عليها شعورا متزايدا بالتبعية والضعف".
كما اتُهمت إسرائيل منذ فترة طويلة بسرقة أعضاء الفلسطينيين بشكل غير قانوني. ويعود أول دليل على استئصال الأعضاء غير المشروعة للفلسطينيين إلى أوائل التسعينيات. واعترفت إسرائيل بأن علماء الأمراض الإسرائيليين قاموا بأخذ أعضاء من الفلسطينيين القتلى دون موافقة عائلاتهم، وكانت أول عملية زرع قلب إسرائيلية في الواقع كان عضوًا مسروقًا من جسد أحد الفلسطينيين. وقد تحدث بعض الأطباء الإسرائيليين ضد عملية استئصال الأعضاء غير القانونية للفلسطينيين والتي تتم دون موافقة الأسرة.

## تجزئة الأراضي والسيطرة على الفلسطينيين

### خلفية
في عام 1920، قال يسرائيل زانغويل إن إنشاء دولة خالية من غير اليهود سيتطلب نوعًا من "إعادة التوزيع العنصري" في جنوب إفريقيا. وفي عام 1931، تنبأ أرنولد توينبي أنه، نظرًا لطبيعة المشروع الصهيوني لتأمين الأراضي للاستخدام اليهودي فقط واستبعاد العمالة الفلسطينية، فإن حكومة الانتداب البريطانية ستضطر في نهاية المطاف إلى تعويض العملية من خلال التشريع الذي من شأنه إنشاء محمية للفلسطينيين. وقارن ذلك بالوضع في جنوب أفريقيا بموجب قانون أراضي السكان الأصليين لعام 1913 الذي أسس مبدأ الفصل العنصري. وكانت هذه الاحتياطيات الإقليمية المنفصلة هي السابقة للبانتوستانات، وهي كلمة لم تكتسب رواجًا إلا في وقت لاحق في الأربعينيات. وبعد تأسيس إسرائيل في عام 1948، أيد رئيسها الأول حاييم وايزمان ورئيس وزراء جنوب أفريقيا جان سموتس وجهة نظر الآخر بشأن الأساس العنصري لدولتيهما وحقوقهما في أراضي السكان الأصليين.

### التخطيط للتجزئة
تنبأت "الخطة الرئيسية لتطوير السامرة ويهودا حتى عام 2010" (1983) الرسمية بإنشاء حزام من المستوطنات اليهودية المركزة المرتبطة ببعضها البعض وبإسرائيل خارج الخط الأخضر مع تعطيل نفس الروابط التي تربط المدن والقرى الفلسطينية على طول الطريق السريع بين الشمال والجنوب، مما يعيق أي تنمية شريطية موازية للعرب ويترك سكان الضفة الغربية مشتتين، غير قادرين على بناء بنية تحتية حضرية أكبر، وبعيدًا عن أنظار المستوطنات الإسرائيلية. وقد أُطلق علها اسم عملية "الحصار"، والذي يتجلى بشكل واضح في تطويق قلقيلية بجدار خرساني، أو ما أطلق عليه آرييل شارون نموذج البانتوستان، إشارة إلى نظام الفصل العنصري، وهو ما يجادل الكثيرون، يجعل سياسات الاحتلال الإسرائيلية لا تختلف عن نموذج جنوب أفريقيا. على وجه الخصوص، يمكن مقارنتها بالسياسات المطبقة في جنوب أفريقيا على منطقة ترانسكي، وهي سياسة قد يكون لها نطاق جيوسياسي أوسع، إذا أردنا أن تؤخذ خطة ينون كمؤشر على السياسة الإسرائيلية. قال البنك الدولي في عام 2009 إن إنشاء جزر اقتصادية في الضفة الغربية وقطاع غزة هو طريق تنموي مسدود ولن يؤدي إلا إلى تعريض بناء دولة فلسطينية موحدة اقتصاديًا قابلة للحياة ومعرضة للخطر.
إحدى الوظائف الملحوظة لجدار الفصل هي الاستيلاء على مساحات واسعة من الأراضي التي يُعتقد أنها مهمة لمشاريع الاستيطان المستقبلية، وخاصة في حالة منطقة سوسيا التي تستوعب الأراضي التي يعمل بها الرعاة البدو مع ملكية عثمانية مثبتة للتضاريس. البناء، مستوحى بشكل كبير من أفكار أرنون سوفير "للحفاظ على إسرائيل كجزيرة للتغريب في منطقة مجنونة"، كان له مبرر عام لفكرة الدفاع عن إسرائيل ضد الهجمات الإرهابية، ولكن صمم في نفس الوقت، لضم مساحة كبيرة من أراضي الضفة الغربية، معظمها أراضٍ فلسطينية خاصة: 73% من المساحة المخصصة لضمها إلى إسرائيل كانت صالحة للزراعة وخصبة وغنية بالمياه، وكانت تشكل في السابق "السلة الغذائية لفلسطين".
ولو بُني الجدار على طول الخط الأخضر لنفس الغرض لكان قد امتد إلى 313 كيلومترا بدلا من 790 كيلومترا، وتكلفتها أقل بكثير من 3.587 مليار دولار من تقديرات تكلفة الجدار الممتد (2009). وينشأ هذا التفاوت من قرار الحكومة بربط عشرات المستوطنات الواقعة غربي الجدار. ويقال إن بقاء المشروع غير مكتمل يرجع إلى الضغوط التي تمارسها جماعات الضغط الاستيطانية المعارضة للاستكمال الذي من شأنه أن يقيد التوسع الإضافي للمستوطنات أو يعزلها عن إسرائيل، كما هو الحال مع جوش عتصيون. لا يوجد سوى 12 بوابة من خلال 168 كيلومترا من الجدار المحيط بالقدس الشرقية، أربعة منها تسمح نظرياً بالوصول إلى سكان الضفة الغربية الذين يتمكنون من الحصول على تصريح. ولم يسبق لجيل كامل من سكان الضفة الغربية أن يرى الحرم الشريف، وهذا هو إنكارًا للقانون الدولي الذي ينص على حق الوصول إلى أماكن العبادة.

### نظام قانوني
يتميز الصراع الإسرائيلي الفلسطيني بعدم التماثل القانوني، الذي يجسد ولاية قضائية مجزأة في جميع أنحاء الضفة الغربية، حيث تحدد العرقية النظام القانوني الذي سيحاكم الشخص بموجبه. ووفقاً لميخائيل سفارد وآخرين، فإن النظام العسكري المعقد للقوانين المفروضة على الفلسطينيين قد مكّن العنف بدلاً من الحد منه. حتى عام 1967، كان الناس في الضفة الغربية يعيشون في ظل نظام موحد من القوانين يطبقها نظام قضائي واحد. قانون الدولة (القانون) هو مفهوم غريب نسبياً في الثقافة الفلسطينية، حيث يشكل الجمع بين الشريعة والقانون العرفي (العرف) الإطار المرجعي الطبيعي للعلاقات ضمن الوحدة الاجتماعية الأساسية للعشيرة العائلية (الحَمولة). ويخضع المستوطنون للقانون المدني الإسرائيلي، بينما يخضع الفلسطينيون للقانون العسكري لذراع الاحتلال. بشكل عام، وصف النظام الإسرائيلي بأنه نظام "يعد فيه القانون، بعيدًا عن الحد من سلطة الدولة، مجرد وسيلة أخرى لممارستها". ويمكن احتجاز المستوطن اليهودي لمدة تصل إلى 15 يومًا، ويمكن احتجاز الفلسطيني دون توجيه اتهامات لمدة 160 يومًا.
ووفقاً للإطار القانوني للقانون الدولي، ينبغي أن يظل السكان المحليون الخاضعون للاحتلال ملزمين بقوانينهم الجزائية وأن يحاكموا في محاكمهم. ومع ذلك، بموجب الأحكام الأمنية، يمكن لسلطة الاحتلال تعليق القوانين المحلية واستبدالها بأوامر عسكرية تنفذها المحاكم العسكرية. وفي عام 1988، عدلت إسرائيل قانونها الأمني بحيث لم يعد من الممكن التذرع بالقانون الدولي أمام القضاة العسكريين في محاكمهم. وأيدت المحكمة العليا طعنًا واحدًا فقط في أكثر من 1000 أمر عسكري تعسفي فرضت منذ عام 1967 وحتى عام 1990، وهي ملزمة قانونًا في الأراضي المحتلة. قامت الشركات الإسرائيلية في الضفة الغربية التي تستخدم عمال فلسطينيين بوضع قوانين العمل وفقًا للقانون الأردني. قضت المحكمة العليا الإسرائيلية في عام 2007 بأن هذا الأمر تمييزي، وأنه يجب تطبيق القانون الإسرائيلي في هذا المجال، ولكن اعتبارًا من عام 2016، وفقًا لـ هيومن رايتس ووتش، لم ينفذ الحكم بعد، وصرحت الحكومة أنه لا يمكنها الامتثال.

### حرية الحركة

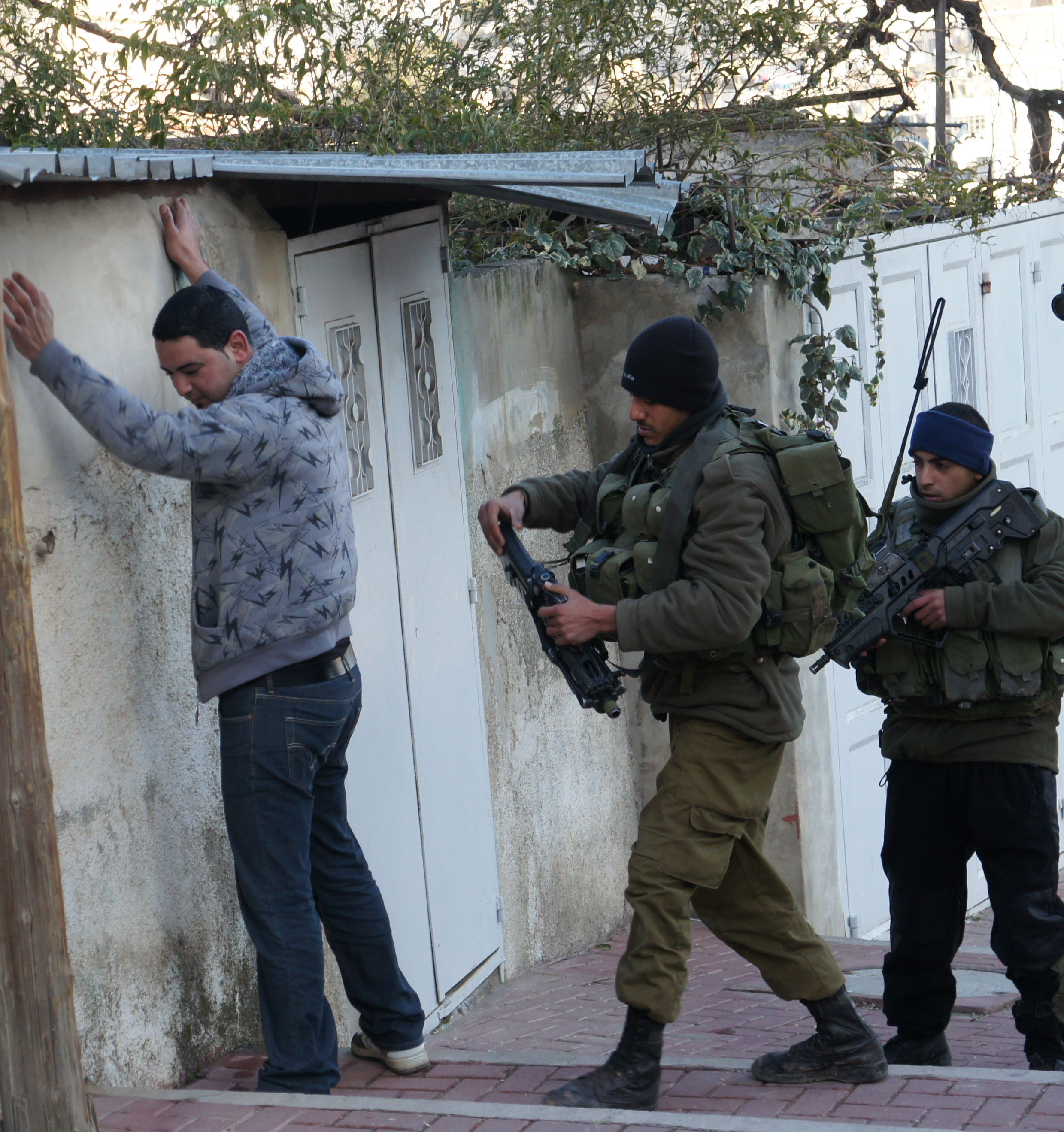
تفتيش روتيني لرجل فلسطيني من قبل جنود إسرائيليين على حاجز في الخليل

يحدد الإعلان العالمي لحقوق الإنسان حرية التنقل كحق أساسي من حقوق الإنسان.
لقد قيل أنه "بالنسبة للمستوطنين اليهود، الطرق متصلة، وبالنسبة للفلسطينيين، فهي منفصلة". بين عامي 1994 و1997، قامت القوات الإسرائيلية ببناء 180 ميلاً من الطرق الالتفافية في المناطق، على الأراضي المصادرة لأنها كانت قريبة من القرى الفلسطينية. وقيل إن الهدف المحدد هو توفير الحماية للمستوطنين من القنص والقصف وإطلاق النار من السيارات الفلسطينية. وإن نقاط التفتيش الدائمة والطيارة (حوالي 327 نقطة شهريًا في عام 2017)، والحواجز والشبكات التقييدية تعيد هيكلة الضفة الغربية، ولكنها تؤدي إلى تقييد الحياة اليومية الطبيعية للفلسطينيين. يقول الأستاذ الفخري في جامعة تل أبيب، إليشا إفرات، إنهم يشكلون شبكة فصل عنصري من "أذرع الأخطبوط التي تسيطر على المراكز السكانية الفلسطينية". وهناك عدد كبير من الأسوار والألواح الخرسانية ونقاط التفتيش المأهولة والتلال والخنادق والبوابات الحديدية والجدران التي تعيق الحركة على الطرق الرئيسية والثانوية. وكانت النتيجة تقسيم البلدات الفلسطينية وتفتيتها، والتسبب في عوائق لا نهاية لها أمام ذهاب الفلسطينيين إلى العمل والمدارس والأسواق وأقاربهم. وقد ماتت النساء أو تعرضن للإجهاض أثناء انتظارهن للحصول على إذن عند نقطة التفتيش للذهاب إلى المستشفى. وذكر البنك الدولي أن تأثير القيود المفروضة على حركة العمال يكلف حوالي 229 مليون دولار سنويًا (2007) في حين بلغ إجمالي التكاليف الإضافية من الطرق الملتوية التي يجب على الأشخاص قيادتها 185 مليون دولارًا أمريكيًا في عام 2013. في إحدى القرى، كفر قدوم، زرع جنود من لواء ناحال عبوات ناسفة على قطعة أرض يتجمع فيها المتظاهرون، كإجراء "ردع": وقد أزيلت عندما أصيب طفل يبلغ من العمر 7 سنوات.
وفي فبراير/شباط 2022، أصدرت إسرائيل مرسومًا من 97 صفحة للتنفيذ بحلول 5 يوليو/تموز. تحل الوثيقة محل دليل إرشادي سابق مكون من 4 صفحات ينظم الدخول إلى المناطق الفلسطينية والخروج منها. وتُفرض قيود صارمة على الأجانب والطلاب ورجال الأعمال والأكاديميين، وبشكل عام، الفلسطينيين مزدوجي الجنسية الذين يزورون عائلاتهم هناك. ومن المتوقع أن يكون لتشديد التحركات انعكاسات سلبية كبيرة على الاقتصاد المحلي الفلسطيني.

### إغلاق القرى

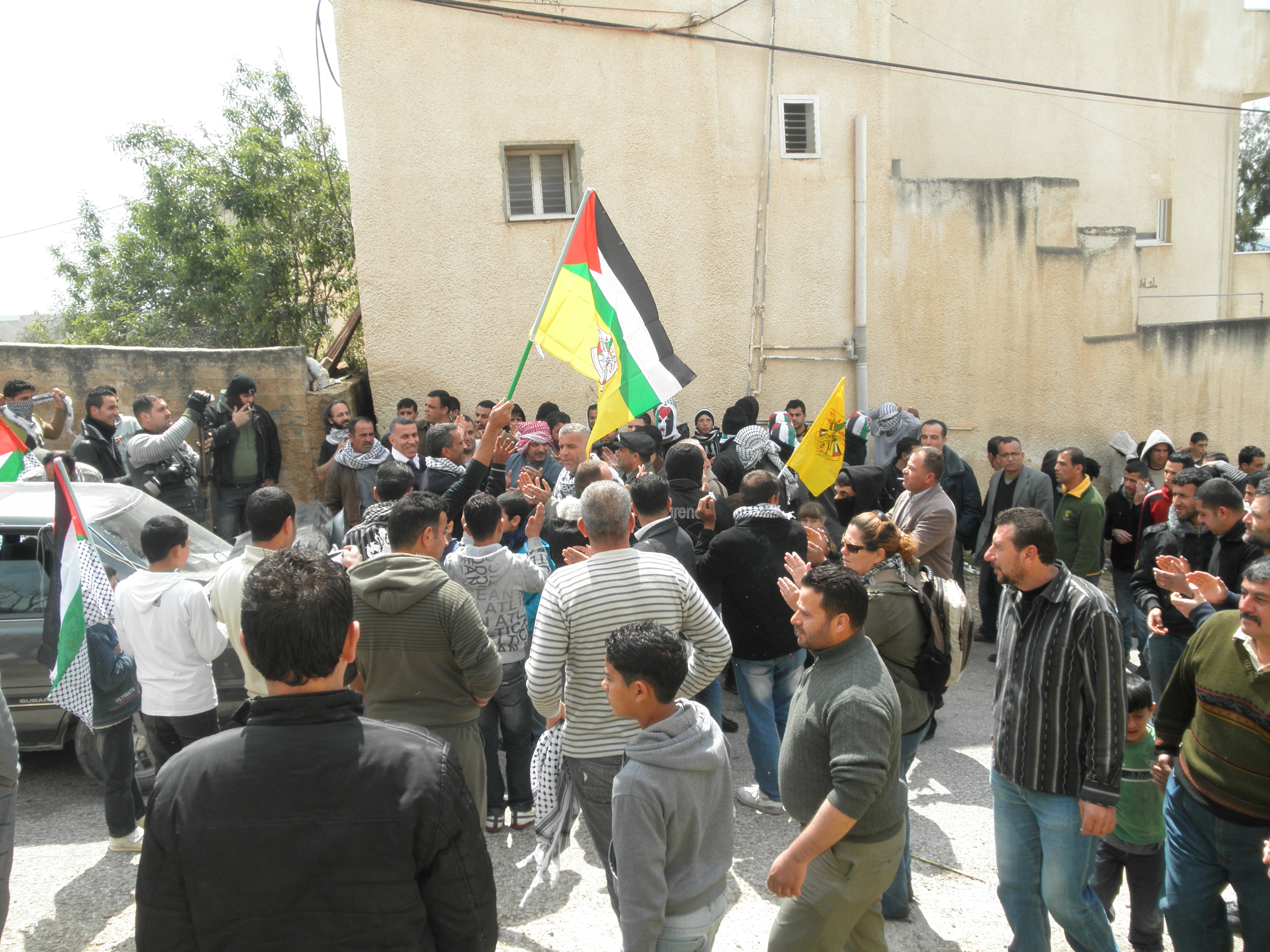
مظاهرة ضد حاجز الطريق، كفر قدوم، آذار 2012

تعمل سياسة الإغلاق ( بالعبرية: سيغر) على أساس نظام المرور الذي شُرع في عام 1991، وينقسم إلى نوعين: إغلاق عام يقيد حركة البضائع والأشخاص، إلا في حالة منح تصريح، من وإلى إسرائيل والضفة الغربية وغزة، تطورت رداً على سلسلة من عمليات الطعن في عام 1993، وتنفيذ الإغلاق الشامل على المنطقتين. وبصرف النظر عن عمليات الإغلاق العامة، فُرض الإغلاق الكامل لأكثر من 300 يوم اعتبارًا من سبتمبر 1993 بعد إعلان مبادئ اتفاق أوسلو الأول وأواخر يونيو 1996. وطبق الإغلاق الشامل الأكثر صرامة في ربيع عام 1996 في أعقاب سلسلة من التفجيرات الانتحارية التي نفذتها حركة حماس المتمركزة في قطاع غزة رداً على اغتيال يحيى عياش، عندما فرضت الحكومة الإسرائيلية حظر ما مجموعه أسبوعين على أي حركة بأكثر من 2 مليون فلسطيني في 465 بلدة وقرية في الضفة الغربية، وهو إجراء تكرر بعد المصادمات التي اندلعت أثناء الحفريات الأثرية تحت حائط البراق للمسجد الأقصى.
أقام الجيش الإسرائيلي بوابات حديدية على مداخل الأغلبية الساحقة من القرى الفلسطينية، مما سمح للجيش بإغلاقها متى شاء، خلال دقائق. ومن الأمثلة البارزة على القرى التي خضعت لعزلة طويلة الأمد، حيث يعاني السكان من قيود شديدة على الحركة، النعمان، التي صُنف سكانها على أنهم من سكان الضفة الغربية، وكفر قدوم التي ضُمت إلى بلدية القدس، وأنشئ حاجز طريق دائم عند مدخلها لمدة 14 عامًا، اعتبارًا من عام 2003، وهو نفس الوقت الذي أنشئ فيه مستوطنة كدوميم، ومنذ عام 2011 ظل سكان قريتها يحتجون على الحاجز الذي يتطلب منهم السفر مسافة أكبر بستة أضعاف من الطريق المعتاد للوصول نابلس.
ومع اقتراب نهاية حرب الخليج في الكويت، فرضت إسرائيل مرة أخرى حظر التجول على الضفة الغربية (وغزة) لمدة سبعة أسابيع، مما أدى إلى انتكاسات اقتصادية مدمرة، حيث طرد آلاف الفلسطينيين من وظائفهم في إسرائيل. وخضعت نابلس لحظر تجول كامل لمدة 200 يوم خلال عامين (2002-2004). وأثناء مداهمات المنازل، حُطمت النوافذ والأبواب، وتحولت مخزونات المواد الغذائية إلى هريسة غير واضحة؛ ودمرت أو صودرت مخازن الحبوب وأجهزة التلفاز والألواح الشمسية وخزانات المياه وأجهزة الراديو.
ومن المعتاد أن تفرض السلطات الإسرائيلية إغلاقًا شاملاً على الضفة الغربية خلال الأعياد اليهودية. مثل يوم الغفران، وعيد الفصح، وعيد العرش، وروش هاشناه، باستثناء المناطق الصناعية اليهودية في المنطقة. والسبب المقدم هو منع الهجمات الإرهابية، وكذلك لتمكين أفراد الأمن عند نقاط التفتيش من الاستمتاع بهذه العطلات. يمكن أن تستمر عمليات الإغلاق هذه في بعض الأحيان لمدة 11 يومًا.

### صعوبات الزواج
في تعاملها مع مشكلة حق العودة للفلسطينيين أثناء التفاوض من أجل الاعتراف بالأمم المتحدة في عام 1948، توصلت إسرائيل إلى برنامج لم شمل الأسرة، ومنحت العضوية على أساس أنها ستلتزم بالقانون الدولي في هذا الصدد. وقد حُظر استخدام كلمة "عودة" في الصحف الفلسطينية باعتبارها تنطوي على تهديد وجودي لإسرائيل. ومن الناحية العملية، تقوم إسرائيل بتقييم عمليات لم شمل العائلات المقترحة من حيث التهديد الديموغرافي أو الأمني المتصور. وجمد هذا البرنامج في عام 2002. وتواجه العائلات المكونة من زوج مقدسي وفلسطيني من الضفة الغربية (أو غزة) صعوبات قانونية هائلة في محاولات العيش معًا، حيث تخضع معظم الطلبات لعملية معقدة تستغرق في المتوسط عقدًا من الزمن وتتكون من أربع مراحل. وتفيد التقارير أن النساء اللاتي لديهن "أزواج أجانب" (أولئك الذين لا يحملون بطاقة هوية فلسطينية) لا يُسمح لهم أبداً بالانضمام إلى أزواجهن. وان قانون المواطنة والدخول إلى إسرائيل لعام 2003، الذي جُدد لاحقًا في عام 2016، فرض حظرًا على لم شمل الأسرة بين المواطنين الإسرائيليين أو "المقيمين الدائمين" وأزواجهم الذين هم في الأصل من الضفة الغربية أو غزة. ومع ذلك، لا ينطبق هذا الشرط على المستوطنين الإسرائيليين في الضفة الغربية أو غزة (حتى عام 2005). وفي مثل هذه الحالات، يمكن تفسير الحظر من حيث "المخاوف الأمنية".
يمكن للفلسطيني المقدسي الذي ينضم إلى زوجته في الضفة الغربية وبالتالي قد يفشل في الحفاظ على الإقامة لمدة سبع سنوات متتالية في القدس الشرقية أن يُلغى حق إقامته فيه. ووفقاً لمنظمة بتسيلم، فإن أياً من الفلسطينيين الذين يزيد عددهم عن 2000 فلسطيني والمسجلين كأصحاب ممتلكات غائبين في الضفة الغربية، مُنعوا من الحصول على إذن بالعودة لأغراض مثل لم شمل الأسرة لأن عودتهم ستجبر السلطات الإسرائيلية على إعادة ممتلكاتهم، وهو الأمر الذي ومنح إنشاء المستوطنات على أملاك أصحابها الفلسطينيين الأصليين.

### الاغتيالات المستهدفة
الاغتيالات المستهدفة هي أعمال عنف انتقائية مميتة تنفذ ضد أشخاص محددين، وظهرت بعض التقارير في الصحافة في سبتمبر 1989 تقريبًا مفادها أن إسرائيل قد أعدت قائمة مطلوبين، قُتل العديد منهم فيما بعد، وترددت تكهنات بأن ذلك الوقت قد تكون فيه إسرائيل تدير "فرق الموت". واعترفت إسرائيل علناً للمرة الأولى باستخدامها هذا التكتيك ضد حسين عبيات في بيت ساحور بالقرب من بيت لحم في تشرين الثاني/نوفمبر 2000. وفي قرارها بشأن هذه الممارسة، امتنعت المحكمة العليا الإسرائيلية في عام 2006 عن تأييد هذا التكتيك أو حظره، ولكنها وضعت أربعة شروط - الاحتياط، والضرورة العسكرية، ومتابعة التحقيق والتناسب - واشترطت أن يجب الفصل في شرعيتها بناءً على تحليل كل حالة على حدة للظروف. وجد نيلز ميلزر أن الحكم كان بمثابة خطوة إلى الأمام ولكنه معيب في العديد من الجوانب الرئيسية، لا سيما بسبب الفشل في تقديم مبادئ توجيهية لتحديد متى ستكون هذه الممارسة مسموحة. وفقاً لأحد المسؤولين السابقين، الذي استشهد به دانييل بايمان، تقضي إسرائيل في المتوسط 10 ساعات في التخطيط لعملية قتل مستهدفة وعشر ثوانٍ للتفكير في المضي قدمًا في عملية الاغتيال أم لا.
ومن بين 8746 حالة وفاة فلسطينية عنيفة سُجلت في الفترة من 1987 إلى 2008، أعدم 836 شخص بعد التعرف على الأفراد بناءً على المعلومات التي جُمعت من الجواسيس "المتعاونين". ووفقاً لمنظمة بتسيلم، وهي منظمة إسرائيلية لحقوق الإنسان، فقد توفي 114 مدنياً في الفترة ما بين عام 2000 ونهاية عام 2005 نتيجة للأضرار الجانبية عندما اغتالت قوات الأمن الإسرائيلية 203 مسلح فلسطيني. تشير الأرقام من 9 نوفمبر 2000 إلى 1 يونيو 2007 إلى أن الاغتيالات الإسرائيلية أسفرت عن مقتل 362 شخصًا، منهم 237 مستهدفًا بشكل مباشر و149 من المارة. وذكر أحد ضباط المخابرات، وهو يروي الأجواء في غرفة العمليات حيث كانت الاغتيالات مبرمجة ثم شوهدت بالفيديو، أن المخاوف بشأن "الأضرار الجانبية" لم تُذكر أبداً، وكانت الهتافات عبارة عن "مهمة استهداف ناجحة".

### مراقبة

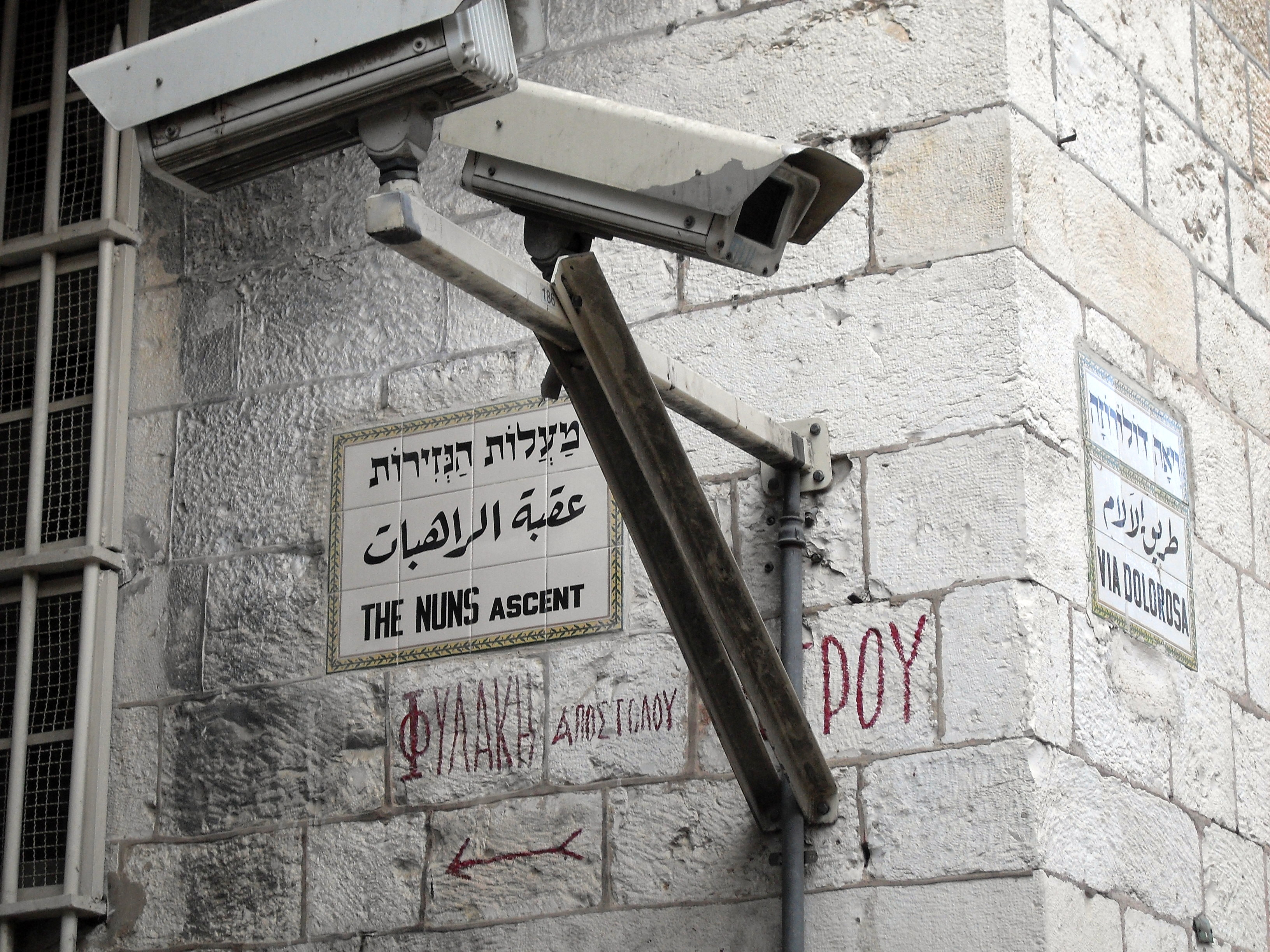
الكاميرات منتشرة في كل مكان في البلدة القديمة بالقدس الشرقية

إسرائيل، في مراقبتها للفلسطينيين، سُميت بدولة مراقبة بامتياز. ويظل السكان الفلسطينيون بأكملهم تحت المراقبة، بغض النظر عن المخاوف الاستخباراتية، باستخدام الهواتف الذكية وكاميرات الدائرة المغلقة، وبعضها قادر على رؤية ما داخل المنازل، والتي يتم بعد ذلك إدخال صورها في نظام التتبع "الذئب الأزرق" التابع للجيش الإسرائيلي، والمزود بتقنية التعرف على الوجه. وهو نسخة مختصرة من Wolf Pack، وهي قاعدة بيانات كمبيوتر تحتوي على "ملفات شخصية لكل فلسطيني تقريبًا في الضفة الغربية، بما في ذلك صور الأفراد وتاريخ عائلاتهم والتعليم والتقييم الأمني لكل شخص."ونشر مثل هذه الأنظمة محظور في إسرائيل. ولا يُسمح لجنود الجيش الإسرائيلي الموجودين في مهمة عند نقطة التفتيش في الضفة الغربية بإنهاء نوبات عملهم حتى يملأوا حصتهم المكونة من 50 صورة لفلسطينيين يمرون عبر نقطة التفتيش والتفاصيل المتعلقة بهم. ويملك المستوطنون تطبيقاً موازياً للهواتف الذكية، وهو White Wolf، لمسح المعلومات عن الفلسطينيين. كما تشكل الطائرات بدون طيار والبالونات العسكرية، وبرامج التجسس الغازية بيغاسوس لاختراق الهواتف الذكية، جزءًا من نظام المراقبة في الضفة الغربية.
ومن بين العديد من المنتقدين الإسرائيليين للاحتلال، أعرب الناشط جيف هالبر والفيلسوف أفيخاي مارغاليت عن قلقهما إزاء التأثير المشلول لأنظمة المراقبة المعقدة على الفلسطينيين، و"مصفوفة السيطرة" الكامنة وراء الاحتلال. وبعد وقت قصير من توقف الأعمال العدائية، بدأت إسرائيل بإحصاء جميع العناصر الموجودة في المنازل، من أجهزة التلفزيون إلى الثلاجات، والمواقد وصولاً إلى رؤوس الماشية، والبساتين، والجرارات. وفحصت الرسائل وتسجيل عناوينها، وإعداد جرد لورش إنتاج الأثاث والصابون والمنسوجات والحلويات وحتى عادات الأكل. وفي حين تم تقديم العديد من الابتكارات لتحسين إنتاجية العمال، إلا أنه يمكن النظر إليها أيضًا على أنها آليات مراقبة. ويتوقع المخططون العسكريون في إسرائيل اليوم الذي ستنسحب فيه إسرائيل من أجزاء من الضفة الغربية: هذا لن ينهي الاحتلال، لأنهم بعد ذلك يتصورون "احتلالاً غير مرئي"/"احتلالاً محمولاً جواً" أو نظام "احتلالاً في اختفاء" مع استمرار القدرة على السيطرة على الأراضي التي تم إخلاؤها فعليًا من خلال المراقبة والضربات.
وقد شبه ضابط مخابرات إسرائيلي سابق مشارك في الوحدة 8200 نظام المراقبة بذلك الموجود في الفيلم الألماني حياة الآخرين، مع الفارق، من وجهة نظره، أن المراقبة الإسرائيلية كانت أكثر كفاءة. وذكر أنه بينما يعتقد الجمهور الإسرائيلي أن هذه المراقبة تركز على مكافحة الإرهاب، فإن قدرًا كبيرًا من جمع المعلومات الاستخبارية يستهدف في الواقع أشخاصًا أبرياء. وادعى أنه لا يوجد أي فلسطيني معفى من المراقبة المستمرة. أي معلومات تتيح "الابتزاز"، مثل أدلة الخيانة الزوجية، أو المشاكل الصحية التي تتطلب العلاج في إسرائيل أو التوجه الجنسي تعتبر ذات صلة. المراقبة والقصف الإسرائيلي على المناطق الفلسطينية مستمر ومكثف، حيث أشار رئيس الشاباك السابق آفي ديختر إلى أنه "عندما يرسم طفل فلسطيني صورة للسماء، فإنه لا يرسمها بدون طائرة هليكوبتر".

### تقنيات التحكم
بن إينريك، مستشهدًا بوصف غودرون كريمر للقمع العسكري البريطاني للثورة الفلسطينية عام 1936، يذكر أنه، بغض النظر عن الضرب بالعصا، فإن جميع الإجراءات المتطرفة التي تبنتها سلطات الانتداب تتكرر كممارسات معيارية في الطريقة التي تدير بها إسرائيل الأراضي المحتلة.
يختلف الباحثون حول كيفية تصنيف تقنيات الفصل والإقصاء المستخدمة لتعزيز السيطرة الإسرائيلية على الضفة الغربية. يرى جان سيلبي أن هناك خمسة محاور أساسية لتعزيز الاستعمار الإقليمي: (أ) بناء المستوطنات؛ (ب) مصادرة الأراضي وهندسة شبكة طرق التفافية، (ج) دفع الاقتصاد المحلي إلى الاعتماد على الاقتصاد الإسرائيلي الأكبر؛ (د) إنشاء نظام قانوني مزدوج بقوانين مختلفة للفلسطينيين والمستوطنين اليهود، مع تقديم إعانات لصالح الأخير و (هـ) البحث عن عملاء ورعاة محليين يتصرفون وفقًا لأوامر إسرائيل، بدلاً من النجاح في هذا الصدد، هو زيادة القمع.
واكتشف غيرشون شافير مصفوفة من خمس تقنيات للهيمنة الإسرائيلية على الفلسطينيين: (أ) نظام التصاريح؛ (ب) الاحتجاز الإداري؛ (ج) الترحيل: (د) هدم المنازل، (هـ) التعذيب. يضيف ريتشارد فلك الاغتيالات السياسية والعقوبات خارج نطاق القضاء واستخدام العقاب الجماعي إلى القائمة. وبالنسبة الى نيفي جوردون، تستخدم إسرائيل الحرب القانونية "لترميز مجال حقوق الإنسان وبهذه الطريقة (ساعدت) في تأطير العمل في مجال حقوق الإنسان في إسرائيل باعتباره تهديدًا أمنيًا".

### نقل السكان وترحيلهم
كانت إسرائيل أحد الأطراف السامية المتعاقدة على اتفاقية جنيف الرابعة التي تتناول على وجه التحديد حماية المدنيين في منطقة الحرب، وباعتبارها دولة موقعة، فقد ضمنت المادة 49 التي تنص على ما يلي:
يُحظر النقل القسري الفردي أو الجماعي، وكذلك عمليات ترحيل الأشخاص المحميين من الأراضي المحتلة إلى أراضي دولة الاحتلال أو إلى أراضي أي دولة أخرى، محتلة أو غير محتلة، بغض النظر عن دوافعها... ولا يجوز لدولة الاحتلال أن تقوم بترحيل أو نقل قسم من سكانها المدنيين إلى الأراضي التي تحتلها.
وهذا البند الأخير مطلق، ولا يسمح بأي استثناءات، وقد صدقت عليه إسرائيل عندما وقعت على اتفاقيات جنيف في 6 يوليو/تموز 1951. وتمت كتابة الجملة لمنع تكرار ممارسة الاستعمار التي أنشأتها بعض القوى، والتي كان من المفترض أن تُفهم بها ألمانيا، المتمثلة في نقل سكانها إلى الأراضي المحتلة لأسباب سياسية وعنصرية في الحرب العالمية الثانية. علاوة على ذلك، فإن المادة 76 من تلك الاتفاقية تستبعد الترحيل كإجراء عقابي في نصها على:
يُحتجز الأشخاص المحميون المتهمون بارتكاب جرائم في الدولة المحتلة، وفي حالة إدانتهم، يقضون عقوباتهم هناك.
والمبدأ واضح لا لبس فيه - "لا يجوز للمحتل أن يطرد أي شخص، مهما كان ذلك الشخص يشكل خطرا أمنيا".
ووفقاً لأحد التقديرات، قامت إسرائيل بترحيل حوالي 1,151 فرداً بين عامي 1967 و1978، بما في ذلك قبيلتين كاملتين، وأرسلتهم إلى المنفى بشكل جماعي من منطقة غور الأردن في ديسمبر 1967 ومايو 1969. ولتوفير مبرر قانوني لهذه الإجراءات، التي تتعارض مع اتفاقية جنيف الرابعة، طبقت إسرائيل القانون رقم 112 الذي يعود إلى أنظمة الدفاع (الطوارئ) التي أصدرتها حكومة الانتداب البريطانية والتي سبقت اتفاقية جنيف بأربع سنوات. وقد عادت هذه بدورها إلى تشريعات الطوارئ العسكرية التي وُضعت لمواجهة حرب المعارضة الفلسطينية للاحتلال البريطاني والهجرة اليهودية في 1936-1939. وكان الآباء الأكثر تأثرًا في الأيام الأولى: العائلات المنقسمة، كانت الممارسة تتمثل في اعتقال أرباب الأسر ليلاً في منازلهم ونقلهم إلى الصحراء جنوب البحر الميت حيث تم إجبارهم، تحت تهديد السلاح أو طلقات نارية للعبور إلى الأردن.
لمدة عامين على الأقل، بدءاً من منتصف عام 1970، قامت إسرائيل بجمع الفلسطينيين من السجون الإسرائيلية وإجبارهم على عبور الحدود الأردنية في صحراء النقب. أدت هذه الممارسة، التي تحمل الاسم الرمزي "عملية المريض"، إلى طرد ما لا يقل عن 800 شخص. ولكن تظل أرشيفات العملية غير متاحة للباحثين في الغالب.
حتى يومنا هذا، يمكن لأي فلسطيني مقدسي أن يتم إلغاء إقامته بموجب القانون الإسرائيلي إذا لم تشكل القدس، من وجهة نظر السلطات الإسرائيلية، "مركز حياتهم" لمدة سبع سنوات متتالية، ويشكل الإلغاء إقامة قسرية، ونقل على ما لا يقل عن 14,595 فلسطينيًا منذ عام 1967 (2016).
ولا يزال الترحيل القسري للفلسطينيين يحدث في الضفة الغربية: ففي عام 2018، أعطت المحكمة العليا الإسرائيلية الضوء الأخضر لطرد سكان الخان الأحمر من بلدتهم إلى خارج أبو ديس. واعتقلت إسرائيل عند نقطة تفتيش في فبراير/شباط 2017، معن أبو حافظ، فلسطيني يبلغ من العمر 23 عاما، لأنه لا يحمل بطاقة هوية، واحتجزته بموجب أمر ترحيل في سجن للأجانب في مدينة الرملة. نشأ منذ أن كان في الثالثة من عمره في مخيم جنين للاجئين. وتسعى إسرائيل إلى ترحيله إلى البرازيل، رغم أنه لا يتحدث البرتغالية، ووالدته من أوروغواي، وهجر والده الفلسطيني الأسرة ليعود إلى البرازيل في عام 1997 ولم يسمع عنه شيء منذ ذلك الحين.

### الرقابة
في الضفة الغربية، كل من "أنظمة الطوارئ الدفاعية لعام 1945، رقم 88" التي فرضها الانتداب البريطاني - والتي تنص على أن "كل مقالة، صورة، إعلان، مرسوم وإشعار الوفاة يجب تقديمها إلى الرقابة العسكرية" - و"الجيش الإسرائيلي" الأمر رقم IOI (1967)"، المعدل بـ "الأمر رقم 718 (1977)" و"رقم 938 (1981)" بشأن "حظر التحريض والدعاية السلبية" يشكل الأساس لفرض الرقابة على المطبوعات والشعر والكتب في الضفة الغربية، وأيضاً النتاجات الأدبية. ويمكن لمكاتب الرقابة المدنية والعسكرية أن تلغي قرارات بعضها البعض، مما يزيد من صعوبة الحصول على تصاريح النشر. ومع ذلك، لا توجد مبادئ توجيهية واضحة، لذلك حتى الأعمال المترجمة من الصحافة العبرية، أو العروض المسرحية المسموح بها في إسرائيل، مثل هاملت، يمكن أن تخضع للرقابة. وكان انتقاد المستوطنات غير مسموح به، وكذلك مشاعر الفخر الوطني. يمكن الطعن في نعي الحداد على الموتى، أو التعبير عن الفخر بالذين ماتوا. وحتى ذكر كلمة "فلسطين" كان ممنوعا. وبموجب الأمر العسكري الإسرائيلي رقم 101، يُمنع الفلسطينيون بموجب القانون العسكري من التظاهر ونشر أي شيء يتعلق "بمسألة سياسية".
يمكن أن تفقد الصحف تراخيصها، دون إبداء أي سبب، على أساس نظام الطوارئ لعام 1945 (المادة 2/92). وقد ترفض تصاريح السفر لتمكين الفلسطينيين البارزين مثل إلياس فريج، رئيس بلدية بيت لحم، من إجراء مقابلات في الخارج. وحظر الكتابة على الجدران (شعاراتي) التي تحتج على الاحتلال ما لم يوافق عليها الجيش، ويتحمل أصحاب الجدران المسؤولية ويغرموا بسبب الكتابة على الجدران، لذلك كان لا بد من حظر هذه الممارسة من قبل الفلسطينيين لأنها أصبحت مصدرًا كبيرًا للدخل لإسرائيلي. في الآونة الأخيرة، أدت مراقبة الإنترنت، باستخدام برامج لتحديد التهديدات المحتملة في منشورات وسائل التواصل الاجتماعي، إلى اعتقال 800 فلسطيني من قبل الوحدات الإسرائيلية وقوات الأمن التابعة للسلطة الفلسطينية، مع اعتقال 400 منهم باعتبارهم "إرهابيين منفردين" بسبب ما كتبوه، ووفقًا للخبير الأمني رونين بيرغمان، لم تتمكن أي خوارزمية من تحديد المهاجمين المنفردين.

### التعاون القسري
من أول الأشياء التي استولت عليها إسرائيل عند احتلالها الضفة الغربية كانت أرشيفات شرطة الأمن الأردنية، التي سمحت لها معلوماتها بتحويل المخبرين في المنطقة لهذه الخدمة إلى مخبرين لإسرائيل. وبدأ تجنيد المتعاونين - المخبرين، الذين اقتحمت منازلهم بحجة الاستجواب ثم زرعهم في الزنازين لإقناع السجناء الآخرين بالاعتراف، في عام 1979. وكان عدد المتعاونين مع إسرائيل قبل اتفاقات أوسلو يقدر بنحو 30 ألفاً. بحسب صحيفة هآرتس، استخدم الشاباك عددًا من الأساليب "القذرة" لتجنيد الفلسطينيين، وتشمل هذه الأساليب استغلال الأشخاص الذين حددوا على أنهم يعانون من صعوبات شخصية واقتصادية، أو الأشخاص الذين يطلبون لم شمل الأسرة، أو الحصول على تصريح للعلاج الطبي في إسرائيل.

### تحصيل الضرائب
في القانون الدولي لا يحق لأي قوة احتلال فرض ضرائب بالإضافة إلى تلك التي كانت موجودة قبل الاحتلال. بموجب الأمر العسكري رقم 31 الصادر في 27 يونيو 1967، استولت إسرائيل على نظام الضرائب الأردني، مع تغيير ملحوظ: هو إعفاء الإسرائيليين الذين ينتقلون إلى المستوطنات من الضرائب بموجب القانون الإسرائيلي، بينما بحلول عام 1988، كان معدل ضريبة الدخل مرتفعًا بنسبة 55% لذوي الدخل في شريحة 8000 دينار، وقُلصت بحيث تنطبق على أصحاب الدخل 5231 ديناراً. وفي إسرائيل، تنطبق شريحة الضرائب البالغة 48% على أولئك الذين حصلوا على ضعف هذا المبلغ تقريبًا.
في عام 1988، نظمت بلدة بيت ساحور المسيحية الغنية بريادة الأعمال، والتي كان لديها عدة مئات من الشركات التي تديرها عائلة في الغالب، مقاطعة ضريبية على أساس أنهم لم يروا أي فوائد تتدفق من ضرائبهم، مستندين في مقاطعتهم على مبدأ الثورة الاستعمارية الأمريكية ضد أسيادهم البريطانيون، أي لا ضرائب دون تمثيل. وقد رفضوا دفع ضريبة القيمة المضافة و/أو ضرائب الدخل. واستهدفت 350 أسرة مكونة من 1000 فرد وجمدت حساباتهم المصرفية،ومصادرة حساباتهم المصرفية أو خصمها من 500 آخرين. وردت إسرائيل بعقاب جماعي، حيث فرضت حظر تجول على البلدة لمدة 42 يوما، ومداهمة المساكن يوميًا ومصادرة الآلات التجارية وأي معدات للأغراض التجارية والثلاجات والمجوهرات والأموال والأثاث المنزلي وفي بعض الأحيان التذكارات. ولحماية الجنود من رشق الحجارة، أوقفت السيارات ووضعها حول المنازل، وحشد الناس لاتخاذهم دروع بشرية. ولم يكن لقيمة البضائع المصادرة أي علاقة بالضرائب المفروضة، وبيعت بالمزاد العلني في إسرائيل بما يقدر بنحو 20% من قيمة استبدالها. وكان التأثير هو القضاء فعلياً على القاعدة الإنتاجية في بيت ساحور.

## العقاب الجماعي
إن استخدام إسرائيل لتدابير العقاب الجماعي، مثل القيود على الحركة، وقصف المناطق السكنية، والاعتقالات الجماعية، وتدمير البنية التحتية للصحة العامة، ينتهك المادتين 33 و53 من اتفاقية جنيف الرابعة. تقرأ المادة 33 جزئيا:
لا يجوز معاقبة أي شخص محمي على جريمة لم يرتكبها هو شخصياً. وتحظر العقوبات الجماعية وكذلك جميع تدابير الترهيب أو الإرهاب.
يمكن أيضًا إرجاع العقاب الجماعي للفلسطينيين إلى أساليب الانتداب البريطاني في قمع ثورة 1936-1939، وقد أعيد تطبيقه وأصبح ساري المفعول منذ الأيام الأولى للاحتلال، وقد أدانه إسرائيل شاحاك في وقت مبكر من عام 1936. 1974. وظهرت هذه الممارسة السيئة في عام 1988، عندما قامت القوات الإسرائيلية، ردًا على مقتل أحد المتعاونين المشتبه بهم في القرية، بإغلاق قباطية، واعتقلت 400 من سكانها البالغ عددهم 7000 نسمة، وجرفت منازل الأشخاص المشتبه في تورطهم فيها، وقطعت جميع خطوط الهاتف، وحظرت استيراد أي شكل من أشكال المواد الغذائية إلى القرية أو تصدير الحجر من محاجرها إلى الأردن، مما أدى إلى قطع كل اتصال مع العالم الخارجي لمدة خمسة أسابيع تقريبًا (24 شباط/فبراير - 3 نيسان/أبريل). في عام 2016، ذكرت منظمة العفو الدولية أن الإجراءات المختلفة التي اتخذت في القلب التجاري والثقافي لمدينة الخليل على مدى 20 عامًا من العقاب الجماعي جعلت الحياة صعبة للغاية بالنسبة للفلسطينيين حيث هجر الآلاف من الشركات والسكان قسراً، مما مكّن اليهود من التهجير القسري، المستوطنين للاستيلاء على المزيد من العقارات.

### هدم المنازل

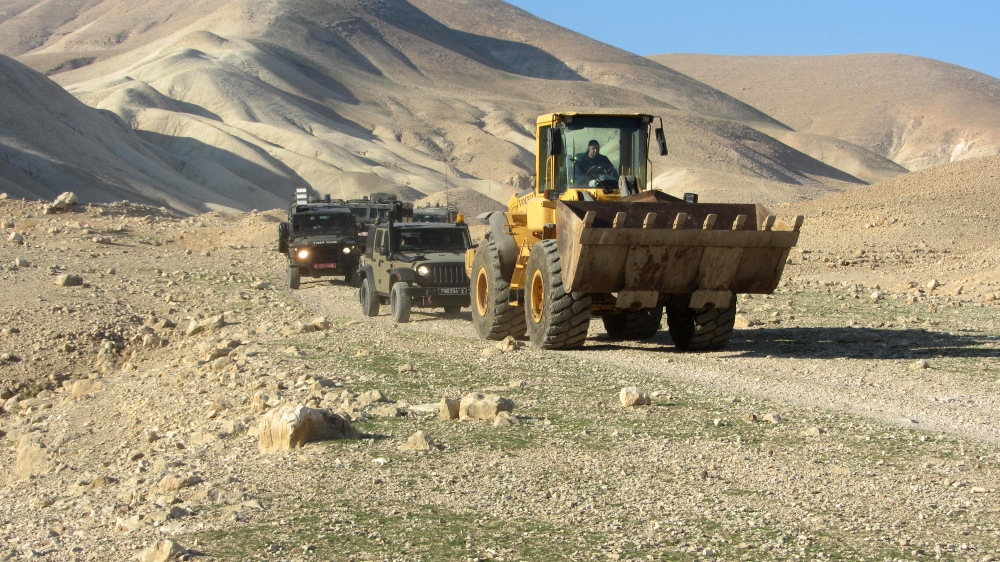
وصول القوات العسكرية الإسرائيلية لهدم تجمع خربة عين كرزلية الفلسطينية في 8 كانون الثاني/يناير 2014، مما أدى إلى تشريد جميع السكان البالغ عددهم 10 بالغين و15 قاصرًا؛ عاد الجيش بعد شهر لهدم الخيام التي كان السكان يعيشون فيها منذ عملية الهدم الأخيرة.

ويعتبر هدم المنازل شكلاً من أشكال العقاب الجماعي. ووفقاً لقانون الاحتلال، فإن تدمير الممتلكات، إلا لأسباب الضرورة العسكرية المطلقة، محظور. بدأت ممارسة هدم المنازل الفلسطينية خلال يومين من احتلال المنطقة الواقعة في البلدة القديمة بالقدس والمعروفة باسم حارة المغاربة، المحاذي لحائط البراق. منذ بداية احتلال الأراضي الفلسطينية وحتى عام 2015، وفقًا لتقدير المركز الدولي للآثار الإنسانية، تشير التقديرات إلى أن إسرائيل هدمت 48,488 مبنىً فلسطينيًا، مع ما صاحب ذلك من تهجير لمئات الآلاف من الفلسطينيين.
وتعتبر إسرائيل أن ممارساتها موجهة ضد المنازل المبنية دون تصاريح إسرائيلية أو شكلاً من أشكال ردع الإرهاب، حيث يضطر المتشدد بالتالي إلى التفكير في تأثير أفعاله على أسرته. بين سبتمبر 2000 ونهاية 2004، من بين 4100 منزل هدمها الجيش الإسرائيلي، وهدم 628 منزلاً يسكنها 3983 شخصًا كعقاب لأن أحد أفراد الأسرة كان متورطًا في تمرد الأقصى. ومنذ عام 2006 حتى 31 أغسطس/آب 2018، هدمت إسرائيل ما لا يقل عن 1,360 وحدة سكنية فلسطينية في الضفة الغربية (لا تشمل القدس الشرقية)، مما أدى إلى فقدان 6,115 شخصًا - من بينهم 3,094 قاصرًا على الأقل - منازلهم. 698 منها، تؤوي 2,948 فلسطينيًا، ومنهم 1,334 قاصرًا، هدمت في غور الأردن (كانون الثاني/يناير 2006 – أيلول/سبتمبر 2017).
وحتى أكواخ الرعاة، التي تم دفع الضرائب عليها حسب الأصول، يمكن هدمها.

### نظام التصاريح
منذ عام 1967، خضع كل جانب من جوانب الحياة اليومية الفلسطينية تقريبًا لأنظمة عسكرية منتشرة، بلغ عددها 1300 بحلول عام 1996، بدءًا من زراعة الأشجار واستيراد الكتب وحتى توسيع المنازل. حرم الأمر العسكري رقم 101 سكان الضفة الغربية من الحق في شراء أي شكل من أشكال المطبوعات - الكتب والملصقات والصور الفوتوغرافية وحتى اللوحات - من الخارج (بما في ذلك من إسرائيل) ما لم يحصل على تصريح مسبق من الجيش. في العقدين الأولين، كان على الفلسطينيين التقدم بطلب للحصول على تصاريح وتراخيص لعدد هائل من الأشياء مثل رخصة القيادة، والهاتف، والعلامة التجارية وتسجيل المواليد، وشهادة حسن السيرة والسلوك لتأمين وظائف في العديد من المهن. ووصف الحصول على مثل هذه التصاريح بأنه طريق الآلام. لكن لم توضح المعايير الدقيقة التي يجب استيفاؤها للحصول على التصاريح. وقد شُبهه بنظام المرور الخاص بالفصل العنصري. وهناك 42 نوعًا من التصاريح، اعتمادًا على الغرض من تحركات الشخص، والتي تطلبها السلطات الإسرائيلية اعتبارًا من 2018.

### التأثير على التعليم
استمرت الأولوية العالية الممنوحة تقليديًا للتعليم في المجتمع الفلسطيني خلال فترة الاحتلال المبكر، حيث بحلول عام 1979، كان الفلسطينيون يشكلون ما يقدر بنحو 10٪ من جميع خريجي الجامعات العربية. وتشير الأدلة الداخلية من التقارير المسربة في الستينيات إلى أن تحسين التعليم العالي لعرب إسرائيل كان يُعتقد في ذلك الوقت أنه يشكل تهديدًا أمنيًا محتملاً. ووقعت إسرائيل على العهد الدولي الخاص بالحقوق الاقتصادية والاجتماعية والثقافية في عام 1966، وصُدق عليه في عام 1991. وبعد عام 1967، أكدت إسرائيل أن الحق في التعليم لا ينطبق على الضفة الغربية والقدس الشرقية وغزة، وهي الأراضي التي كانت تحت الاحتلال، لأنها تقع خارج الحدود السيادية لإسرائيل.
خلال الانتفاضة الأولى، فرضت إسرائيل في مرحلة ما إغلاقًا لمدة 19 شهرًا على جميع المدارس في الضفة الغربية، بما في ذلك رياض الأطفال، مما يشير إلى أن إسرائيل كانت تهدف عمدًا إلى تعطيل التطور المعرفي للشباب الفلسطيني. في العامين الأولين من انتفاضة الأقصى، أطلق الجيش الإسرائيلي النار على 100 مدرسة، وقصف بعضها واحتل بعضها كمواقع عسكرية. في عام 2017، وفقا لأحد التقديرات، أصدرت إسرائيل إما أوامر هدم أو "وقف عمل" على 55 مدرسة في الضفة الغربية.

### غارات ليلية
ووفقاً للواء طال روسو، فإن الجيش الإسرائيلي يقوم بعمليات "طوال الوقت، كل ليلة، في جميع الأنحاء". عادة ما تُنفذ الغارات الليلية الإسرائيلية بين الساعة 2 صباحا و4 صباحاً. تصل الوحدات، التي غالبًا ما يكون أعضاؤها ملثمين وترافقهم الكلاب، بمعدات قتالية كاملة وتؤمن الدخول عن طريق طرق الأبواب أو تفجيرها. ولمثل هذه المهام عدة أغراض مختلفة: اعتقال المشتبه بهم، وإجراء عمليات التفتيش، ورسم خريطة للبنية الداخلية للمسكن، وتصوير الشباب لتحسين التعرف عليهم في الاشتباكات المستقبلية. غالبًا ما تُصادر أجهزة الكمبيوتر المحمولة والهواتف المحمولة، وفي حالة إعادتها، ولا تتعرض للتلف في كثير من الأحيان، ولكن التخريب أمر شائع لدى الجيش الإسرائيلي، وتُسلم الأشياء المنهوبة إلى الجنود المحتاجين أو ذوي الأجور المنخفضة، كما هو الحال في عملية الدرع الواقي. تتكرر التقارير عن مخابئ الأموال التي تختفي بعد البحث. العديد من الأمتعة الشخصية - صور الأطفال أو العائلات، والساعات، والميداليات، وجوائز كرة القدم، والكتب، والمصاحف، والمجوهرات - تؤخذ وتخزن بعيدًا، ووفقًا لأحد المخبرين، سُمح لمتدربي ضباط المخابرات بأخذ أشياء من الفلسطينيين "، كغنيمة من المخازن. بعد الاحتجاجات الدولية، في فبراير/شباط 2014، بدأ مخطط تجريبي لإصدار أوامر الاستدعاء بدلاً من اعتقال الأطفال ليلاً، واستمر حتى ديسمبر/كانون الأول 2015، ويقال إن الغرض من رسم خرائط الغارات هو تحديد كيف تبدو المنطقة من وجهة نظر الفلسطينيين. زوايا التخطيط المستقبلي لتمكين خيار عمليات نصب الكمائن من داخل تلك المنازل.
إن ممارسة الوحدات العسكرية الإسرائيلية المتمثلة في مداهمة منازل الفلسطينيين واعتقالهم ونهبها في أعماق الليل هي ممارسة قديمة العهد، ولا تزال مستمرة حتى يومنا هذا. في ثلاثة أيام فقط خلال الفترة من 21 إلى 23 يناير 2018، نفذت 41 و24 و32 مداهمة منفصلة وفي عام 2006، نفذت إسرائيل 6666 مداهمة داخل الأراضي المحتلة. وفي الأشهر الستة الأولى من عام 2007، أجريت 3,144 مداهمة تفتيش/اعتقال إسرائيلية في الضفة الغربية ولم يحصل أهالي 90% من القاصرين الذين أعتقلوا على أي تفسير لعملية الاختطاف، ولا معلومات حول مدة احتجاز الطفل. وفي دراسة أخرى، شهد 72.7% من الأطفال الذين شملتهم الدراسة غارات ليلية، وتأتي التجربة المؤلمة في المرتبة الثانية بعد مشاهدة مشاهد الجثث المشوهة أو الجريحة على شاشة التلفزيون. يشير الاستقراء من هذا الرقم، وفقًا لمنظمة WCLAC غير الحكومية، إلى أنه منذ فرض الأحكام العرفية في يونيو 1967 حتى عام 2015، قام الجيش الإسرائيلي بأكثر من 65,000 مداهمة ليلية على منازل الفلسطينيين في الضفة الغربية (لا تشمل ذلك القدس الشرقية).

### الاعتقالات والاعتقالات الإدارية
اعتقلت إسرائيل ما يقدر بنحو 650,000 فلسطيني في الفترة من 1967 إلى 2005، أي واحد من كل ثلاثة من الفلسطينيين في العقدين الأولين فقط؛ وبحلول عام 2023، ارتفع العدد إلى مليون. ونظام المحاكم العسكرية، الذي يعتبر المحور المؤسسي للاحتلال، يعامل الفلسطينيين على أنهم "مدنيون أجانب" ويرأسه قضاة إسرائيليون يهود ويستند إلى قانون الانتداب البريطاني السابق، حيث كان تطبيقه على النشطاء اليهود موضع احتجاج شديد من ممثلو الييشوف. وتنص أربعة أحكام على (أ) احتجاز المشتبه فيهم لفترات طويلة بمعزل عن العالم الخارجي، (ب) دون إمكانية الاتصال بمحام، (ج) الاستجواب القسري للحصول على أدلة، (د) استخدام "الأدلة السرية". خلال هذه الفترة، تعرض عشرات الآلاف للاعتقال الإداري، والذي يتمثل مبرره في حبس المشتبه بهم الذين، في القانون الجنائي التقليدي، قد لا يكونون مدانين. تيسير العاروري، أستاذ الرياضيات في جامعة بيرزيت، اعتقل ليلاً في 21 أبريل/نيسان 1974، وأُطلق سراحه في 18 يناير/كانون الثاني 1978، بعد أن قضى 45 شهراً في السجن دون محاكمة أو توجيه تهمة له، فقط بعد أن أصدرت منظمة العفو الدولية احتجاجاً عاماً.
وقد اعتبر أحد الباحثين هذه الممارسة في عام 1978 بمثابة "انحراف عن العدالة الجنائية" ذي طبيعة مؤقتة. في عام 2017، لاحظت منظمة العفو الدولية أن "مئات الفلسطينيين، بمن فيهم الأطفال وقادة المجتمع المدني والعاملون في المنظمات غير الحكومية، كانوا رهن الاعتقال الإداري بشكل منتظم"، وتعتبر بعضهم، مثل خالدة جرار وأحمد قطامش، سجناء رأي. ووصف مقرر الأمم المتحدة الخاص المعني بالأراضي الفلسطينية المحتلة العديد من الإدانات بأنها نتجت عن "سلسلة من انتهاكات القانون الدولي، بما في ذلك انتهاكات الإجراءات القانونية الواجبة، والتي تلوث شرعية إقامة العدل من قبل السلطة المحتلة".
اعتبارًا من أغسطس 2023، كان 1200 فلسطيني محتجزين دون تهمة أو محاكمة، في ممارسة يشار إليها باسم "الاعتقال الإداري". وتبرر إسرائيل هذه الممارسة على أساس أمني. استند الاعتقال الإداري لما لا يقل عن 105 فلسطينيين إلى قانون إسرائيلي يُعرف باسم "قانون المقاتلين غير الشرعيين"، والذي يستثني المحتجزين من وضع أسير الحرب بموجب المادة الرابعة من اتفاقية جنيف الثالثة. وسط موجة من الاعتقالات والاحتجازات الجماعية خلال الحرب عام 2023، ارتفع عدد المعتقلين الإداريين إلى 2873 اعتبارًا من 6 ديسمبر 2023، وهو أعلى مستوى على الإطلاق، وفقًا لمنظمة هموكيد، وهي منظمة إسرائيلية غير حكومية. وبحسب ما ورد تدهورت ظروف الاحتجاز بشكل كبير منذ 7 أكتوبر 2023، مع وجود ادعاءات عديدة بسوء المعاملة والتعذيب من قبل المحتجزين والمنظمات غير الحكومية والمنظمات الحكومية الدولية.

### التعذيب
الدول ملزمة بموجب اتفاقية جنيف الرابعة بمنع التعذيب، بما في ذلك المعاناة العقلية. وفقاً لليزا حجار (2005) والدكتورة راشيل سترومسا، مديرة اللجنة العامة لمناهضة التعذيب في إسرائيل، فإن التعذيب كان سمة ثابتة للأساليب الإسرائيلية في استجواب الفلسطينيين. يمكن أن يكون التعذيب على نوعين، جسدي ونفسي. وظهرت تقارير عن التعذيب في السبعينيات، وبدأ توثيقها بالتفصيل من قبل منظمة الحق غير الحكومية في منتصف الثمانينيات. قامت لجنة لانداو عام 1987 بفحص بعض الانتهاكات وخلصت إلى أن "الضغط الجسدي المعتدل" أمر مقبول. ثم حظرت المحكمة العليا الإسرائيلية هذه الممارسة، باستثناء الحصول على تفويضات من المدعي العام لكل حالة على حدة.
المصطلح العامي للجيش العبري tertur يرتبط بالسياسات التي أدخلها رافائيل إيتان، الذي أمر قوات الجيش وشرطة الحدود بالانخراط في اعتقالات متكررة وإذلال أعداد كبيرة من السكان الفلسطينيين. يشير هذا إلى ممارسات مثل المداهمات بالجملة التي حدثت كلما نظم سكان الضفة الغربية مظاهرات قومية. وقد شهدت شرطة الحدود الإسرائيلية إجبار السكان على غناء النشيد الوطني الإسرائيلي، والصفع على وجوه بعضهم البعض، والزحف والنباح مثل الكلاب. كما تعتقل الشرطة آلاف الفلسطينيين كل عام بتهم "أمنية"، تتراوح بين الإرهاب الصريح إلى مجرد قراءة الكتب المدرجة على القائمة السوداء.

### أطفال

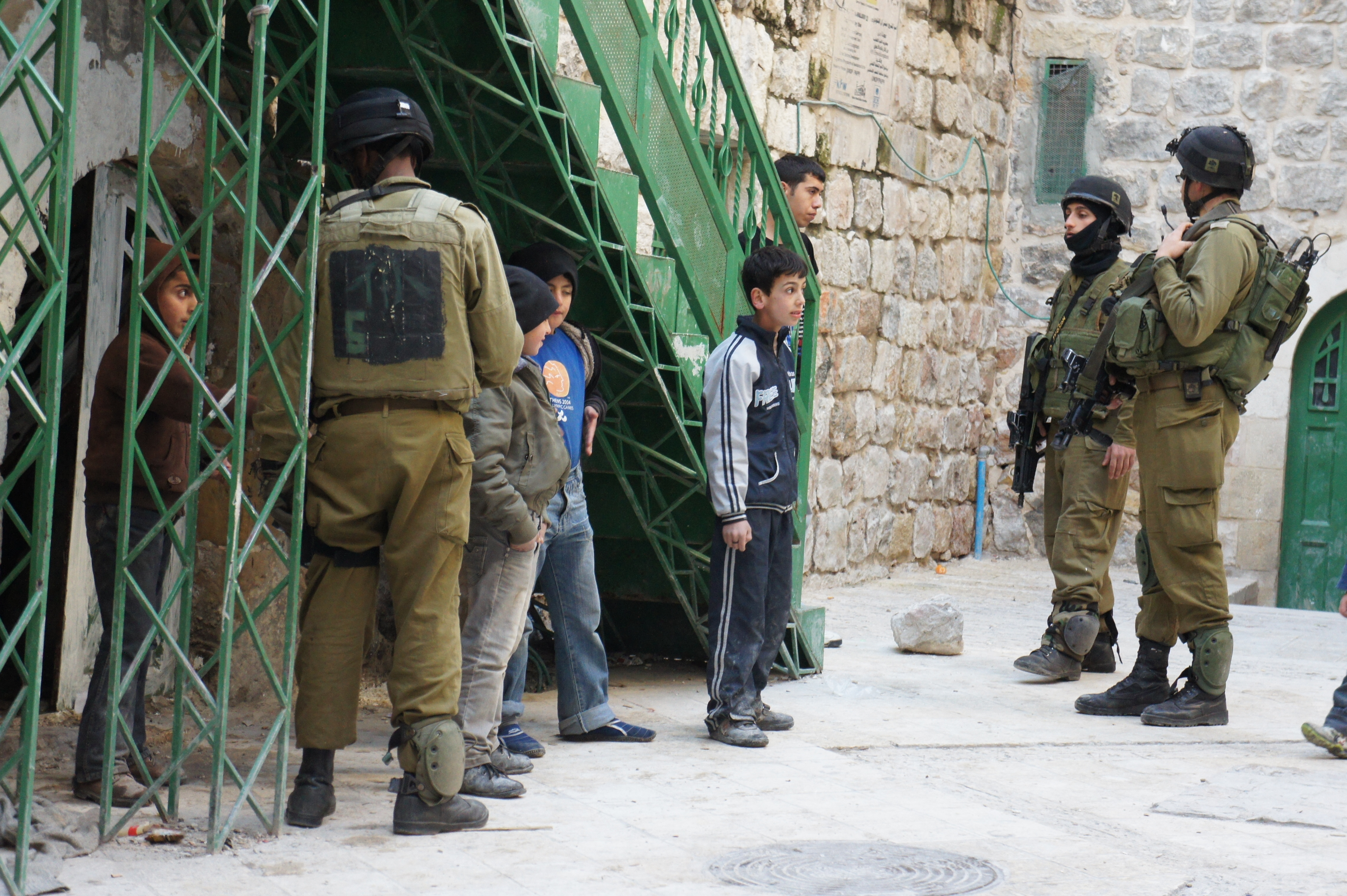
أطفال يعتقلون من قبل جنود لواء جولاني في الخليل.

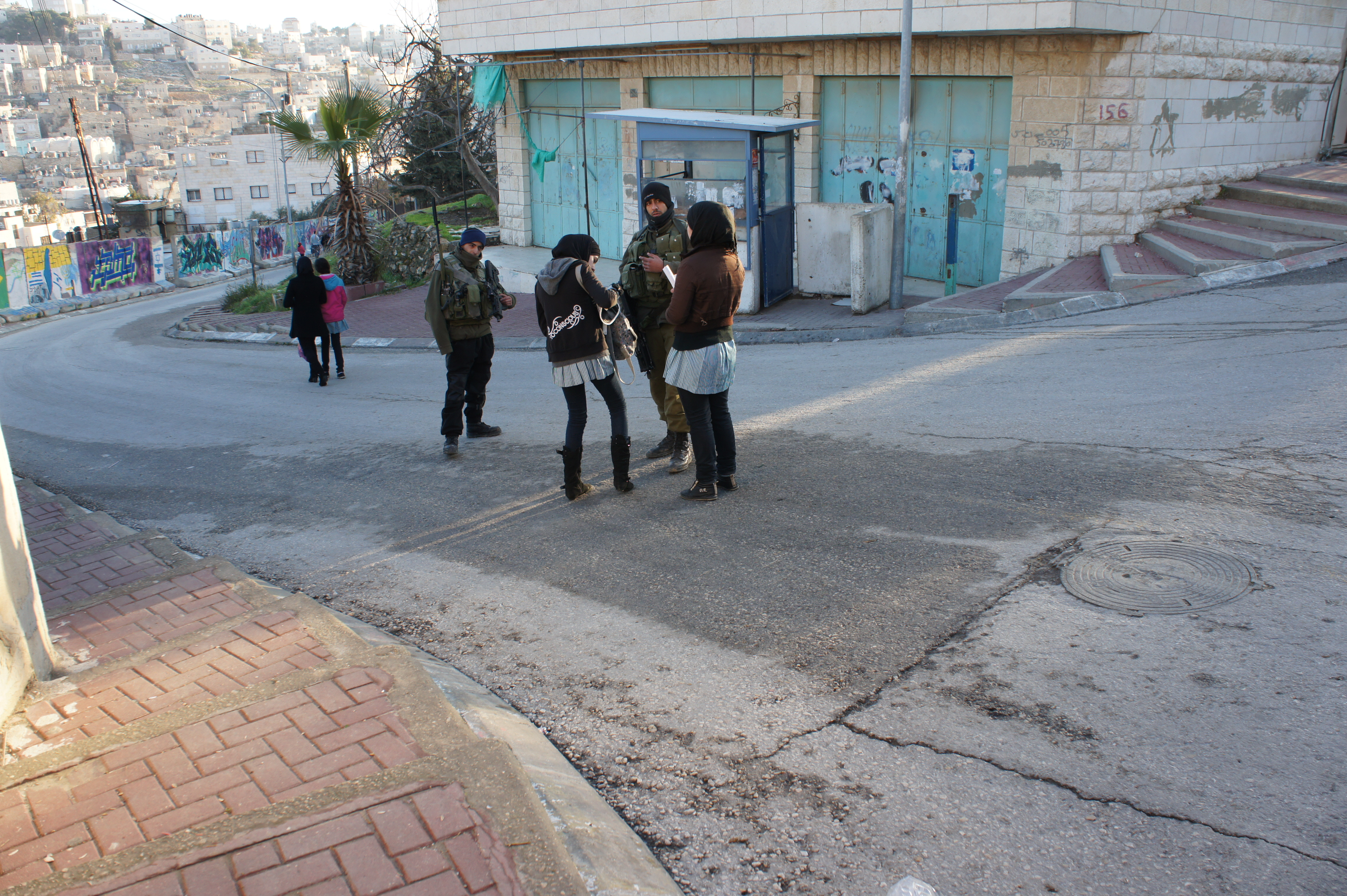
فتيات فلسطينيات يخضعن لتفتيش حقائبهن المدرسية من قبل جنود إسرائيليين في تل رميدة بالخليل

تعود الحوادث الموثقة لاستهداف القوات الإسرائيلية للأطفال الفلسطينيين وقتلهم إلى الأيام الأولى للنزاع. في أعقاب حرب عام 1948، وقبل الاحتلال الإسرائيلي الرسمي للضفة الغربية، كانت المناوشات الحدودية بين الإسرائيليين والفلسطينيين تحدث بشكل منتظم مع حالات متعددة شملت قيام جنود إسرائيليين بإطلاق النار على السكان العزل، بما في ذلك الأطفال، مما أدى إلى مقتلهم. أثناء اقتحام بيت جالا عام 1952، قُتل أربعة أطفال تتراوح أعمارهم بين 6 و14 عامًا بنيران الرشاشات. خلال الانتفاضة الأولى، تعرض الأطفال الفلسطينيون بانتظام لإصابات خطيرة، وغالباً ما كانت مميتة. شهدت الانتفاضة الأولى مشاركة عالية بشكل استثنائي من قبل المراهقين الفلسطينيين، مما دفع إسرائيل إلى إعلان رشق الحجارة جناية بموجب قانون الاحتلال، وهو تصنيف ينطبق على الأطفال وكذلك البالغين ويسمح بالسجن لفترات طويلة للقاصرين. ويبدو أن سوء معاملة الأطفال الفلسطينيين في نظام الاحتجاز العسكري الإسرائيلي منتشر على نطاق واسع ومنهجي ومؤسسي. وفقًا لدراسة أجراها صندوق الأمم المتحدة الدولي للطفولة في عام 2013، والتي تغطي 10 سنوات من ادعاءات سوء معاملة الأطفال في الممارسات العسكرية الإسرائيلية في الضفة الغربية، على الرغم من أن القانون الدولي يتطلب معاملة جميع الأطفال الذين يتعاملون مع الأنظمة القضائية بكرامة. ورغم احترام حقوق الأطفال في جميع الأوقات، فإن الأدلة الواردة من عدة مراقبين خارجيين على مدار عقد من الزمن تشير إلى أن الأطفال الفلسطينيين الذين يخضعون للاعتقال العسكري الإسرائيلي يعانون من معاملة قاسية ومهينة. في القانون، يعتبر الحظر المفروض على مثل هذه الممارسات "مطلقا وغير مشروط"، وحتى الاعتبارات الأمنية أو التهديد بالحرب لا يمكن أن تطغى على القاعدة.
يشكل الأطفال نصف السكان الفلسطينيين، وعلى الرغم من تفسيرهم في كثير من الأحيان على أنهم "ضحايا أو دمى مضللة"، إلا أنهم يشاركون بنشاط في المقاومة، حيث يرى البعض أنهم بذلك يفقدون حقوقهم. وفقًا لجيمس غراف، يشكل الأطفال الفلسطينيون شريحة ملحوظة من الفلسطينيين المستهدفين، ويمكن إدراجهم في الفئات التي يُعفون منها عادةً، ويتم تمييزهم كمجموعة معرضة للعنف الصادم، واستهدافهم في عمليات إطلاق النار العشوائية وعمليات القتل بالغاز والعنف من قبل الجنود والمستوطنين الذين ترعاهم الدولة.
وفقاً للفرع السويدي لمنظمة إنقاذ الطفولة، احتاج ما بين 23,600 إلى 29,900 طفل إلى علاج طبي بعد تعرضهم لإصابات نتيجة الضرب الذي قام به الجيش الإسرائيلي خلال العامين الأولين من الانتفاضة الأولى، وكان ثلثهم في سن العاشرة أو أقل. بموجب أمر إسحاق رابين الصادر في 19 كانون الثاني (يناير) 1988 باستخدام "القوة والضرب" ومقابلة تحدث فيها عن الحاجة إلى "كسر عظامهم"،(Gordon 2008, p. 157) الذي كان حتى ذلك الحين عادة استجوابًا خفيًا نشر بهذه الطريقة علنًا، حتى اندلعت ضجة عندما قام الصحفيون بتصوير هذا التكتيك، وهي فضيحة رد عليها بإصدار حظر على دخول وسائل الإعلام إلى الأراضي في ربيع عام 1988.
يشكل القاصرون (16 عامًا أو أقل) ما يصل إلى 5% من تعداد الأطفال، ويشكلون 35-40% من 130,000 فلسطيني تعرضوا لإصابات خطيرة على يد القوات الإسرائيلية في الانتفاضة. من بين الأطفال بعمر 15 عامًا والذين يحتاجون إلى علاج طبي، أصيب 35% بنيران إسرائيلية، و50% بسبب الضرب، و14.5% أصيبوا بالغاز المسيل للدموع. من عام 2009 إلى عام 2018، قتلت فرق الأمن الإسرائيلية بالرصاص 93 قاصرًا فلسطينيًا في اشتباكات بالضفة الغربية. وفي فترة انتفاضة الأقصى، تشير نسب القتلى إلى أن ما يقرب من 20 إلى 25% كانوا من الأطفال، مع الفارق أن القتلى الإسرائيليين كانوا نتيجة حوادث تفجيرات جسدية لم يكونوا هم الأهداف الأساسية فيها، في حين قُتلت نسبة كبيرة من الأطفال الفلسطينيين بنيران القناصة الإسرائيليين الموجهة بشكل فردي، وفقًا لفرانك أفليتو. وفي الفترة من سبتمبر/أيلول 2000 إلى ديسمبر/كانون الأول 2003، قُتل 109 أطفال "بطلقة واحدة" في الرأس، وأربعة في الرقبة، و56 طفلاً بطلقات نارية في القلب والصدر. وقُتل 90 آخرون بإصابتين أو ثلاث طلقات نارية. بشكل عام، خلال 3.25 سنة بعد الانتفاضة الثانية، قُتل 427 طفلاً برصاص قوات الجيش الإسرائيلي والمستوطنين.

## الموارد

### الزراعة
كان الاقتصاد الرعوي جناحاً أساسياً في الاقتصاد الفلسطيني. من 2,180 كيلومتر مربع (840 ميل2) من أراضي الرعي في الضفة الغربية سمحت إسرائيل في السنوات الأولى من القرن الحادي والعشرين 225 كيلومتر مربع (87 ميل2) لمثل هذا الاستخدام. في مناطق معينة، مثل تلال جنوب الخليل، والتي غالباً ما تُرش مراعي الرعاة البدو الفلسطينيين بالكريات السامة التي تقتل قطعانهم، وتتطلب عملية التقاط دقيقة والتخلص منها لاستعادة نشاط الأرض. كانت 326,400 دونم مفتوح نظريًا للاستخدام الفلسطيني، حسب تقديرات البنك الدولي، والتي تُضيف 1,068 مليار دولار أمريكي للقدرات الإنتاجية الفلسطينية.ومليون أخرى يمكن استغلالها للرعي أو التحريج، إذا رفعت إسرائيل قيودها. ويقدر البنك الدولي أنه إذا مُنحت الزراعة الفلسطينية إمكانية الوصول إلى موارد مائية أفضل، فإنها ستستفيد من زيادة الإنتاج الزراعي بحوالي مليار دولار سنويا.
وبعد عام 1967، فُرضت قيود على أنواع أشجار الفاكهة والخضروات التي يمكن زراعتها، وحتى استيراد الجرارات كان يتطلب تصريحًا إسرائيليًا. وبعد الاحتلال مباشرة، خلصت دراسة تجريبية أجريت على أراضي دير دبوان الغنية بالمياه الجوفية، إلى أنها تبشر بالخير كواحدة من أفضل المواقع في الضفة الغربية لزراعة البرتقال والموز. لم يكن من الممكن الحصول على تصريح حفر إسرائيلي، مما دفع معظم المشاركين في المشروع إلى الهجرة إلى الولايات المتحدة، إن سيطرة إسرائيل على الأراضي والمياه والتجارة والأسواق، ومواصفاتها وقيودها الصارمة على ما يمكن زراعته، تعتبر مسؤولة عن تراجع الزراعة كحصة من الناتج المحلي الإجمالي للضفة الغربية، وانخفاض العمالة الزراعية في سوق العمل من 46% إلى 27%، بحيث انخفض الإنتاج في الفترة من 1993 إلى 1995 بنسبة 40.12%. وفي السنوات التي سبقت مباشرة انتفاضة الأقصى (1998-1999)، اقتلعت القوات الإسرائيلية والمستوطنون 21,705 شجرة في جميع أنحاء الضفة الغربية وقطاع غزة. في الفترة من 2000 إلى 2009، قدر معهد الأبحاث التطبيقية – القدس أن إسرائيل دمرت أو اقتلعت 1,628,126 شجرة فاكهة في الضفة الغربية وقطاع غزة.
وكان تدمير السلع الزراعية كبيراً خلال الانتفاضة الثانية. وفي الأشهر الخمسة بعد الأنتفاضة اقتلعت 57,928 شجرة زيتون، و49,370 شجرة حمضيات، و22,270 شجرة مثمرة، و11,514 نخلة، و12,000 شجرة موز، و30,282 شجرة عنب. ونتيجة لذلك، انخفض إنتاج زيت الزيتون بنسبة 80% في ذلك العام. في فترة 15 شهرًا وحتى ديسمبر 2001، قدرت إجمالي الأشجار المتضررة على أنها 155,343 شجرة زيتون، و150,356 شجرة حمضيات، و54,223 شجرة لوز، و12,505 شجرة نخيل، و39,227 شجرة عنب، و18,400 شجرة موز، و49,851 صنفًا آخر. من الشجرة. وفي الفترة من سبتمبر/أيلول 2000 إلى ديسمبر/كانون الأول 2002، دمرت القوات الإسرائيلية 14,196 شجرة حرجية. في العامين الأولين، ومع الأخذ في الاعتبار الأضرار التي أحدثتها إسرائيل في كل من الضفة الغربية وقطاع غزة، وفقًا لشيريل روبنبرج، اقتلعت 667000 شجرة وتدمير 3669000 متر مربع من الأراضي الزراعية. ووفقا للسلطات الفلسطينية، ظل التخصيص المقيد للمياه للزراعة الفلسطينية ثابتاً عند 84 مليون متر مكعب سنويا منذ عام 1967.
شجرة الزيتون، إلى جانب وظيفتها الاقتصادية، هي رمز للأمة الفلسطينية، وسعيها إلى الاستقلال. 15% من الأراضي – 45% من أراضيها الصالحة للزراعة – مغطاة ببساتين الزيتون، وهي مورد رئيسي، ويعتبر حصادها الخريفي كل شهرين فترة ذات أهمية اجتماعية واقتصادية عميقة للعائلات في معظم قرى الضفة الغربية، والتي بالنسبة لها توفر حوالي 40% (2009) من الإنتاج الزراعي في الضفة الغربية. لقد تخلصت من البطالة الناجمة عن فقدان الوظائف في إسرائيل بعد اندلاع الانتفاضة الثانية، ويُعرف الزيتون بالعامية باسم شجرة الفقير، وتعتبر شجرة مباركة، لأنها ذُكرت في القرآن الكريم بقوله تعالى: ﴿وَالتِّينِ وَالزَّيْتُونِ ۝١﴾ [التين:1]، وان اقتلاع شجرة الزيتون من الأجهزة الإسرائيلية أو المستوطنين هو حدث يومي في الضفة الغربية.
في أعقاب الممارسة العثمانية المتمثلة في اقتلاع أشجار الزيتون لمعاقبة التهرب الضريبي، بدأت إسرائيل في تدمير البساتين، ولكن بهدف واضح هو زيادة الأمن في المستوطنات، وإبراز نظام الطرق الداخلي في الضفة الغربية الذي يخدم البنية التحتية الاستعمارية. أدى بناء الجدار الفاصل، الذي أقيم بشكل أساسي على أراضي الضفة الغربية، إلى اقتلاع عشرات الآلاف أشجار الزيتون. وفي قرية واحدة فقط، طولكرم، أدى مسار الجدار إلى اقتلاع 12,000 شجرة زيتون، بينما أبعد السكان عن بساتينهم مع بقاء 100,000 شجرة أخرى على الجانب الإسرائيلي في منطقة التماس، والتي لا يمكنهم الوصول إليها إلا مرة واحدة سنويا. بغض النظر عن ممارسات الدولة، شن المستوطنون ما وصفه أحد الباحثين بـ "حرب الأشجار" والتي تتمثل في سرقة أو اقتلاع أو تقطيع أو حرق بساتين الزيتون الفلسطينية، كجزء من عمليات نهج دفع الثمن. من 708,000 دونم من الأراضي الصالحة للري في الضفة الغربية، منها 247 ألف دونماً فقط مروية، وقد حسب (2009) أن الهامش الإجمالي الذي يتنازل عنه الفلسطينيون يقترب من 480 مليون دولار سنوياً، أي حوالي 10% من الناتج المحلي الإجمالي. إن التأثير الجانبي للخسارة في فرص العمل المحتملة يقترب من (التقدير الأعلى) 10000 وظيفة. وقد لاحظ البنك الدولي أن 35 في المائة فقط من الأراضي الفلسطينية القابلة للري أو مروية، مما يكلف الاقتصاد 110 ألف فرصة.

### المياه
في أعقاب عام 1967، ألغت إسرائيل حقوق المياه الفلسطينية في الضفة الغربية، وبموجب الأمر العسكري رقم 92 الصادر في أغسطس من ذلك العام، نقلت كل السلطات المتعلقة بإدارة المياه إلى السلطة العسكرية، الأمر العسكري رقم 158 الصادر في نوفمبر من ذلك العام كان يتطلب من الفلسطينيين الحصول على تصريح من السلطات العسكرية قبل إنشاء أي منشأة مياه جديدة. وحتى عام 1996، لم يحصل أي فلسطيني على تصريح لحفر بئر منذ ذلك التاريخ، وفي ذلك الوقت كانت إسرائيل تسحب ثلث مياهها العذبة و50% من مياه الشرب من الضفة الغربية. ووفقاً لمنظمة هيومن رايتس ووتش، فإن مصادرة إسرائيل للمياه تنتهك لوائح اتفاقية لاهاي لعام 1907، التي تحظر على قوة الاحتلال مصادرة موارد الأراضي المحتلة لمصلحتها الخاصة.
اشتكى الفلسطينيون من تأثر اقتصادهم وزراعتهم بشدة بسبب استنزاف مياه القرية لصالح تزويد المستوطنات بالإمدادات. وفرضت إسرائيل سياسات تقييدية على مواطني الضفة الغربية. ويوجد "تمييز صارخ" في أنظمة تسعير المياه وتخصيصها وتسليمها. ويصل استهلاك المياه من قبل المستوطنين الإسرائيليين في الأراضي إلى نحو ثمانية إلى عشرة أضعاف ما يستهلكه الفلسطينيون. وتباع المياه للمستوطنات الإسرائيلية بـ 0.5 شيكل إسرائيلي جديد للمتر المكعب، بينما تباع للقرى الفلسطينية بـ 1.8 شيكل جديد للمتر المكعب. مع تزويد الأولى يومياً، بينما يقتصر تزويد الأخير على يوم أو يومين في الأسبوع. ووفقًا لجون كولي، كانت آبار المزارعين الفلسطينيين في الضفة الغربية عنصرًا أساسيًا وراء استراتيجية إسرائيل ما بعد عام 1967 للحفاظ على المنطقة ولحماية "إمدادات المياه اليهودية" والذي اعتبر "تعدياً".
بحلول عام 2013، على الرغم من أن بعض القرى كان بها 15 لترًا فقط للشخص الواحد، تشير التقديرات إلى أن إمداد الفلسطينيين في الضفة الغربية قُدر بمتوسط 70 لترًا للفرد يومياً، مقابل 280-300 لتراً للمستوطنين اليهودي الواحد. في بعض الأحيان يكون التناقض صارخًا: في قرية الحديدية بالبقيعة يُزود الفرد الفرد الواحد بـ 20 لتراً، مقابل 431 لترًا للمستوطن يوميًا في مستوطنة روعي اليهودية المجاورة، وكمية 431 لتر تُستخرج من بئر حُفر في أرض الحديدية. كما اتبعت المستوطنات الإسرائيلية ممارسة تتمثل في الاستيلاء على العديد من الينابيع التابعة للقرى الفلسطينية لاستخداماتها الخاصة، ومصادرتها لإنشاء حدائق مجاورة مناسبة للسياحة، وهذه الحدائق تكون ممنوعة على الفلسطينيين.

### منطقة النفايات
صادقت إسرائيل على اتفاقية بازل الدولية في 14 كانون الأول/ديسمبر 1994، والتي بموجبها يجب أن تتم أي عملية نقل للنفايات مع إدراك المخاطر التي يتعرض لها الشعب الفلسطيني، ويحظر إنشاء "مناطق الخسارة البيئية" في وسطهم. ويقال إن إسرائيل استخدمت الضفة الغربية كمنطقة "خسارة بيئية" من خلال وضع 15 محطة لمعالجة النفايات هناك تحت قواعد أقل صرامة من تلك التي يتطلبها النظام القانوني الإسرائيلي، وبالتالي تعريض السكان المحليين والبيئة لمواد خطرة. ولا تنشر السلطات العسكرية تفاصيل هذه العمليات. وتتكون هذه المواد مثل حمأة الصرف الصحي والنفايات الطبية المعدية والزيوت المستعملة والمذيبات والمعادن والنفايات الإلكترونية والبطاريات.
قامت إسرائيل ببناء أربع محطات للنفايات الفلسطينية في السبعينيات، واحدة منها فقط كانت عاملة في عام 2007، مع الإشارة إلى مشاكل الميزانية الإسرائيلية بسبب الافتقار إلى البنية التحتية الكافية مما ترك معظم مياه الصرف الصحي الفلسطينية دون معالجة. مكب النفايات القريب من الجفتلك في محافظة أريحا، الذي بُني على ممتلكات فلسطينية دون تخطيط أو تحليل لأثرها البيئي، وهو مخصص للاستخدام الحصري لـ 1000 طن يوميًا من النفايات التي تخرج من المستوطنات والمدن الإسرائيلية داخل إسرائيل. ويقتصر وجود الفلسطينيين على ثلاثة مدافن للنفايات، وترفض التصاريح لبناء المزيد ما لم يكن من الممكن استخدام هذه المواقع للتخلص من نفايات المستوطنات. وحتى لو منح التصريح دون هذه الاتفاقية، فإن نفايات المستوطنين تُرمى فيه تحت حراسة عسكرية.

### استخراج الموارد
وفقا لاتفاقيات لاهاي (المادة 55)، يجوز لقوة الاحتلال أن تجني بعض القيمة من موارد الدولة المحتلة ولكن دون أن تستنزف أصولها: يجب أن يعود حق الانتفاع بالنفع على الشعب الواقع تحت الاحتلال. ووافقت اتفاقيات أوسلو على نقل حقوق التعدين إلى السلطة الفلسطينية. ومنحت إسرائيل امتيازات لتشغيل 11 مقلعاً استيطانياً. ويقدر البنك الدولي أنه يمكن فتح 275 محجراً في المنطقة (ج)، وأن القيود الإسرائيلية تكلف الاقتصاد الفلسطيني 241 مليون دولار سنويا. يُمنع الفلسطينيون من الحصول على تصاريح لاستخراج أو معالجة معادن البحر الميت، مثل البروم، الذي يأتي حوالي 75% من الإنتاج العالمي منه من هذه المنطقة، بينما تقوم الشركات الإسرائيلية مثل أهافا بذلك وتصدر إلى الاتحاد الأوروبي. وتشير التقديرات إلى أن القيود الأخيرة تكلف الاقتصاد الفلسطيني 642 مليون دولار.

### الفوائد الاقتصادية والاجتماعية وتكاليف الاحتلال
تعمل العديد من الشركات الإسرائيلية في الضفة الغربية، وغالبًا ما يديرها مستوطنون يستمتعون بمزايا الدعم الحكومي والإيجارات المنخفضة ومعدلات الضرائب المواتية والحصول على العمالة الفلسطينية الرخيصة. وتوصف منظمة هيومن رايتس ووتش أن "البصمة المادية"، مع 20 منطقة صناعية إسرائيلية تغطي بحلول عام 2016 حوالي 1365 هكتارًا، من هذه العمليات التجارية، الزراعية وغيرها، هي أكثر اتساعًا من المستوطنات نفسها. اشتكى بعض العمال الفلسطينيين في منطقة بركان الصناعية دون الكشف عن هويتهم من أنهم يتقاضون أجورًا أقل من الحد الأدنى للأجور الإسرائيلي في الساعة (5.75 دولارًا)، مع دفعات تتراوح بين 1.50 دولارًا إلى 2-4 دولارات، مع مناوبات تصل إلى 12 ساعة، بدون إجازات أو إجازات مرضية أو قسائم دفع أو مزايا اجتماعية. والعديد من هذه الشركات تصدر إلى الخارج، مما يجعل العالم متواطئا في مشروع الاستيطان.
وتهدف السياسة الإسرائيلية إلى عرقلة أي شكل من أشكال المنافسة الفلسطينية مع المصالح الاقتصادية الإسرائيلية، وقد طرح هذا النهج وزير الدفاع الإسرائيلي آنذاك إسحاق رابين في عام 1986، حيث قال:
"لن تكون هناك تنمية من جانب الحكومة الإسرائيلية، ولن تمنح تصاريح لتوسيع الزراعة أو الصناعة التي قد تنافس دولة إسرائيل".
قدر البنك الدولي أن التكاليف الاقتصادية السنوية التي يكبدها الاقتصاد الفلسطيني نتيجة للاحتلال الإسرائيلي للمنطقة (ج) وحدها في عام 2015 بلغت 23% من الناتج المحلي الإجمالي في التكاليف المباشرة، و12% في التكاليف غير المباشرة، أي ما مجموعه 35%، إلى جانب الخسارة المالية في الإيرادات. عند 800 مليون دولار، بإجمالي يقدر بـ 5.2 مليار دولار. ومن الناحية المالية، يضع أحد التقديرات "تسرب" الإيرادات الفلسطينية إلى الخزانة الإسرائيلية بنسبة 17% من إجمالي الإيرادات العامة الفلسطينية، أي 3.6% من الناتج القومي الإجمالي. وتشير تقديرات عام 2015 إلى أن الإنفاق الحكومي الإسرائيلي السنوي على المستوطنات يبلغ 1.1 مليار دولار. وبحلول عام 1982، أدى دعم الإنتاج الزراعي الإسرائيلي والتدفق للمصنوعات الإسرائيلية إلى إعاقة نمو الصناعات التحويلية في الأراضي الفلسطينية. وإن الرسوم الجمركية المرتفعة التي فرضتها إسرائيل على الواردات من دول خارج منطقة إسرائيل تعني أن المستهلكين الفلسطينيين لديهم خيار دفع أسعار مرتفعة للسلع المستوردة من دول أجنبية، أو شرائها من موردين إسرائيليين مرتفعي التكلفة. وتعرضت السلع الفلسطينية المصدرة إلى إسرائيل للرسوم الجمركية، التي كانت تكسب إسرائيل سنوياً مليون دولار حتى عام 1991، لكن الصادرات الإسرائيلية إلى الأراضي الفلسطينية كانت معفاة من رسوم الاستيراد. وبما أن النمو الاقتصادي الداخلي يعوقه القيود الإسرائيلية، وللتعويض، يعتمد 40% من الاقتصاد الفلسطيني على المساعدات الدولية، ويقال إن هذه المساعدات تشكل دعماً للاحتلال نفسه، مما يجعلها "واحدة من أرخص المهن" لإسرائيل. سمح بروتوكول باريس الموقع في عام 1994 لإسرائيل بجمع ضريبة القيمة المضافة على جميع الواردات والسلع الفلسطينية من البلد أو العابرة عبر موانئها، مع نظام إيرادات المقاصة الذي يمنحها سيطرة فعالة على ما يقرب من 75٪ من دخل السلطة الفلسطينية. يمكن لإسرائيل أن تحجب هذه الإيرادات كإجراء عقابي، كما فعلت ردا على قرار السلطة الفلسطينية بالانضمام إلى المحكمة الجنائية الدولية في 2015.
خلصت دراسة أجراها البنك الدولي في عام 2009 إلى أن "عدد قليل جدًا من الاقتصادات واجهت مثل هذه المجموعة الشاملة من العقبات أمام الاستثمار - ليس فقط العوائق المادية أمام الحركة، ولكن أيضًا الحواجز المؤسسية والإدارية الشاملة أمام وفورات الحجم والموارد الطبيعية، إلى جانب سياسة غير واضحة".

### التكاليف الاقتصادية الشاملة
أشارت دراسة مشتركة أجرتها وزارة الاقتصاد الوطني الفلسطينية وباحثون في معهد الأبحاث التطبيقية – القدس إلى أنه بحلول عام 2010، بلغت تكاليف الاحتلال في عام 2010 وحده نسبة 84.9% من إجمالي الناتج المحلي الفلسطيني (6.897 مليار دولار أمريكي). وتشير تقديراتهم لعام 2014 إلى أن التكلفة الاقتصادية الإجمالية للاحتلال الإسرائيلي بلغت 74.27% من الناتج المحلي الإجمالي الاسمي الفلسطيني، أو حوالي 9.46 مليار دولار أمريكي. وقدرت التكلفة التي تكبدها الاقتصاد الإسرائيلي بحلول عام 2007 بمبلغ 50 مليار دولار.

### مجال الاتصالات
بموجب اتفاقيات أوسلو، وافقت إسرائيل على أن للأراضي الفلسطينية الحق في بناء وتشغيل شبكة اتصالات مستقلة. وفي عام 2016، خلص تحليل أجراه البنك الدولي إلى عدم تطبيق أحكام هذه الاتفاقية، مما تسبب في آثار ضارة ملحوظة على التنمية الفلسطينية. استغرق الأمر 8 سنوات حتى توافق إسرائيل على طلب ترددات لخدمات الجيل الثالث، على الرغم من أنها كانت محدودة، مما تسبب في اختناق ترك المنافسين الإسرائيليين يتمتعون بميزة سوقية واضحة. عانت القدرة التنافسية لمشغل الهاتف المحمول الوطنية "أوريدو" من القيود والتأخيرات الإسرائيلية، ولا يزال المشغلون الإسرائيليون غير الشرعيين في الضفة الغربية، الذين تتوفر لديهم خدمات الجيل الرابع بحلول ذلك التاريخ، ويحتفظون بميزة غير عادلة على الشركات الفلسطينية. تفرض إسرائيل ثلاثة قيود أخرى تعيق القدرة التنافسية الفلسطينية: القيود المفروضة على واردات المعدات لشركات الاتصالات وتكنولوجيا المعلومات والاتصالات، والحركة لتحسين تطوير وصيانة البنية التحتية، وأخيرًا، يجب أن تمر الاتصالات الفلسطينية الدولية عبر شركات التسجيل الإسرائيلية، لغرض مراقبتها. وفي الفترة من 2008 إلى 2016، كان التقدم في التفاوض على حلول لهذه المشاكل "ضئيلا للغاية".

### السياحة
تعتبر الضفة الغربية نقطة جذب رئيسية للحجاج والسياح، ولها تراث غني ذو أهمية كبيرة بالنسبة لديانات الإبراهيمية. بعد عام 1967، أدى فقدان القدس الشرقية إلى قطع المكاسب المحتملة لاقتصاد الضفة الغربية من السياحة. ومن 92 إلى 94 سنتا من كل دولار من تجارة السياحة يذهب إلى إسرائيل، التي تمارس احتكارا فعلياً. وتسيطر إسرائيل على جميع نقاط الوصول إلى مناطق الجذب السياحي الرئيسية في القدس الشرقية وبيت لحم وأريحا، وتظل الفنادق الفلسطينية في معظم مناطق الضفة الغربية نصف فارغة.
وتجعل العوائق الإسرائيلية الوصول الترفيهي للفلسطينيين إلى البحر الميت أو تطوير البنية التحتية السياحية حوله أمرًا صعبًا. ويقدر البنك الدولي أن 126 مليون دولار سنويًا و2900 فرصة عمل ستعود على الاقتصاد المحلي إذا سُمح للفلسطينيين بالعمل بشروط مماثلة متاحة لرواد الأعمال الإسرائيليين. وقد يُمنع الفلسطينيون عند نقاط التفتيش من الوصول إلى شواطئ البحر الميت.

### فقدان الممتلكات الثقافية
نص قانون الآثار الإسرائيلي لعام 1978 على مصادرة أي موقع ضروري للحفظ أو التنقيب أو البحث. ويمكن للإدارة العسكرية مصادرة الأراضي الفلسطينية الموجودة في مثل هذه المواقع أو بالقرب منها، وحرمان أصحابها من تصاريح البناء بينما تكون هذه المناطق في بعض الأحيان مفتوحة أمام الاستيطان الإسرائيلي. وبموجب اتفاقية لاهاي لعام 1954 لا يجوز لقوة الاحتلال نقل المواد من الدولة المحتلة. وفي عام 2019، قضت المحكمة العليا الإسرائيلية بجواز إبقاء العمل الأثري الإسرائيلي في الضفة الغربية خارج السجل العام. وفي عام 2019 وحده، أصدرت إسرائيل 119 أمر هدم في الضفة الغربية، وهو ارتفاع بنسبة 162% عن السنوات السابقة.
انتزعت العديد من المواقع ذات القيمة الثقافية من السيطرة الفلسطينية، مثل جبل الفريديس، وقبر يوسف في نابلس، والمسجد الإبراهيمي في الخليل، ومسجد بلال، وقبر يسى وراعوث في تل رميدة، والخليل، وخربة قمران وقرية شقبا، التي يوجد بها مكب للنفايات الاستيطانية. وضمت العديد من مواقع التراث الفلسطيني داخل الضفة الغربية إلى قائمة التراث اليهودي. وإلى جانب تدمير القرى في القدس وأماكن أخرى، وصُدرت المكتبات ذات الموارد التاريخية الواسعة المتعلقة بماضي فلسطين.

## استئصال أعضاء الفلسطينيين بشكل غير قانوني
اتُهمت إسرائيل منذ فترة طويلة باستئصال أعضاء الفلسطينيين بشكل غير قانوني، ويعود أول دليل على استئصال الأعضاء غير المشروعة للفلسطينيين إلى أوائل التسعينيات. واعترفت إسرائيل بأن علماء الأمراض الإسرائيليين قاموا بأخذ أعضاء من الفلسطينيين القتلى دون موافقة عائلاتهم، وكانت أول عملية زرع قلب إسرائيلية في الواقع عضوًا مسروقاً لشخص فلسطيني. وصرح الرئيس السابق لمعهد أبو كبير للطب الشرعي، يهودا هيس، أن إسرائيل تقتل الفلسطينيين لأخذ أعضائهم.

## الاعتداءات الجنسية
خلال الحرب عام 2023، تعرضت النساء والفتيات الفلسطينيات للعنف الجنسي. وأفادت التقارير أن نساء وفتيات فلسطينيات أُعدمن عمداً في غزة، وغالباً مع أطفالهن من قبل قوات الجيش الإسرائيلية، حتى عندما كن يحملن قطعاً من القماش الأبيض. تعرضت النساء والفتيات الفلسطينيات أيضًا لمعاملة لا إنسانية ومهينة من الجيش الإسرائيلي، حيث حرمن من فوطة الدورة الشهرية، والغذاء والدواء، وتعرضن للضرب المبرح، والاغتصاب، والاعتداء، والتهديد بالاغتصاب والعنف الجنسي، وتعرضن لأشكال متعددة من التعذيب، ولأشكال الاعتداءات الجنسية الأخرى. كما جردن من ملابسهن وتفتيشهن من ضباط الجيش الإسرائيلي الذكور. وذكرت المفوضية السامية لحقوق الإنسان أن القوات الإسرائيلية قامت بتصوير المعتقلات في "ظروف مهينة" وأن الصور رُفعت على الإنترنت.
في 19 فبراير/شباط 2024، أصدرت مجموعة من المقررين الخاصين التابعين للأمم المتحدة تقريرًا جاء فيه أن "النساء والفتيات الفلسطينيات المحتجزات تعرضن أيضًا لأشكال متعددة من الاعتداء الجنسي، مثل تجريدهن من ملابسهن وتفتيشهن من ضباط الجيش الإسرائيلي الذكور. وتعرض معتقلتين فلسطينيتين للاغتصاب على الأقل".
كما أثار المقررون الخاصون مخاوف بشأن اختفاء عدد من النساء والأطفال الفلسطينيين، مع ورود تقارير عن فصل الأطفال عن والديهم. وفي إحدى الحالات، ورد أن رضيعة قد أخذت قسراً من والديها إلى إسرائيل. وردا على التقرير، قال متحدث باسم وزارة الخارجية الأمريكية: "يجب معاملة المدنيين والمعتقلين بطريقة إنسانية، ووفقا للقانون الإنساني الدولي". كما وصفت منظمة أطباء من أجل حقوق الإنسان – إسرائيل الإذلال الجنسي للمحتجزين، بما في ذلك الإهانات الجنسية والتبول على السجناء. وذكر نادي الأسير الفلسطيني أن الرجال تعرضوا لاعتداءات جنسية شديدة، بما في ذلك محاولة الاغتصاب وانتهاك عمليات التفتيش بالتعري.

## ملحوظات
1. ↑   "شملت قضايا حقوق الإنسان الهامة تقارير موثوقة عن: عمليات القتل غير القانونية أو التعسفية؛ والاحتجاز التعسفي أو غير العادل، بما في ذلك الفلسطينيين في إسرائيل والأراضي المحتلة؛ والقيود المفروضة على الفلسطينيين المقيمين في القدس بما في ذلك التدخل التعسفي أو غير القانوني في الخصوصية والأسرة والمنزل؛ والتدخل الكبير في حرية التجمع السلمي وتكوين الجمعيات؛ والتدخل التعسفي أو غير القانوني في الخصوصية؛ ومعاقبة أفراد الأسرة على الجرائم المزعومة من قبل أحد الأقارب؛ والقيود المفروضة على حرية التعبير ووسائل الإعلام بما في ذلك الرقابة؛ ومضايقة المنظمات غير الحكومية؛ والعنف ضد طالبي اللجوء والمهاجرين؛ والعنف أو التهديد بالعنف ضد الفلسطينيين وأعضاء الأقليات القومية أو العرقية؛ وانتهاكات حقوق العمل ضد العمال الأجانب والعمال الفلسطينيين".[1]
2. ↑  "إن الحفاظ على تل أبيب وحيفا والمدن الأخرى في السهل الساحلي الإسرائيلي من الجفاف يعتمد على منع تطوير المياه الفلسطينية في الضفة الغربية، وهو ما يمكن أن يوقف تدفق طبقات المياه الجوفية باتجاه الغرب: ومن هنا جاء الحظر على الآبار الفلسطينية.(Cooley 1984, p. 17)
3. ↑  "تُدفع هذه التكاليف الاقتصادية جزئيًا من أموال المجتمع الدولي، وتعفي إسرائيل من واجباتها ومسؤولياتها كقوة احتلال".(Beckouche 2017, pp. 154–155, 154)

## فهرس المراجع
- "A2. European Union, Internal Report on "Area C and Palestinian State Building," Brussels, January 2012 (excerpts)". مجلة الدراسات الفلسطينية. ج. 41 ع. 3: 220–223. Spring 2012. DOI:10.1525/jps.2012.xli.3.220. JSTOR:10.1525/jps.2012.xli.3.220.
- Abdulhadi، Rami S. (Summer 1990). "Land Use Planning in the Occupied Palestinian Territories". مجلة الدراسات الفلسطينية. ج. 19 ع. 4: 46–63. DOI:10.2307/2537388. JSTOR:2537388. S2CID:154217234.
- Abdullah، Daud (28 أغسطس 2017). "Education is a right being denied to Palestinian children, and Israel is the culprit". ميدل إيست مونيتور. مؤرشف من الأصل في 2019-09-24. اطلع عليه بتاريخ 2024-01-10.
- Abowd، Thomas Philip (2000). "The Moroccan Quarter: A History of the Present" (PDF). مؤسسة الدراسات الفلسطينية. مؤسسة الدراسات الفلسطينية ع. 7: 6–16. مؤرشف (PDF) من الأصل في 2015-11-17.
- Adam، Heribert؛ Moodley، Kogila (2005). Seeking Mandela: Peacemaking Between Israelis and Palestinians. Temple University Press. ISBN:978-1-59213-399-4. مؤرشف من الأصل في 2023-05-15.
- "Advisory proceedings: pending cases". محكمة العدل الدولية. مؤرشف من الأصل في 2023-09-22. اطلع عليه بتاريخ 2023-09-06.
- Afflitto، Frank M. (2007). "Of Guns, Children, and the Maelstrom: Determining Purposive Action in Israeli-Perpetrated Firearm Deaths of Palestinian Chuildren and Minors". في Springwood، Charles Fruehling (المحرر). Open Fire: Understanding Global Gun Cultures. Berg Publishers. ص. 42–54. ISBN:978-1-845-20417-4.
- Aharony، Michal (15 نوفمبر 2018). "Is It Possible to Recover From Torture? Lessons From Holocaust Survivor and Philosopher Jean Améry". هاآرتس. مؤرشف من الأصل في 2020-03-08. اطلع عليه بتاريخ 2024-01-10.
- Ahronheim، Anna (2 أكتوبر 2017). "Israel to impose 11-day closure of West Bank and Gaza for Sukkot holiday". جيروزاليم بوست. مؤرشف من الأصل في 2020-01-21. اطلع عليه بتاريخ 2024-01-10.
- Ajluni، Salem (Spring 2003). "The Palestinian Economy and the Second Intifada". مجلة الدراسات الفلسطينية. ج. 32 ع. 3: 64–73. DOI:10.1525/jps.2003.32.3.64. ISBN:978-1-412-81975-6. JSTOR:10.1525/jps.2003.32.3.64.
- Al Tahhan، Zena (2 فبراير 2024). "Palestinian groups share testimonies of sexual assault, rape of prisoners". قناة الجزيرة الإنجليزية. مؤرشف من الأصل في 2024-02-21. اطلع عليه بتاريخ 2024-02-21.
- "Al-Haq Launches Landmark Palestinian Coalition Report: 'Israeli Apartheid: Tool of Zionist Settler Colonialism'". مؤسسة الحق. 29 نوفمبر 2022. مؤرشف من الأصل في 2024-01-27. اطلع عليه بتاريخ 2024-03-07.
- Al-Krenawai، Alean؛ Graham، John R.؛ Sehwail، Mahmud A. (Spring 2004). "Mental Health and Violence/Trauma in Palestine: Implications for Helping Professional Practice". Journal of Comparative Family Studies. ج. 35 ع. 2: 185–209. DOI:10.3138/jcfs.35.2.185. JSTOR:41603932.
- "Alarming increase of human rights violations against Palestinians in the occupied territory and against Palestinian citizens of Israel". الفدرالية الدولية لحقوق الإنسان. 9 نوفمبر 2023. مؤرشف من الأصل في 2024-01-09. اطلع عليه بتاريخ 2024-01-09.
- Algazy، Joseph (Spring–Summer 1985). "Israeli Settlement Policy in the West Bank and the Gaza Strip". Arab Studies Quarterly. ج. 7 ع. 2–3: 62–73. JSTOR:41857769.
- Allabadi، Fadwa؛ Hardan، Tareq (2016). "Marriage, Split Residency, and the Separation Wall in Jerusalem". مؤسسة الدراسات الفلسطينية. مؤسسة الدراسات الفلسطينية ع. 65: 69–85. مؤرشف من الأصل في 2019-12-14.
- Aloni، Adam (ديسمبر 2017). Made in Israel: Exploiting Palestinian Land for Treatment of Israeli Waste (PDF). بتسيلم. ISBN:978-965-7613-31-3. مؤرشف (PDF) من الأصل في 2018-01-20.
- Amnesty International (Summer 1978). "Amnesty International Administrative Detention in Israel/Occupied Territories". ذا ميدل إيست جورنال. ج. 32 ع. 3: 337–339. JSTOR:4325772.
- Amnesty International Report 2022/23 Israel and the Occupied Palestinian Territories (PDF) (Report). منظمة العفو الدولية. 2023. ص. 206–210. ISBN:978-0-862-10502-0. مؤرشف (PDF) من الأصل في 2023-12-24. اطلع عليه بتاريخ 2024-01-12.
- Anthony، C. Ross؛ Egal، Daniel؛ Ries، Charles P.؛ Bond، Craig A.؛ Liepman، Andrew M.؛ Martini، Jeffrey؛ وآخرون (2015). The Costs of the Israeli-Palestinian Conflict (PDF). مؤسسة راند. ISBN:978-0-833-09033-1. مؤرشف (PDF) من الأصل في 2023-08-14.
- "Any Palestinian is exposed to monitoring by the Israeli Big Brother". الغارديان. 12 سبتمبر 2014. مؤرشف من الأصل في 2019-05-26. اطلع عليه بتاريخ 2024-01-10.
- "Apartheid". بتسيلم. 12 يناير 2021. مؤرشف من الأصل في 2024-01-26. اطلع عليه بتاريخ 2024-01-27.
- Ariel، Handel (2014). "Gated/gating community: the settlement complex in the West Bank" (PDF). Transactions of the Institute of British Geographers. ج. 39 ع. 4: 504–517. Bibcode:2014TrIBG..39..504H. DOI:10.1111/tran.12045. ISSN:0020-2754. مؤرشف من الأصل (PDF) في 2021-06-26.
- Askew، Joshua (27 نوفمبر 2023). "Israel 'stealing organs' from bodies in Gaza, alleges human rights group". يورونيوز. مؤرشف من الأصل في 2024-03-05. اطلع عليه بتاريخ 2024-03-07.
- Aswad، Henrietta (15 مايو 2007). "Checkpoints Compound the Risks of Childbirth for Palestinian Women". صندوق الأمم المتحدة للسكان. مؤرشف من الأصل في 2019-10-08. اطلع عليه بتاريخ 2024-01-10.
- Bahbah، Bishara A.؛ Butler، Linda (1986). Israel and Latin America: The Military Connection. مكميلان للنشر. ISBN:978-1-349-09193-5. مؤرشف من الأصل في 2023-04-09.
- Bar، Neta؛ Ben-Ari، Eyal (2005). "Israeli Snipers in the Al-Aqsa Intifada: Killing, Humanity and Lived Experience". Third World Quarterly. ج. 26 ع. 1: 133–152. DOI:10.1080/0143659042000322955. JSTOR:3993768. S2CID:144521182.
- Bar-Siman-Tov، Yaacov (2007). "Dialectic Between Conflict Management and Conflict Resolution". في Bar-Siman-Tov، Yaacov (المحرر). The Israeli-Palestinian Conflict: From Conflict Resolution to Conflict Management. Springer. ص. 9–39. ISBN:978-0-230-60311-0.
- Bar-Tal، Daniel؛ Alon، Ilai (2017). "Sociopsychological approach to Trust (or Distrust): Concluding Comments". في Bar-Tal، Daniel (المحرر). The Role of Trust in Conflict Resolution: The Israeli-Palestinian Case and Beyond. Springer. ص. 311–333. ISBN:978-3-319-43355-4.
- Bar-Tal، Daniel؛ Salomon، Gavriel (2006). "Israeli-Jewish Narratives of the Israeli-Palestinian Conflict: Evolution, Contents, Functions and Consequences". في Rotberg، Robert I. (المحرر). Israeli and Palestinian Narratives of Conflict: History's Double Helix. مطبعة جامعة إنديانا. ص. 19–45. ISBN:978-0-253-21857-5.
- Baxendale، Sidney J. (Spring 1989). "Taxation of Income in Israel and the West Bank: A Comparative Study". مجلة الدراسات الفلسطينية. ج. 18 ع. 3: 134–141. DOI:10.2307/2537347. JSTOR:2537347.
- Beckouche، Pierre (2017). "Occupied Palestinian Territory". Europe's Mediterranean Neighbourhood. Edward Elgar Publishing. ص. 146–156. ISBN:978-1-786-43149-3. مؤرشف من الأصل في 2023-03-03.
- Beinart، Peter (12 فبراير 2014). "George Orwell and Israel's 'Democratic' Occupation of the West Bank". هاآرتس. مؤرشف من الأصل في 2019-04-21. اطلع عليه بتاريخ 2024-01-10.
- Beinin، Joel (2004). "The New McCarthyism: Policing Thought about the Middle East". Race & Class. ج. 46 ع. 1: 101–115. DOI:10.1177/0306396804045517. S2CID:143636285.
- Ben-Naftali، Orna؛ Gross، Aeyal M.؛ Michaeli، Keren (2005). "Illegal Occupation: Framing the Occupied Palestinian Territory" (PDF). Berkeley Journal of International Law. ج. 23: 551. مؤرشف من الأصل (PDF) في 2024-03-15.
- Ben-Naftali، Orna؛ Sfard، Michael؛ Viterbo، Hedi (2018). The ABC of the OPT: A Legal Lexicon of the Israeli Control over the Occupied Palestinian Territory. مطبعة جامعة كامبريدج. ISBN:978-1-107-15652-4. مؤرشف من الأصل في 2023-03-03.
- Ben-Simhon، Coby (20 سبتمبر 2012). "Revealed: Israeli Taxpayers Helped Bankroll Illegal West Bank Outposts for Decades". هاآرتس. مؤرشف من الأصل في 2019-07-26. اطلع عليه بتاريخ 2024-01-10.
- Benvenisti، Eyal (1984). Israeli Censorship of Arab Publications: A Survey (PDF). New York: هيومن رايتس ووتش. مؤرشف (PDF) من الأصل في 2020-03-12.
- Benvenisti، Eyal (2012). The International Law of Occupation. دار نشر جامعة أكسفورد. ISBN:978-0-199-58889-3. مؤرشف من الأصل في 2023-03-03.
- Benvenisti، Eyal؛ Zamir، Eyal (أبريل 1995). "Private Claims to Property Rights in the Future Israeli-Palestinian Settlement". The American Journal of International Law. ج. 89 ع. 2: 295–340. DOI:10.2307/2204205. JSTOR:2204205. S2CID:145317224.
- Berger، Miriam؛ Harb، Hajar (9 ديسمبر 2023). "Israel is detaining civilians in Gaza. Many have disappeared, families say". واشنطن بوست. مؤرشف من الأصل في 2023-12-11. اطلع عليه بتاريخ 2023-12-10.
- Berger، Yotam (15 يونيو 2017). "How Many Settlers Really Live in the West Bank? Haaretz Investigation Reveals". هاآرتس. مؤرشف من الأصل في 2020-01-14. اطلع عليه بتاريخ 2024-01-10.
- Berger، Yotam (22 أكتوبر 2018). "Revealed: Israeli Taxpayers Helped Bankroll Illegal West Bank Outposts for Decades". هاآرتس. مؤرشف من الأصل في 2020-01-21. اطلع عليه بتاريخ 2024-01-10.
- Bergman، Ronen (2018). Rise and Kill First: The Secret History of Israel's Targeted Assassinations. رندم هاوس. ISBN:978-0-679-60468-6. مؤرشف من الأصل في 2023-03-03.
- Berkes، Heidrun (2016). Economic development under occupation: A case study of the dairy sector in the Hebron governorate (PDF) (Thesis). جامعة لايدن. مؤرشف (PDF) من الأصل في 2019-03-31. اطلع عليه بتاريخ 2024-01-10.
- Berman، Aaron (1992). Nazism, the Jews and American Zionism, 1933–1988. Wayne State University Press. ISBN:978-0-814-32232-1. مؤرشف من الأصل في 2023-04-07.
- Berman، Lazar (21 أكتوبر 2022). "UN report denounces Israel's 'unlawful occupation,' demands prosecution of officials". تايمز إسرائيل. Associated Press. مؤرشف من الأصل في 2023-02-11. اطلع عليه بتاريخ 2024-01-10.
- The Besieged Palestinian Agricultural Sector (PDF). مؤتمر الأمم المتحدة للتجارة والتنمية. سبتمبر 2015a. مؤرشف (PDF) من الأصل في 2020-08-28.
- Bhavnani، Ravi؛ Miodownik، Dan؛ Choi، Hyun Jin (2011a). "Three Two Tango: Territorial Control and Selective Violence in Israel, the West Bank, and Gaza". The Journal of Conflict Resolution. ج. 55 ع. 1: 133–158. DOI:10.1177/0022002710383663. JSTOR:25780770. S2CID:146164752.
- Bhavnani، Ravi؛ Miodownik، Dan؛ Choi، Hyun Jin (2011b). "Violence and Control in Civil Conflict: Israel, the West Bank, and Gaza". سياسة مقارنة. ج. 44 ع. 1: 61–80. DOI:10.5129/001041510X13815229366561. JSTOR:23040658.
- Bishara، Amahl (أغسطس 2008). "Watching U.S. Television from the Palestinian Street: The Media, the State, and Representational Interventions". علم الإنسان الثقافي. ج. 23 ع. 3: 488–530. DOI:10.1111/j.1548-1360.2008.00016.x. JSTOR:20484514.
- Bishara، Amahl (2010). "Weapons, Passports, and News: Palestinian Perceptions of U.S. Power as a Mediator of War". في Kelly، John D؛ Jauregui، Beatrice؛ Mitchell، Sean T.؛ Walton، Jeremy (المحررون). Anthropology and Global Counterinsurgency. دار نشر جامعة شيكاغو. ص. 125–136. ISBN:978-0-226-42995-3.
- Bisharat، George Emile (2012). Palestinian Lawyers and Israeli Rule: Law and Disorder in the West Bank. دار نشر جامعة تكساس. ISBN:978-0-292-73984-0. مؤرشف من الأصل في 2023-04-22.
- Black، Ian (21 ديسمبر 2009). "Doctor admits Israeli pathologists harvested organs without consent". الغارديان. مؤرشف من الأصل في 2010-04-12. اطلع عليه بتاريخ 2024-03-07.
- Black، Ian (2017). Enemies and Neighbours: Arabs and Jews in Palestine and Israel, 1917-2017. دار بنغون للنشر. ISBN:978-0-241-00443-2. مؤرشف من الأصل في 2024-04-14.
- Bob، Yonah Jeremy (2 نوفمبر 2023). "Israel holding some 6,000 Palestinian prisoners, 'unlawful combatants'". جيروزاليم بوست. مؤرشف من الأصل في 2023-12-30. اطلع عليه بتاريخ 2023-12-10.
- von Bockmann، James Lee (Fall 1999). "Review of Philosophical Perspectives on the Israeli-Palestinian Conflict by Tomis Kapitan". Arab Studies Quarterly. ج. 21 ع. 4: 105–109. JSTOR:41858312.
- Borger، Julian (22 فبراير 2024). "Claims of Israeli sexual assault of Palestinian women are credible, UN panel says". الغارديان. ISSN:0261-3077. مؤرشف من الأصل في 2024-03-05. اطلع عليه بتاريخ 2024-02-22.
- Bowker، Robert P. (2003). Palestinian Refugees: Mythology, Identity, and the Search for Peace. Lynne Rienner Publishers. ISBN:978-1-588-26202-8. مؤرشف من الأصل في 2023-05-14.
- Braverman، Irus (Spring 2007). "Powers of Illegality: House Demolitions and Resistance in East Jerusalem". Law & Social Inquiry. ج. 32 ع. 2: 333–372. DOI:10.1111/j.1747-4469.2007.00062.x. JSTOR:20108706. S2CID:145121175. مؤرشف من الأصل في 2023-02-19.
- Braverman، Irus (سبتمبر 2008). ""The Tree Is the Enemy Soldier": A Sociolegal Making of War Landscapes in the Occupied West Bank". مراجعة القانون والمجتمع. ج. 42 ع. 3: 449–482. DOI:10.1111/j.1540-5893.2008.00348.x. JSTOR:29734134.
- Braverman، Irus (نوفمبر 2009). "Uprooting Identities: The Regulation of Olive Trees in the Occupied West Bank". الرابطة الأمريكية للأنثروبولوجيا. ج. 32 ع. 2: 237–264. DOI:10.1111/j.1555-2934.2009.01061.x. JSTOR:24497464. مؤرشف من الأصل في 2023-02-19.
- Bregman، Ahron (2014). Cursed Victory: A History of Israel and the Occupied Territories. دار بنغون للنشر. ISBN:978-1-846-14735-7. مؤرشف من الأصل في 2023-05-28.
- Brinkley، Joel (29 أكتوبر 1989). "Inside the Intifada". مجلة نيويورك تايمز. مؤرشف من الأصل في 2021-11-06. اطلع عليه بتاريخ 2021-11-01.
- Brown، John (24 أبريل 2017). "Arrest of Palestinians for Potential Terror Attacks Brings New Meaning to 'Minority Report'". هاآرتس. مؤرشف من الأصل في 2020-06-17. اطلع عليه بتاريخ 2024-01-10.
- Byman، Daniel (مارس–أبريل 2006). "Do Targeted Killings Work?". الشؤون الخارجية (مجلة). ج. 85 رقم  2. ص. 95–111. JSTOR:20031914.
- Byman، Daniel (2011). A High Price: The Triumphs and Failures of Israeli Counterterrorism. دار نشر جامعة أكسفورد. ص. 319. ISBN:978-0-199-83045-9 – عبر أرشيف الإنترنت.
- Byman، Daniel؛ Sachs، Natan (سبتمبر–أكتوبر 2012). "The Rise of Settler Terrorism: The West Bank's Other Violent Extremists". الشؤون الخارجية (مجلة). ج. 91 رقم  5. ص. 73–86. JSTOR:41720862.
- Careccia، Grazia؛ Reynolds، John J. (نوفمبر 2006). al-Nu'man Village: a case study of indirect forcible transfer (PDF). مؤسسة الحق. ص. 1–48. مؤرشف من الأصل (PDF) في 2016-04-19.
- Castellino، Joshua؛ Cavanaugh، Kathleen A. (2013). Minority Rights in the Middle East. دار نشر جامعة أكسفورد. ISBN:978-0-191-66888-3. مؤرشف من الأصل في 2023-04-08.
- Chalom، Adam (2014). "Understanding a Religious Western Democracy: Israel and Its Complexities". في Pinn، A. (المحرر). Theism and Public Policy: Humanist Perspectives and Responses. Springer. ص. 53–69. ISBN:978-1-137-46530-6.
- Chappell، Bill (1 فبراير 2022). "Israel is an apartheid state, Amnesty International says". الإذاعة الوطنية العامة. مؤرشف من الأصل في 2024-01-13. اطلع عليه بتاريخ 2024-01-10.
- de Chatel، Francesca (2011). Water Sheikhs and Dam Builders: Stories of People and Water in the Middle East. ناشرو ترانسكشن. ISBN:978-1-412-80988-7. مؤرشف من الأصل في 2023-04-05.
- Cheshin، Amir؛ Hutman، Bill؛ Melamed، Avi (2009). Separate and Unequal. دار نشر جامعة هارفارد. ISBN:978-0-674-02952-1. مؤرشف من الأصل في 2023-05-28.
- Children in Israeli Military Detention: Observations and Recommendations (PDF). يونيسف. فبراير 2013. مؤرشف من الأصل (PDF) في 2020-09-30.
- Chomsky، Noam؛ Achcar، Gilbert؛ Shalom، Stephan R. (2015). Perilous Power: The Middle East and U.S. Foreign Policy Dialogues on Terror, Democracy, War, and Justice. روتليدج (دار نشر). ISBN:978-1-317-25430-0. مؤرشف من الأصل في 2023-04-21.
- Cohen، Amnon (1984). Jewish life under Islam: Jerusalem in the sixteenth century. دار نشر جامعة هارفارد. ISBN:978-0-674-47436-9. مؤرشف من الأصل في 2024-03-07.
- Cohen، Esther Rosalind (1985). Human Rights in the Israeli-occupied Territories, 1967-1982. دار نشر جامعة مانشستر  [لغات أخرى]‏. ISBN:978-0-719-01726-1. مؤرشف من الأصل في 2023-05-28.{{استشهاد بكتاب}}:  صيانة الاستشهاد: علامات ترقيم زائدة (link)
- Cohen، Hillel (2010a). "The Matrix of surveillance in times of national conflict: the Israeli-Palestinian case". في Zureik، Elia؛ Lyon، David؛ Abu-Laban، Yasmeen (المحررون). Surveillance and Control in Israel/Palestine: Population, Territory and Power. روتليدج (دار نشر). ص. 99–111. ISBN:978-1-136-93097-3.
- Cohen، Samy (2010b). Israel's Asymmetric Wars. Springer. ISBN:978-0-230-11297-1. مؤرشف من الأصل في 2023-04-07.
- Cohen، Stephen P. (2009). Beyond America's Grasp: A Century of Failed Diplomacy in the Middle East. فرار، وستراوس وغيروكس  [لغات أخرى]‏. ISBN:978-1-429-94237-9. مؤرشف من الأصل في 2023-04-07.{{استشهاد بكتاب}}:  صيانة الاستشهاد: علامات ترقيم زائدة (link)
- "Commission of Inquiry finds that the Israeli occupation is unlawful under international law". المفوضية السامية للأمم المتحدة لحقوق الإنسان. مؤرشف من الأصل في 2023-03-15. اطلع عليه بتاريخ 2024-01-10.
- Cook، Jonathan (2013a). Palestine: Israel's Experiments in Human Despair. دار زيد للنشر. ISBN:978-1-848-13649-6. مؤرشف من الأصل في 2023-04-08.
- Cook، Jonathan (سبتمبر 2013b). ""The Lab": Israel Tests Weapons, Tactics On Captive Palestinian Population". تقرير واشنطن عن شؤون الشرق الأوسط. ص. 16–17. مؤرشف من الأصل في 2020-01-25. اطلع عليه بتاريخ 2024-01-10.
- Cooley، John K. (Spring 1984). "The War over Water". فورين بوليسي. ع. 54. ص. 3–26. JSTOR:1148352.
- Cordesman، Anthony H. (2006). Arab-Israeli Military Forces in an Era of Asymmetric Wars. Greenwood Publishing Group. ISBN:978-0-275-99186-9. مؤرشف من الأصل في 2023-04-07.
- Cowell، Alan (11 أكتوبر 1989). "Beit Sahur Journal: In a Tax War, Even the Olivewood Dove Is Seized". نيويورك تايمز. مؤرشف من الأصل في 2019-10-16. اطلع عليه بتاريخ 2024-01-10.
- Crowley، Michael؛ McLeish، Catriona؛ Revill، James (2018). "The Role of Civil Society in Combating the Development, Proliferation and Use of Chemical Weapons". في Shang، Lijun؛ Dando، Malcolm؛ Crowley، Michael (المحررون). Preventing Chemical Weapons: Arms Control and Disarmament as the Sciences Converge. الجمعية الملكية للكيمياء. ص. 580–619. ISBN:978-1-782-62649-7.
- "Cruel and systematic violations of Palestinian rights in Israeli prisons: Report". قناة الجزيرة الإنجليزية. 19 فبراير 2024. مؤرشف من الأصل في 2024-02-21. اطلع عليه بتاريخ 2024-02-21.
- Cullinan، Maeve (21 فبراير 2024). "Sexual violence against Palestinian women 'may be higher than first thought', says UN expert". ديلي تلغراف. مؤرشف من الأصل في 2024-03-05. اطلع عليه بتاريخ 2024-03-07.
- Davies، Philip E. (Spring 1979). "The Educated West Bank Palestinians". مجلة الدراسات الفلسطينية. ج. 8 ع. 3: 65–80. DOI:10.2307/2536225. JSTOR:2536225.
- De Waart، P. J. I. M (1994). Dynamics of Self-determination in Palestine: Protection of Peoples as a Human Rights. دار بريل للنشر. ISBN:978-9-004-09825-1. مؤرشف من الأصل في 2023-04-21.
- "Deadly Exchange: The Dangerous Consequences of American Law Enforcement Trainings in Israel" (PDF). RAIA/الصوت اليهودي من أجل السلام. سبتمبر 2018. مؤرشف (PDF) من الأصل في 2024-01-04. اطلع عليه بتاريخ 2024-01-10.
- Denes، Nick (2010). "From tanks to wheelchairs: unmanned aerial vehicles, Zionist battlefield experiments, and the transparence of the civilian". في Zureik، Elia؛ Lyon، David؛ Abu-Laban، Yasmeen (المحررون). Surveillance and Control in Israel/Palestine: Population, Territory and Power. روتليدج (دار نشر). ص. 171–195. ISBN:978-1-136-93097-3.
- Dinstein، Yoram (2009). The International Law of Belligerent Occupation. مطبعة جامعة كامبريدج. ISBN:978-0-521-89637-5. مؤرشف من الأصل في 2023-05-22.
- Domb، Fania (2007). "The Separation Fence in the International Court of Justice and the High Court of Justice: Commonalities, Differences and Specifics". في Schmitt، Michael N.؛ Pejic، Jelena (المحررون). International Law and Armed Conflict: Exploring the Faultlines: Essays in Honour of Yoram Dinstein. دار بريل للنشر. ص. 509–542. ISBN:978-90-47-42125-2. مؤرشف من الأصل في 2023-03-03.
- Drew، Catriona J. (1997). "Self-Determination, Population Transfer and the Middle East Peace Accords". في Bowen، Stephen (المحرر). Human Rights, Self-Determination and Political Change in the Occupied Palestinian Territories. دار بريل للنشر. ص. 119–167. ISBN:978-9-041-10502-8.
- Dumper، Michael (2010). "Constructive Ambiguities: Jerusalem, international law, and the peace process". في Akram، Susan؛ Dumper، Michael؛ Lynk، Michael؛ Scobbie، Iain (المحررون). International Law and the Israeli-Palestinian Conflict: A Rights-Based Approach to Middle East Peace. Taylor & Francis. ISBN:978-1-136-85097-4.
- Dwoskin، Elizabeth (8 نوفمبر 2021). "Israel escalates surveillance of Palestinians with facial recognition program in West Bank". واشنطن بوست. مؤرشف من الأصل في 2024-01-25. اطلع عليه بتاريخ 2024-01-10.
- Dzikansky، Mordecai؛ Kleiman، Gil؛ Slater، Robert (2016). Terrorist Suicide Bombings: Attack Interdiction, Mitigation, and Response. CRC Press. ISBN:978-1-439-87132-4. مؤرشف من الأصل في 2023-04-21.
- The economic costs of the Israeli occupation for the occupied Palestinian territory (PDF). معهد الأبحاث التطبيقية – القدس and the Palestinian Ministry of National Economy (PMNE). سبتمبر 2011. مؤرشف من الأصل (PDF) في 2021-01-29.
- Economic Costs of the Israeli occupation for the Palestinian people (PDF). مؤتمر الأمم المتحدة للتجارة والتنمية. 21 يوليو 2016. مؤرشف (PDF) من الأصل في 2017-05-16.
- Efrat، Elisha (2006). The West Bank and Gaza Strip: A Geography of Occupation and Disengagement. روتليدج (دار نشر). ISBN:978-1-134-17217-7. مؤرشف من الأصل في 2023-03-03.
- "Egregious acts of torture, abuse committed by Israeli army against Palestinian civilians in the West Bank". Geneva: المرصد الأورومتوسطي لحقوق الإنسان. 1 نوفمبر 2023. مؤرشف من الأصل في 2023-11-28. اطلع عليه بتاريخ 2024-03-07.
- Ehrenreich، Ben (2016). The Way to the Spring: Life and Death in Palestine. جرانتا. ISBN:978-1-783-78312-0. مؤرشف من الأصل في 2023-05-28.
- El-Ahmed، Nabila؛ Abu-Zahra، Nadia (Spring 2016). "Unfulfilled Promise: Palestinian Family Reunification and the Right of Return". مجلة الدراسات الفلسطينية. ج. 45 ع. 3: 24–39. DOI:10.1525/jps.2016.45.3.24. JSTOR:4284056.
- El-Farra، Majed؛ MacMillen، Malcolm (يناير 2000). "External Constraints on Manufacturing Development in Israeli-Occupied Gaza". Middle Eastern Studies. ج. 36 ع. 1: 153–170. DOI:10.1080/00263200008701302. JSTOR:4284056. S2CID:144822037.
- Escobedo، Tricia (19 أغسطس 2009). "Swedish paper's organ harvesting article draws Israeli outrage". سي إن إن. مؤرشف من الأصل في 2024-02-15. اطلع عليه بتاريخ 2024-03-07.
- Escribano، Marisa؛ El-Joubeh، Nazmi (Autumn 1981). "Migration and Change in a West Bank Village: The Case of Deir Dibwan". مجلة الدراسات الفلسطينية. ج. 11 ع. 1: 150–160. DOI:10.2307/2536052. JSTOR:2536052.
- Falah، Ghazi-Walid (2005). "The Geopolitics of 'Enclavisation' and the Demise of a Two-State Solution to the Israeli-Palestinian Conflict". Third World Quarterly. ج. 26 ع. 8: 1341–1372. DOI:10.1080/01436590500255007. JSTOR:4017718. S2CID:154697979.
- Falk، Richard (Winter 2002). "Azmi Bishara, the Right of Resistance, and the Palestinian Ordeal". مجلة الدراسات الفلسطينية. ج. 31 ع. 2: 19–33. DOI:10.1525/jps.2002.31.2.19. JSTOR:10.1525/jps.2002.31.2.19.
- Farsakh، Leila (Spring 2005). "Independence, Cantons, or Bantustans: Whither the Palestinian State?". ذا ميدل إيست جورنال. ج. 59 ع. 2: 230–245. DOI:10.3751/59.2.13. JSTOR:4330126.
- "Fatalities". بتسيلم. 12 مايو 2011. مؤرشف من الأصل في 2010-01-05.
- "Fatalities before Operation "Cast Lead"". بتسيلم. مؤرشف من الأصل في 2018-01-20. اطلع عليه بتاريخ 2024-01-10.
- Feldinger، Lauren Gelfond (13 أبريل 2013). "The politics of water: Palestinians bracing for another dry summer". هاآرتس. مؤرشف من الأصل في 2015-06-03. اطلع عليه بتاريخ 2024-01-10.
- Fields، Gary (2017). Enclosure: Palestinian Landscapes in a Historical Mirror. دار نشر جامعة كاليفورنيا. ISBN:978-0-520-29104-1. مؤرشف من الأصل في 2024-03-07.
- Findlay، Len (2010). "Academic and Artistic Freedom and the Israel-Palestine Conflict: Towards a Canadian Pedagogy of the Suppressed". Cultural and Pedagogical Inquiry. ج. 2 ع. 2: 5–18. ISSN:1916-3460. مؤرشف من الأصل في 2024-03-07.
- Finkelstein، Norman (Winter 1991). "Israel and Iraq: A Double Standard". مجلة الدراسات الفلسطينية. ج. 20 ع. 2: 43–56. DOI:10.2307/2537197. JSTOR:2537197.
- Finkelstein، Norman (2003). Image and Reality of the Israel-Palestine Conflict. Verso Books. ISBN:978-1-85984-442-7. مؤرشف من الأصل في 2024-03-07.
- Fisk، Robert (23 أغسطس 2018). "Israel is building another 1,000 homes on Palestinian land. Where's the outrage?". ذي إندبندنت. مؤرشف من الأصل في 2019-12-22. اطلع عليه بتاريخ 2024-01-10.
- Francis، Sahar (Summer 2014). "Status of Palestinian Prisoners in International Humanitarian Law". مجلة الدراسات الفلسطينية. ج. 43 ع. 4: 39–48. DOI:10.1525/jps.2014.43.4.39. ISBN:978-1-466-80054-0. JSTOR:10.1525/jps.2014.43.4.39.
- Freilich، Charles D. (2018). Israeli National Security: A New Strategy for an Era of Change. دار نشر جامعة أكسفورد. ISBN:978-0-190-60293-2. مؤرشف من الأصل في 2024-03-07.
- Friedman، Robert (Autumn 1983). "Israeli Censorship of the Palestinian Press". مجلة الدراسات الفلسطينية. ج. 13 ع. 1: 93–101. DOI:10.2307/2536927. JSTOR:2536927.
- Galchinsky، Michael (Fall 2004). "The Jewish Settlements in the West Bank: International Law and Israeli Jurisprudence". Israel Studies. ج. 9 ع. 3: 115–136. DOI:10.2979/ISR.2004.9.3.115. JSTOR:30245641. S2CID:144282494. مؤرشف من الأصل في 2023-04-09.
- Gallo، Giorgio؛ Marzano، Arturo (2009). "The Dynamics of Asymmetric Conflicts: The Israeli-Palestinian Case". The Journal of Conflict Studies. ج. 29: 1–18. مؤرشف من الأصل في 2024-01-02.
- Galnoor، Itzhak (2010). Public Management in Israel: Development, Structure, Functions and Reforms. روتليدج (دار نشر). ISBN:978-1-136-92386-9. مؤرشف من الأصل في 2024-03-07.
- Galtung، Johan (1971). "The Middle East and the Theory of Conflict". Journal of Peace Research. ج. 8 ع. 3–4: 173–206. DOI:10.1177/002234337100800301. JSTOR:423072. S2CID:110763655.
- Gautney، Heather (2009). "The Globalization of Violence in the 21st Century: Israel, Palestine, and the War on Terror". في Aronowitz، Stanley؛ Gautney، Heather (المحررون). Implicating Empire. هاشيت. ص. 65–82. ISBN:978-0-786-74992-8. مؤرشف من الأصل في 2024-03-07.
- Gazit، Shlomo (2003). Trapped Fools: Thirty Years of Israeli Policy in the Territories. Frank Cass Publisher. ISBN:978-0-714-65489-8. مؤرشف من الأصل في 2024-03-07.
- "Generation after generation, Israeli prison marks a rite of passage for Palestinian boys". أسوشيتد برس. 6 ديسمبر 2023. مؤرشف من الأصل في 2023-12-07. اطلع عليه بتاريخ 2023-12-07.
- Gerstenfeld، Manfred؛ Green، Ben (Fall 2004). "Watching the Pro-Israeli Media Watchers". Jewish Political Studies Review. ج. 16 ع. 3–4: 33–58. JSTOR:25834603.
- Ghanim، Honaida (2017). "From Kubaniya to Outpost: A Genealogy of the Palestinian conceptualization of Jewish Settlement in a Shifting National Context". في Handel، Ariel؛ Allegra، Marco؛ Maggor، Erez (المحررون). Normalizing Occupation: The Politics of Everyday Life in the West Bank Settlements. مطبعة جامعة إنديانا. ص. 151–170. ISBN:978-0-253-02505-0.
- Gleim، Sarah (12 نوفمبر 2015). "Skunk Water: A Weapon That Uses Stench to Control Crowds". هاو ستف ووركس. مؤرشف من الأصل في 2019-08-27. اطلع عليه بتاريخ 2024-01-10.
- Glock، Albert (Spring 1994). "Archaeology as Cultural Survival: The Future of the Palestinian Past". مجلة الدراسات الفلسطينية. ج. 23 ع. 3: 70–84. DOI:10.2307/2537961. JSTOR:2537961.
- Goldberg، J.J. (3 نوفمبر 2014). "106 Retired Israeli Generals, Spy Chiefs Urge Netanyahu to Push for Peace". هاآرتس. مؤرشف من الأصل في 2019-03-31. اطلع عليه بتاريخ 2024-01-10.
- Goldstein، Michael (Winter 1978). "Israeli Security Measures in the Occupied Territories: Administrative Detention". ذا ميدل إيست جورنال. ج. 32 ع. 1: 35–44. JSTOR:4325711.
- Gordis، Avishay Ben-Sasson؛ Levi، Yonatan (12 ديسمبر 2017). Israel's National Security and West Bank Settlements (PDF). Molad. مؤرشف (PDF) من الأصل في 2024-01-06.
- Gordon، Neve (2008). Israel's Occupation. دار نشر جامعة كاليفورنيا. ISBN:978-0-520-94236-3. مؤرشف من الأصل في 2023-04-07.
- Gordon، Neve (2010). "Israel's emergence as a homeland security capital". في Zureik، Elia؛ Lyon، David؛ Abu-Laban، Yasmeen (المحررون). Surveillance and Control in Israel/Palestine: Population, Territory and Power. روتليدج (دار نشر). ص. 153–169. ISBN:978-1-136-93097-3.
- Gordon، Neve (يونيو 2014). "Human Rights as a Security Threat: Lawfare and the Campaign against Human RightsNGOs". مراجعة القانون والمجتمع. ج. 48 ع. 2: 311–344. DOI:10.1111/lasr.12074. JSTOR:43670395.
- Gorenberg، Gershom (2007). The Accidental Empire: Israel and the Birth of the Settlements, 1967-1977. مكميلان للنشر. ISBN:978-1-466-80054-0. مؤرشف من الأصل في 2023-05-28.
- Grace، Anne (Winter 1990). "The Tax Resistance at Bayt Sahur". مجلة الدراسات الفلسطينية. ج. 19 ع. 2: 99–107. DOI:10.2307/2537416. JSTOR:2537416.
- Graff، James A. (2015). "Targeting Children: Rights versus Realpolitik". في Kapitan، Tomis (المحرر). Philosophical Perspectives on the Israeli-Palestinian Conflict (ط. 2nd). روتليدج (دار نشر). ص. 157–184. ISBN:978-1-317-46285-9.
- Graham، Stephen (2010). "Laboratories of War: surveillance and US-Israeli collaboration in war and security". في Zureik، Elia؛ Lyon، David؛ Abu-Laban، Yasmeen (المحررون). Surveillance and Control in Israel/Palestine: Population, Territory and Power. روتليدج (دار نشر). ص. 133–152. ISBN:978-1-136-93097-3. مؤرشف من الأصل في 2024-03-07.
- Grinberg، Lev Luis (2009). Politics and Violence in Israel/Palestine: Democracy Versus Military Rule. روتليدج (دار نشر). ISBN:978-1-135-27589-1. مؤرشف من الأصل في 2024-03-07.
- Gross، Judah Ari (6 سبتمبر 2018). "Israel to close West Bank, Gaza during upcoming holidays". تايمز إسرائيل. مؤرشف من الأصل في 2019-05-25. اطلع عليه بتاريخ 2024-01-10.
- Hajjar، Lisa (2005). Courting Conflict: The Israeli Military Court System in the West Bank and Gaza. دار نشر جامعة كاليفورنيا. ISBN:978-0-520-24194-7. مؤرشف من الأصل في 2024-03-07.
- Hajjar، Lisas (Autumn 2006). "International Humanitarian Law and "Wars on Terror": A Comparative Analysis of Israeli and American Doctrines and Policies". مجلة الدراسات الفلسطينية. ج. 36 ع. 1: 21–42. DOI:10.1525/jps.2006.36.1.21. JSTOR:10.1525/jps.2006.36.1.21. S2CID:155193067.
- Halper، Jeff (2015). War Against the People: Israel, the Palestinians and Global Pacification. بلوتو برس. ISBN:978-0-745-33430-1.
- Halper، Jeff (19 يونيو 2020). "Israelizing the American police, Palestinianizing the American people". موندوايس. مؤرشف من الأصل في 2023-04-08. اطلع عليه بتاريخ 2024-01-10.
- Handel، Ariel (2008). "Where to, and When in the Occupied Territories: An Introduction to the Geography of Disaster" (PDF). في Ophir، Adi؛ Givoni، Michal؛ Hanafi، Sari (المحررون). The Power of Inclusive Exclusion: Anatomy of the Israeli Rule in the Occupied Territories. Zone Books. ص. 179–222. ISBN:978-1-890951-92-4. مؤرشف من الأصل (PDF) في 2019-02-03.
- Handel، Ariel (2010). "Exclusionary surveillance and spatial uncertainty in the occupied Palestinian territories". في Zureik، Elia؛ Lyon، David؛ Abu-Laban، Yasmeen (المحررون). Surveillance and Control in Israel/Palestine: Population, Territory and Power. روتليدج (دار نشر). ص. 259–274. ISBN:978-1-136-93097-3.
- Handel، Ariel (2014). "Gated/gating community: the settlement complex in the West Bank" (PDF). Transactions of the Institute of British Geographers. ج. 39 ع. 4: 504–517. Bibcode:2014TrIBG..39..504H. DOI:10.1111/tran.12045. مؤرشف من الأصل (PDF) في 2020-09-30.
- Harel، Amos (3 سبتمبر 2003). "IDF's Guidelines for Field Officers in the Territories: Respect Palestinian Civilians and Use Common Sense". هاآرتس. مؤرشف من الأصل في 2020-03-12. اطلع عليه بتاريخ 2024-01-10.
- Harel، Amos (5 يونيو 2017). "Settlements Do Not Serve Israel's Security Needs, Say Former Generals". هاآرتس. مؤرشف من الأصل في 2019-05-12. اطلع عليه بتاريخ 2024-01-10.
- Hareuveni، Eyal (يونيو 2009). Foul Play Neglect of Wastewater Treatment in the West Bank (PDF) (Report). Translated by Zvi Shulman. بتسيلم. مؤرشف (PDF) من الأصل في 2019-01-30. اطلع عليه بتاريخ 2024-01-10.
- Hareuveni، Eyal (مايو 2011). Dispossession and Exploitation: Israel's Policy in the Jordan Valley and Northern Dead Sea (PDF). بتسيلم. مؤرشف (PDF) من الأصل في 2024-01-31.
- Hass، Amira (2000). Drinking the Sea at Gaza: Days and Nights in a Land under Siege. Owl Books. ISBN:978-0-8050-5740-9.
- Hass، Amira (Spring 2002). "Israel's Closure Policy: an Ineffective Strategy of Containment and Repression". مجلة الدراسات الفلسطينية. ج. 31 ع. 3: 5–20. DOI:10.1525/jps.2002.31.3.5. JSTOR:10.1525/jps.2002.31.3.5.
- Hass، Amira (29 يناير 2018a). "Israeli Soldiers in West Bank: Raiding, Arresting, Mapping and Getting Home for Shabbat". هاآرتس. مؤرشف من الأصل في 2020-03-08. اطلع عليه بتاريخ 2024-01-10.
- Hass، Amira (13 أكتوبر 2018b). "Israel Seeks to Deport to Brazil Man Who Has Lived Almost Entire Life in West Bank". هاآرتس. مؤرشف من الأصل في 2023-05-03. اطلع عليه بتاريخ 2024-01-10.
- Hasson، Nir (19 مايو 2019). "Israeli West Bank Archaeological Digs Must Not Be Made Public, Top Court Rules". هاآرتس. مؤرشف من الأصل في 2019-12-20. اطلع عليه بتاريخ 2024-01-10.
- Hasson، Nir (9 سبتمبر 2021). "The Unexpected Reason Israel Is Improving Conditions for Jerusalem Palestinians". هاآرتس. مؤرشف من الأصل في 2022-12-29. اطلع عليه بتاريخ 2024-01-10.
- Hearst، Katherine (19 فبراير 2024). "Palestinian women and girls raped and sexually assaulted in Israeli detention, UN experts say". Middle East Eye. مؤرشف من الأصل في 2024-03-02. اطلع عليه بتاريخ 2024-02-22.
- Henckaerts، Jean-Marie؛ Doswald-Beck، Louise؛ Alvermann، Carolin (2005). Starvation and Access to Humanitarian Relief Customary International Humanitarian Law: pt. 1–2. Practice. مطبعة جامعة كامبريدج. ISBN:978-0-521-83937-2. مؤرشف من الأصل في 2024-03-07.
- Henriksen، Thomas H. (فبراير 2007). The Israeli Approach to Irregular Warfare and its Implications for the United (PDF). ISOU. ISBN:978-1-933749-06-8. مؤرشف (PDF) من الأصل في 2017-02-23.
- Hirschhorn، Sara Yael (2017). City on a Hilltop: American Jews and the Israeli Settler Movement. دار نشر جامعة هارفارد. ISBN:978-0-674-97505-7.
- Hoffnung، Menachem؛ Weinshall–Margel، Keren (2010). "Judicial Rejection as Substantial Relief: The Israeli Supreme Court and the "War on Terror"". في Volcansek، Mary L.؛ Stack، John F. (المحررون). Courts and Terrorism: Nine Nations Balance Rights and Security. Cambridge University Press. ص. 150–167. ISBN:978-1-139-49537-0. مؤرشف من الأصل في 2024-03-07.
- Holmes، Oliver (27 أبريل 2021). "Israel is committing the crime of apartheid, rights group says". الغارديان. مؤرشف من الأصل في 2022-02-02. اطلع عليه بتاريخ 2024-01-10.
- Hovsepian، Mary (2015). "Demography of Race and Ethnicity in Palestine". في Sáenz، Rogelio؛ Embrick، David G؛ Rodríguez، Néstor P. (المحررون). The International Handbook of the Demography of Race and Ethnicity. Springer. ص. 339–352. ISBN:978-9-048-18891-8. مؤرشف من الأصل في 2024-03-07.
- "How Dispossession Happens: The Humanitarian Impact of the Takeover of Palestinian Water Springs by Israeli Settlers" (PDF). مكتب الأمم المتحدة لتنسيق الشؤون الإنسانية. مارس 2012. مؤرشف (PDF) من الأصل في 2023-04-29. اطلع عليه بتاريخ 2024-01-10.
- "HRW says inhumane treatment of Palestinian detainees amounts to 'war crime'". Al Jazeera. 11 ديسمبر 2023. مؤرشف من الأصل في 2023-12-12. اطلع عليه بتاريخ 2023-12-12.
- Hulme، Karen (2004). War Torn Environment: Interpreting The Legal Threshold. دار بريل للنشر. ISBN:978-9-004-13848-3. مؤرشف من الأصل في 2024-03-07.
- "Human rights in Israel and Occupied Palestinian Territories 2022". منظمة العفو الدولية. مؤرشف من الأصل في 2023-10-11. اطلع عليه بتاريخ 2024-01-09.
- Hunt، Naomi، المحرر (2013). Use With Care: A Reporter's Glossary of Loaded Language in the Israeli-Palestinian Conflict (PDF). المعهد الدولي للصحافة. ISBN:978-3-9503007-9-6. مؤرشف (PDF) من الأصل في 2023-12-09.
- Hutchison، E. H. (1956). Violent Truce – A Military Observer Looks at the Arab-Israeli Conflict 1951–1955. The Devin – Adair Company. ص. 12–16 – عبر أرشيف الإنترنت.
- ICG (20 ديسمبر 2012). Extreme Makeover? (II): The Withering of Arab Jerusalem (PDF). مجموعة الأزمات الدولية. مؤرشف من الأصل (PDF) في 2019-05-12.
- "ICJ sets dates for submission of statements on Israel's practices in the occupied Palestinian territories". WAFA. وكالة الأنباء والمعلومات الفلسطينية. 9 فبراير 2023. مؤرشف من الأصل في 2023-02-09. اطلع عليه بتاريخ 2024-01-10.
- Imseis، Ardi (Autumn 2000). "Review: Law, Reality, and the Oslo 'Peace' Process". Oxford Journal of Legal Studies. ج. 20 ع. 3: 469–476. DOI:10.1093/ojls/20.3.469. JSTOR:20468333.
- Imseis، Ardi (2020). "Negotiating the Illegal: On the United Nations and the Illegal Occupation of Palestine, 1967–2020". European Journal of International Law. ج. 31 ع. 3: 1055–1085. DOI:10.1093/ejil/chaa055. ISSN:0938-5428. مؤرشف من الأصل في 2023-11-16.
- "In Israeli army camps, Gazan detainees subjected to torture and degrading treatment". Geneva: المرصد الأورومتوسطي لحقوق الإنسان. 7 يناير 2024. مؤرشف من الأصل في 2024-01-10. اطلع عليه بتاريخ 2024-01-11.
- Inbar، Efraim (2007). Israel's National Security: Issues and Challenges Since the Yom Kippur War. روتليدج (دار نشر). ISBN:978-1-134-05939-3. مؤرشف من الأصل في 2024-03-07.
- Irish Centre for Human Rights at the University of Galway, commissioned by the United Nations Committee on the Exercise of the Inalienable Rights of the Palestinian People (2023). The Legality of the Israeli Occupation of the Occupied Palestinian Territory, Including East Jerusalem (PDF) (Report). الأمم المتحدة. ص. 31–36. مؤرشف (PDF) من الأصل في 2024-01-05. اطلع عليه بتاريخ 2024-01-10 – عبر ريليف ويب.
- Isaac، Jad؛ Khalil، Manal؛ Rishmawi، Khaldoun؛ Dabouqi، Ahmad؛ Marinelli، Ludovico (2015). The Economic Cost of the Israeli Occupation of the occupied Palestinian Territories (PDF). معهد الأبحاث التطبيقية – القدس. مؤرشف من الأصل (PDF) في 2020-08-10.
- Isaac، Rami (2013). "Palestine: Tourism Under Occupation". في Butler، Richard؛ Suntikul، Wantanee (المحررون). Tourism and War. روتليدج (دار نشر). ص. 143–158. ISBN:978-1-136-26309-5.
- Israel 2022 Human Rights Report: Executive Summary (PDF). وزارة الخارجية (الولايات المتحدة). 2023. ص. 1–69. مؤرشف (PDF) من الأصل في 2023-12-12.
- "Israel and Occupied Palestinian Territories" (PDF). Amnesty International Report 2017/18: The State of the World's Human Rights. منظمة العفو الدولية. 2018b. ص. 207–211. ISBN:978-0-86210-499-3. مؤرشف (PDF) من الأصل في 2020-05-26.
- "Israel formally declares war, approves 'significant' steps to retaliate for Hamas attack". هيئة الإذاعة الكندية. Associated Press. 8 أكتوبر 2023. مؤرشف من الأصل في 2023-10-08. اطلع عليه بتاريخ 2023-11-05.
- "Israel harvested organs in '90s without consent". إن بي سي نيوز. Associated Press. 21 ديسمبر 2009. مؤرشف من الأصل في 2024-01-29. اطلع عليه بتاريخ 2024-03-07.
- "Israel harvesting organs from Palestinian bodies, say Gaza officials". العربي الجديد. 27 نوفمبر 2023. مؤرشف من الأصل في 2024-02-15. اطلع عليه بتاريخ 2024-03-07.
- "Israel holds over 1,200 detainees without charge. That's the most in 3 decades, a rights group says". إيه بي سي نيوز. 1 أغسطس 2023. مؤرشف من الأصل في 2023-08-29. اطلع عليه بتاريخ 2023-11-05.
- "Israel/Gaza: Donors Should Press Israel to End Blockade". هيومن رايتس ووتش. 1 مارس 2009. مؤرشف من الأصل في 2024-02-15. اطلع عليه بتاريخ 2024-02-08. Human Rights Watch said that the blockade, which has been in place since June 2007, after Hamas took control of Gaza, amounts to collective punishment of the civilian population, a serious violation of international humanitarian law.
- "Israel/occupied Palestinian territory: UN experts deplore attacks on civilians, call for truce and urge international community to address root causes of violence". المفوضية السامية للأمم المتحدة لحقوق الإنسان. 12 أكتوبر 2023. مؤرشف من الأصل في 2023-10-14. اطلع عليه بتاريخ 2024-01-09.
- "Israel/OPT: Horrifying cases of torture and degrading treatment of Palestinian detainees amid spike in arbitrary arrests". منظمة العفو الدولية. 8 نوفمبر 2023. مؤرشف من الأصل في 2023-12-10. اطلع عليه بتاريخ 2024-01-11.
- "Israel/oPt: UN experts appalled by reported human rights violations against Palestinian women and girls" (Press release). Geneva: المفوضية السامية للأمم المتحدة لحقوق الإنسان. 19 فبراير 2024. مؤرشف من الأصل في 2024-02-19. اطلع عليه بتاريخ 2024-02-20.
- "Israel: 50 Years of Occupation Abuses". هيومن رايتس ووتش. 4 يونيو 2017a. مؤرشف من الأصل في 2020-02-14. اطلع عليه بتاريخ 2024-01-10.
- "Israel: Gaza Workers Held Incommunicado for Weeks". هيومن رايتس ووتش. 3 يناير 2024. مؤرشف من الأصل في 2024-01-11. اطلع عليه بتاريخ 2024-01-11.
- "Israel: Jerusalem Palestinians Stripped of Status". هيومن رايتس ووتش. 8 أغسطس 2017b. مؤرشف من الأصل في 2019-08-08. اطلع عليه بتاريخ 2024-01-10.
- "Israeli authorities must end collective punishment of Palestinians in Hebronm protect human rights defenders in the city" (PDF). منظمة العفو الدولية. 25 فبراير 2016. ص. 1–6. مؤرشف (PDF) من الأصل في 2017-03-19. اطلع عليه بتاريخ 2024-01-10.
- "Israeli forces suppress Friday protests in Kafr Qaddum". وكالة معا الإخبارية. 17 نوفمبر 2017. مؤرشف من الأصل في 2019-03-31. اطلع عليه بتاريخ 2024-01-10.
- "Israeli jailed over baby tragedy". بي بي سي نيوز. 12 سبتمبر 2008. مؤرشف من الأصل في 2019-05-18. اطلع عليه بتاريخ 2024-01-10.
- "Israeli military night-raids on Palestinian residences in the West Bank and East Jerusalem" (PDF). Women's Centre for Legal Aid and Counsellng. 26 يونيو 2015. مؤرشف (PDF) من الأصل في 2017-03-16. اطلع عليه بتاريخ 2024-01-10.
- "The Israeli Permit Regime: Realities and Challenges" (PDF). معهد الأبحاث التطبيقية – القدس. 2018. ص. 1–31. مؤرشف من الأصل (PDF) في 2021-06-25. اطلع عليه بتاريخ 2019-02-02.
- "Israel's AI-powered 'mass assassination factory'". قناة الجزيرة الإنجليزية. 22 ديسمبر 2023. مؤرشف من الأصل في 2024-01-09. اطلع عليه بتاريخ 2024-01-09.
- "Israel's apartheid against Palestinians". منظمة العفو الدولية. 1 فبراير 2022. مؤرشف من الأصل في 2023-11-07. اطلع عليه بتاريخ 2024-03-07.
- "Israel's Settlements Have No Legal Validity, Constitute Flagrant Violation of International Law, Security Council Reaffirms". مجلس الأمن التابع للأمم المتحدة. 23 ديسمبر 2016. مؤرشف من الأصل في 2020-02-22. اطلع عليه بتاريخ 2024-01-10.
- Jamjoum، Lama (2002). "The Effects of Israeli Violations During the Second Uprising "Intifada" on Palestinian Health Conditions". Social Justice. ج. 29 ع. 3: 53–72. JSTOR:29768136.
- "The Jordan Valley". بتسيلم. 11 نوفمبر 2017c. مؤرشف من الأصل في 2020-04-22. اطلع عليه بتاريخ 2024-01-10.
- Joyce، Tom (12 أبريل 2016). "The Palestinian farmers battling border restrictions and lack of water". الغارديان. مؤرشف من الأصل في 2019-09-18. اطلع عليه بتاريخ 2024-01-10.
- Kadmon، Sima (5 ديسمبر 2016). "Hebron shooting: A micromodel of Israel's maladies". واي نتnews. مؤرشف من الأصل في 2019-04-26. اطلع عليه بتاريخ 2024-01-10.
- Kadri، Ali (Autumn 1998). "A Survey of Commuting Labor from the West Bank to Israel". ذا ميدل إيست جورنال. ج. 52 ع. 4: 517–530. JSTOR:4329251.
- Kamrava، Mehran (2016). The Impossibility of Palestine: History, Geography, and the Road Ahead. مطبعة جامعة ييل. ISBN:978-0-300-22085-8. مؤرشف من الأصل في 2023-03-03.
- Kane، Alex (7 يوليو 2016). "Post Share Arrest: Israel targeting Palestinian Protestors on Facebook". ذا إنترسبت. مؤرشف من الأصل في 2024-02-09. اطلع عليه بتاريخ 2024-01-10.
- Kanonich، Yonatan (ديسمبر 2017). Stahl، Ziv؛ Amihai، Lior؛ Wijler، Miryam (المحررون). "Through the Lens of Israel's Interests: The Civil Administration in the West Bank" (PDF). Position paper. ييش دين. مؤرشف (PDF) من الأصل في 2023-01-26. اطلع عليه بتاريخ 2024-01-10.
- Kaplan، Amy (2018). Our American Israel: The Story of an Entangled Alliance. دار نشر جامعة هارفارد. ISBN:978-0-674-98992-4. مؤرشف من الأصل في 2024-03-07.
- Karayanni، Michael (2014). Conflicts in a Conflict: A Conflict of Laws Case Study on Israel and the Palestinian Territories. دار نشر جامعة أكسفورد. ISBN:978-0-199-87371-5. مؤرشف من الأصل في 2024-02-05.
- Kårtveit، Bård (2014). Dilemmas of Attachment: Identity and Belonging among Palestinian Christians. دار بريل للنشر. ISBN:978-9-004-27639-0. مؤرشف من الأصل في 2024-03-07.
- Kattenburg، David (8 أكتوبر 2021). "How Apartheid Israel stifles Palestinian education and scientific research Mondoweiss". موندوايس. مؤرشف من الأصل في 2023-04-08. اطلع عليه بتاريخ 2024-01-10.
- Kelly، Tobias (نوفمبر 2004). "Returning Home? Law, Violence, and Displacement among West Bank Palestinians". الرابطة الأمريكية للأنثروبولوجيا. ج. 27 ع. 2: 95–112. DOI:10.1525/pol.2004.27.2.95. JSTOR:24497425.
- Kelly، Tobias (2006). Law, Violence and Sovereignty Among West Bank Palestinians. مطبعة جامعة كامبريدج. ISBN:978-1-139-46099-6. مؤرشف من الأصل في 2024-03-07.
- Khalil، Asem؛ Del Sarto، Raffaella A. (2015). "The Legal Fragmentation of Palestine-Israel and European Union Policies Promoting the Rule of Law". في Del Sarto، Raffaella A. (المحرر). Fragmented Borders, Interdependence and External Relations: The Israel-Palestine-European Union Triangle. مكميلان للنشر. ص. 129–154. ISBN:978-1-137-50413-5. مؤرشف من الأصل في 2024-03-07.
- Kidron، Peretz (2013). Refusenik!: Israel's Soldiers of Conscience. دار زيد للنشر. ISBN:978-1-84813-766-0. مؤرشف من الأصل في 2024-03-07.
- Kimmerling، Baruch (2003). Politicide: Ariel Sharon's War Against the Palestinians. Verso Books. ص. 16. ISBN:978-1-859-84517-2 – عبر أرشيف الإنترنت.
- King، Mary Elizabeth (2009). "Palestinian Civil Resistance Against Israeli Military Occupation". في Stephan، Maria J. (المحرر). Civilian Jihad: Nonviolent Struggle, Democratization, and Governance in the Middle East. مكميلان للنشر. ص. 131–156. ISBN:978-0-230-10175-3. مؤرشف من الأصل في 2024-03-07.
- Klieman، Aharon (2013). "Israel and the Middle East: on the unresolved matter of Israel's foreign policy orientation". في Tal، David (المحرر). Israeli Identity: Between Orient and Occident. روتليدج (دار نشر). ص. 26–50. ISBN:978-1-134-10738-4. مؤرشف من الأصل في 2024-03-07.
- Kober، Avi (2002). Coalition Defection: The Dissolution of Arab Anti-Israeli Coalitions in War and Peace. Greenwood Publishing Group. ISBN:978-0-275-97722-1. مؤرشف من الأصل في 2024-03-07.
- Kohavi، Itai؛ Nowiak، Wojciech (15 ديسمبر 2017). "The Impact of West Bank Settlements on Israeli National Security". Przegląd Strategiczny ع. 10: 157–172. DOI:10.14746/ps.2017.1.8. ISSN:2084-6991. مؤرشف من الأصل في 2023-11-29.
- Koren، David (13 سبتمبر 2018). "The desire of eastern Jerusalem Arabs to integrate in Israeli society outweighs the threats of the Palestinian Authority". معهد أروشليم للإستراتيجية والأمن. مؤرشف من الأصل في 2022-07-13. اطلع عليه بتاريخ 2022-07-13.
- Krämer، Gudrun (2011). A History of Palestine: From the Ottoman Conquest to the Founding of the State of Israel. دار نشر جامعة برنستون. ISBN:978-0-691-15007-9. مؤرشف من الأصل في 2024-03-07.
- Kubovich، Yaniv (24 مارس 2022). "Israeli Troops' New Quota: Add 50 Palestinians to Tracking Database Every Shift". هاآرتس. مؤرشف من الأصل في 2022-05-16. اطلع عليه بتاريخ 2024-01-10.
- Kumaraswamy، P.R. (2015). Historical Dictionary of the Arab-Israeli Conflict. Historical Dictionaries of War, Revolution, and Civil Unrest. رومان آند ليتل فيلد  [لغات أخرى]‏. ISBN:978-1-4422-5170-0. مؤرشف من الأصل في 2024-03-07.{{استشهاد بكتاب}}:  صيانة الاستشهاد: علامات ترقيم زائدة (link)
- Kuntsman، Adi؛ Stein، Rebecca (2015). Digital militarism: Israel's occupation in the social media age. Stanford University Press. ISBN:978-0-804-79497-8. مؤرشف من الأصل في 2024-03-07.
- Lazar، Hadara (فبراير 1990). The system of taxation in the West Bank and Gaza Strip as an instrument for the enforcement of Authority during the Uprising (DOC) (Report). بتسيلم. ISSN:0792-4003. مؤرشف من الأصل في 2010-09-03. اطلع عليه بتاريخ 2024-01-10.
- Lazaroff، Tovah (2 يوليو 2018). "U.N. expert: Israel moving closer to formal West Bank annexation". جيروزاليم بوست. مؤرشف من الأصل في 2019-12-19. اطلع عليه بتاريخ 2024-01-10.
- Lazaroff، Tovah (21 أكتوبر 2022). "Lapid: UN's CIO report is antisemitic and written by antisemites". جيروزاليم بوست. مؤرشف من الأصل في 2023-05-04. اطلع عليه بتاريخ 2024-01-10.
- Legal Consequences of the Construction of a Wall in the Occupied Palestinian Territory (PDF). محكمة العدل الدولية. 9 يوليو 2004. مؤرشف من الأصل (PDF) في 2020-09-13.
- Lein، Yehezkel؛ Weizman، Eyal (مايو 2002). Land Grab: Israel's Settlement Policy in the West Bank (PDF) (Report). بتسيلم. مؤرشف (PDF) من الأصل في 2019-09-10. اطلع عليه بتاريخ 2024-01-10.
- Lentin، Ronit (2018). Traces of Racial Exception: Racializing Israeli Settler Colonialism. دار بلومزبري. ISBN:978-1-350-03205-7. مؤرشف من الأصل في 2024-03-07.
- Lesch، Ann M. (Winter 1979). "Israeli Deportation of Palestinians from the West Bank and the Gaza Strip, 1967-1978". مجلة الدراسات الفلسطينية. ج. 8 ع. 2: 101–131. DOI:10.2307/2536512. JSTOR:2536512.
- Levanon، Ofer Shinar (سبتمبر 2015). Ethos of the Israeli-Palestinian Conflict as Reflected by the Judgments of the Israeli Supreme Court 1948 – 2006 (PDF) (PhD thesis). الجامعة العبرية في القدس. مؤرشف (PDF) من الأصل في 2023-04-09. اطلع عليه بتاريخ 2024-01-10.
- LeVine، Mark (2005). Overthrowing Geography: Jaffa, Tel Aviv, and the Struggle for Palestine, 1880–1948. دار نشر جامعة كاليفورنيا. ISBN:978-0-520-93850-2. مؤرشف من الأصل في 2024-03-07.
- Levinson، Chaim (24 يناير 2017). "Torture, Israeli-style - as Described by the Interrogators Themselves". هاآرتس. مؤرشف من الأصل في 2019-10-21. اطلع عليه بتاريخ 2024-01-10.
- Levy، Gideon؛ Levac، Alex (30 أغسطس 2019). "'This Place Is Only for Jews': The West Bank's Apartheid Springs". هاآرتس. مؤرشف من الأصل في 2019-08-30. اطلع عليه بتاريخ 2024-01-10.
- Lewis، Simon؛ Pamuk، Humeyra (13 فبراير 2024). "US reviewing reports of civilian harm by Israel, State Dept says". رويترز. مؤرشف من الأصل في 2024-02-15. اطلع عليه بتاريخ 2024-02-21.
- Likhovski، Assaf (2017). Tax Law and Social Norms in Mandatory Palestine and Israel. مطبعة جامعة كامبريدج. ISBN:978-1-316-82019-3. مؤرشف من الأصل في 2024-03-07.
- Lonergan، Stephen C. (1996). "Water Resources and Conflict: Examples from the Middle East". في Gleditsch، Nils Petter (المحرر). Conflict and the Environment. مركز بحوث التنمية الدولية/ حلف شمال الأطلسي. ص. 375–384. ISBN:978-0-792-34768-2. مؤرشف من الأصل في 2024-03-07.
- Lukacs، Yehuda (1999). Israel, Jordan, and the Peace Process. Syracuse University Press. ISBN:978-0-815-62855-2. مؤرشف من الأصل في 2023-05-28.
- Lustick، Ian (2018). Unsettled States, Disputed Lands: Britain and Ireland, France and Algeria, Israel and the West Bank-Gaza. دار نشر جامعة كورنيل  [لغات أخرى]‏. ISBN:978-1-501-73194-5. مؤرشف من الأصل في 2023-04-07.{{استشهاد بكتاب}}:  صيانة الاستشهاد: علامات ترقيم زائدة (link)
- Macintyre، Donald (14 يونيو 2008). "Palestinians barred from Dead Sea beaches to 'appease Israeli settlers'". ذي إندبندنت. مؤرشف من الأصل في 2019-04-22. اطلع عليه بتاريخ 2024-01-10.
- Makdisi، Saree (2010). Palestine Inside Out: An Everyday Occupation. دار دبيلو دبليو نورتون وشركاؤه  [لغات أخرى]‏. ISBN:978-0-393-06996-9. مؤرشف من الأصل في 2023-03-03.{{استشهاد بكتاب}}:  صيانة الاستشهاد: علامات ترقيم زائدة (link)
- Malki، Riad (2000). "The Physical Planning of Jerusalem". في Maʻoz، Moshe؛ Nusseibeh، Sari (المحررون). Jerusalem: Points Beyond Friction, and Beyond. Kluwer Law International. ص. 25–63. ISBN:978-90-411-8843-4. OCLC:43481699. مؤرشف من الأصل في 2024-02-05.
- Maltz، Judy (23 يونيو 2017). "Americans Disproportionately Leading the Charge in Settling the West Bank". هاآرتس. مؤرشف من الأصل في 2020-01-13. اطلع عليه بتاريخ 2024-01-10.
- Mansour، Antoine (2015). "The West Bank Economy: 1948–1984". في Abed، George T. (المحرر). The Palestinian Economy: Studies in Development under Prolonged Occupation. روتليدج (دار نشر). ص. 71–. ISBN:978-1-317-59291-4. مؤرشف من الأصل في 2023-03-03.
- Maoz، Moshe (2015). Palestinian Leadership on the West Bank. روتليدج (دار نشر). ISBN:978-1-317-45031-3. مؤرشف من الأصل في 2023-04-07.
- Matar، Ibrahim (Autumn 1981). "Israeli Settlements in the West Bank and Gaza Strip". مجلة الدراسات الفلسطينية. ج. 11 ع. 1: 93–110. DOI:10.2307/2536048. JSTOR:2536048.
- McKernan، Bethan (29 يونيو 2022). "Israel delays travel restrictions on West Bank in apparent gesture to Joe Biden". الغارديان. مؤرشف من الأصل في 2023-04-08. اطلع عليه بتاريخ 2024-01-10.
- Mearsheimer، John؛ Walt، Stephen (مارس 2006). "The Israel Lobby". لندن ريفيو أوف بوكس. ج. 28 رقم  6. ص. 3–12. مؤرشف من الأصل في 2019-10-05. اطلع عليه بتاريخ 2024-01-10.
- Mearsheimer، John؛ Walt، Stephen (2007). The Israel Lobby and US Foreign Aid. دار بنغون للنشر. ISBN:978-0-141-92066-5. مؤرشف من الأصل في 2024-02-05.
- Melzer، Nils (2008). Targeted Killing in International Law. دار نشر جامعة أكسفورد. ISBN:978-0-199-53316-9. مؤرشف من الأصل في 2023-05-28.
- Mendel، Yonatan (6 مارس 2008). "Diary". لندن ريفيو أوف بوكس. ج. 30 رقم  5. ص. 30–31. مؤرشف من الأصل في 2019-11-27. اطلع عليه بتاريخ 2024-01-10.
- Meneley، Anne (يونيو 2011). "Blood, Sweat and Tears in a Bottle of Palestinian Extra-Virgin Olive Oil". Food, Culture & Society. ج. 14 ع. 2: 275–292. DOI:10.2752/175174411X12893984828872. S2CID:155491784. مؤرشف من الأصل في 2023-04-06 – عبر ريسيرش غيت.
- Michaeli، Sarit (يناير 2013). Crowd Control: Israel's Use of Crowd Control Weapons in the West Bank (PDF). بتسيلم. مؤرشف (PDF) من الأصل في 2023-01-08.
- Mintz، Alex (1983). "The military-industrial complex: The Israeli case". Journal of Strategic Studies. ج. 6 ع. 3: 623–639. DOI:10.1080/01402398308437160. JSTOR:174246.
- Morris، Benny (1993). Israel's Border Wars, 1949–1956. Oxford University Press. ISBN:978-0-19-829262-3.
- Müller، Margret (2017). The World According To Israeli Newspapers: Representations of International Involvement in the Israeli-Palestinian Conflict. Frank & Timme. ISBN:978-3-732-90286-6. مؤرشف من الأصل في 2024-04-14.
- Musaee، Anwar H. M؛ Abbas، Eeman Muhammad؛ Mujan، Wan Kamal؛ Sidik، Roziah (2014). "Waqf Land in the West Bank and Investment Current State of Affairs". Asian Social Science. ج. 10 ع. 14: 23–39. DOI:10.5539/ass.v10n14p23. مؤرشف من الأصل في 2024-03-07. اطلع عليه بتاريخ 2024-01-10 – عبر ريسيرش غيت.
- Nicoletti، Claudia؛ Hearne، Anne-Maria (2012). Pillage of the Dead Sea: Israel's Unlawful Exploitation of Natural Resources in the Occupied Palestinian Territories. مؤسسة الحق. ISBN:978-9-950-32734-4. مؤرشف من الأصل في 2020-01-31.
- Niksic، Orhan؛ Eddin، Nur Nasser؛ Cali، Massimiliano (2014). Area C and the Future of the Palestinian Economy. البنك الدولي. ISBN:978-1-464-80196-9. مؤرشف من الأصل في 2023-03-03.
- "No shelter for the 25 residents, including 15 children, of Khirbet 'Ein Karzaliyah". بتسيلم. 12 فبراير 2014. مؤرشف من الأصل في 2019-01-30. اطلع عليه بتاريخ 2019-01-29.
- Norton، Tom (27 نوفمبر 2023). "Israel Organ Harvesting Allegations Explained". نيوزويك. مؤرشف من الأصل في 2024-02-14. اطلع عليه بتاريخ 2024-03-07.
- Nusseibeh، Sari (2015). Once Upon a Country: A Palestinian Life. فرار، وستراوس وغيروكس  [لغات أخرى]‏. ISBN:978-1-250-09875-7. مؤرشف من الأصل في 2024-03-07.{{استشهاد بكتاب}}:  صيانة الاستشهاد: علامات ترقيم زائدة (link)
- "The Occupation of Water". منظمة العفو الدولية. نوفمبر 2017. مؤرشف من الأصل في 2023-04-06. اطلع عليه بتاريخ 2024-01-10.
- "Occupation, Inc. How Settlement Businesses Contribute to Israel's Violations of Palestinian Rights". هيومن رايتس ووتش. 19 يناير 2016. مؤرشف من الأصل في 2016-06-17. اطلع عليه بتاريخ 2024-01-10.
- O'Malley، Padraig (2015). The Two-State Delusion: Israel and Palestine—A Tale of Two Narratives. دار بنغون للنشر. ISBN:978-0-698-19218-8. مؤرشف من الأصل في 2024-03-07.
- "Operation Patient: The Hidden Story of the Initiative to Deport Palestinian Prisoners to Jordan". Akevot Institute for Israeli-Palestinian Conflict Research. 27 يوليو 2021. مؤرشف من الأصل في 2023-03-24. اطلع عليه بتاريخ 2023-03-25.
- Opportunities and Challenges of Palestinian Development actions in Area C (PDF) (Report). معهد الأبحاث التطبيقية – القدس. 2016. مؤرشف من الأصل (PDF) في 2020-09-01.
- Overview of Israel's Demolition Policy (PDF). اللجنة الإسرائيلية لمناهضة هدم المنازل. ديسمبر 2017. مؤرشف من الأصل (PDF) في 2020-08-22.
- Pacchiani، Gianluca (1 نوفمبر 2023). "IDF soldiers film themselves abusing, humiliating West Bank Palestinians". تايمز إسرائيل. مؤرشف من الأصل في 2023-11-20. اطلع عليه بتاريخ 2023-11-24.
- "Palestinian minors killed by Israeli security forces in the West Bank, since Operation Cast Lead". بتسيلم. 2018b. مؤرشف من الأصل في 2017-08-26. اطلع عليه بتاريخ 2024-01-10.
- Pappe، Ilan (2017). The Biggest Prison on Earth: A History of the Occupied Territories. Oneworld Publications. ISBN:978-1-780-74433-9. مؤرشف من الأصل في 2023-03-03.
- Parker، Richard B. (Spring 1992). "The June 1967 War: Some Mysteries Explored". ذا ميدل إيست جورنال. ج. 46 ع. 2: 177–197. JSTOR:4328429.
- Pedahzur، Ami؛ Perliger، Arie (2009). Jewish Terrorism in Israel. دار نشر جامعة كولومبيا. ص. 73. ISBN:978-0-231-15446-8 – عبر أرشيف الإنترنت.
- Peled، Yoav (2006). "From Zionism to Capitalism: The Political Economy of the Neoliberal Warfare State". في Beinin، Joel؛ Stein، Rebecca L. (المحررون). The Struggle for Sovereignty: Palestine and Israel, 1993-2005. Stanford University Press. ص. 38–53. ISBN:978-0-8047-5365-4. مؤرشف من الأصل في 2024-03-07.
- Peleg، Ilan (1995). Human Rights in the West Bank and Gaza: Legacy and Politics. Syracuse University Press. ص. 162. ISBN:978-0-815-62682-4 – عبر أرشيف الإنترنت.
- Pelleg-Sryck، Tamar (2011). "The Mysteries of Administrative Detention". في Baker، Abeer؛ Matar، Anat (المحررون). Threat: Palestinian Political Prisoners in Israel. بلوتو برس. ص. 123–135. ISBN:978-0-745-33021-1.
- Penslar، Derek (2007). Israel in History: The Jewish State in Comparative Perspective. روتليدج (دار نشر). ISBN:978-1-134-14669-7. مؤرشف من الأصل في 2024-03-07.
- Peri، Yoram (2006). Generals in the Cabinet Room: How the Military Shapes Israeli Policy. معهد الولايات المتحدة للسلام. ISBN:978-1-929-22381-7. مؤرشف من الأصل في 2024-03-07.
- Peteet، Julie (فبراير 1994). "Male Gender and Rituals of Resistance in the Palestinian "Intifada": A Cultural Politics of Violence". American Ethnologist. ج. 21 ع. 1: 31–49. DOI:10.1525/ae.1994.21.1.02a00020. JSTOR:646520.
- Peteet، Julie (مايو 1996). "The Writing on the Walls: The Graffiti of the Intifada". Cultural Anthropology. ج. 11 ع. 2: 139–159. DOI:10.1525/can.1996.11.2.02a00010. JSTOR:656446. S2CID:143605458.
- Peteet، Julie (Winter 2016). "The Work of Comparison: Israel/Palestine and Apartheid". Anthropological Quarterly. ج. 89 ع. 1: 247–281. DOI:10.1353/anq.2016.0015. JSTOR:43955521. S2CID:147128703.
- Peters، Joel (2012). "Israel". في Peters، Joel (المحرر). The European Union and the Arab Spring: Promoting Democracy and Human Rights in the Middle East. Lexington Books. ص. 77–92. ISBN:978-0-739-17444-9. مؤرشف من الأصل في 2024-03-07.
- Pieterse، Jan (1984). "State Terrorism on a Global Scale: The Role of Israel". Crime and Social Justice. 21–22 ع. 4: 58–80. JSTOR:297662307.
- Plaw، Avery (2016). Targeting Terrorists: A License to Kill?. روتليدج (دار نشر). ISBN:978-1-317-04671-4. مؤرشف من الأصل في 2023-06-01.
- Playfair، Emma (Fall 1988). "Israel's Security Needs in the West Bank, Real and Contrived". Arab Studies Quarterly. ج. 10 ع. 4: 406–423. JSTOR:41857980.
- "PM: IDF to keep operating in West Bank areas under full PA control". تايمز إسرائيل. 21 أبريل 2016. مؤرشف من الأصل في 2017-07-18. اطلع عليه بتاريخ 2024-01-10.
- Pollock، David (8 يوليو 2022). "New Poll Reveals Moderate Trend Among East Jerusalem Palestinians". The Washington Institute for Nar East Policy. معهد واشنطن لسياسة الشرق الأدنى. مؤرشف من الأصل في 2022-07-13. اطلع عليه بتاريخ 2024-01-10.
- Poole، Steven (2007). Unspeak: How Words Become Weapons, How Weapons Become a Message, and How That Message Becomes Reality. Grove Atlantic. ISBN:978-1-555-84872-9. مؤرشف من الأصل في 2024-04-14.
- Popp، Roland (Spring 2006). "Stumbling Decidedly into the Six-Day War". ذا ميدل إيست جورنال. ج. 60 ع. 2: 281–309. DOI:10.3751/194034606783996500. JSTOR:4330250.
- Punamäki، Raija-Leena (Summer 1988). "Experiences of Torture, Means of Coping, and Level of Symptoms among PalestinianPolitical Prisoners". مجلة الدراسات الفلسطينية. ج. 17 ع. 4: 81–96. DOI:10.2307/2537292. JSTOR:2537292.
- Quigley، John B. (2005). The Case for Palestine: An International Law Perspective. Duke University Press. ISBN:978-0-822-33539-9. مؤرشف من الأصل في 2023-04-07.
- Quigley، John B. (2009). "Palestine: The Issue of Statehood". في Silverburg، Sanford R. (المحرر). Palestine and International Law: Essays on Politics and Economics. Jefferson, NC and London: McFarland & Company. ص. 37–43. ISBN:978-0-786-44248-5.
- Quigley، John B. (2018). The Economic Costs of the Israeli Occupation for the Palestinian People and Their Human Right to Development (PDF). مؤتمر الأمم المتحدة للتجارة والتنمية. مؤرشف (PDF) من الأصل في 2019-07-04.
- Rahmeh، Abdullah Abu (26 فبراير 2015). "A Decade of Civil Disobedience in My West Bank Village". هاآرتس. مؤرشف من الأصل في 2019-12-03. اطلع عليه بتاريخ 2024-01-10.
- "Ralph Wilde". UCL Faculty of Laws. كلية لندن الجامعية. 11 سبتمبر 2017. مؤرشف من الأصل في 2022-03-16. اطلع عليه بتاريخ 2022-03-21.
- Rathbun، Brian C. (2014). Diplomacy's Value: Creating Security in 1920s Europe and the Contemporary Middle East. دار نشر جامعة كورنيل  [لغات أخرى]‏. ص. 205. ISBN:978-0-801-45505-6 – عبر أرشيف الإنترنت.{{استشهاد بكتاب}}:  صيانة الاستشهاد: علامات ترقيم زائدة (link)
- Raz، Adam (3 يونيو 2021a). "Israel Claimed Its 1967 Land Conquests Weren't Planned. Declassified Documents Reveal Otherwise". هاآرتس. مؤرشف من الأصل في 2021-12-08. اطلع عليه بتاريخ 2024-01-10.
- Raz، Adam (16 سبتمبر 2021b). "When the Shin Bet Chief Warned That Educated Arabs Are a 'Problem' for Israel". هاآرتس. مؤرشف من الأصل في 2021-12-18. اطلع عليه بتاريخ 2024-01-10.
- Rechnitzer، Haim O. (Fall 2008). "Redemptive Theology in the Thought of Yeshayahu Leibowitz". Israel Studies. ج. 13 ع. 3: 137–159. DOI:10.2979/ISR.2008.13.3.137. JSTOR:30245835. S2CID:145216120.
- Reinhart، Tanya (2011). Israel/Palestine: How to End the War of 1948 (ط. 2nd). Seven Stories Press. ISBN:978-1-609-80122-9. مؤرشف من الأصل في 2024-03-07.
- Report of the Independent International Commission of Inquiry on the Occupied Palestinian Territory, including East Jerusalem, and Israel (PDF) (Report). المفوضية السامية للأمم المتحدة لحقوق الإنسان. 14 سبتمبر 2022. مؤرشف (PDF) من الأصل في 2024-01-11. اطلع عليه بتاريخ 2024-01-10.
- Report of the United Nations Fact Finding Mission on the Gaza Conflict (Advance Edited Version) (PDF) (Report). United Nations Human Rights Council. 15 سبتمبر 2009. مؤرشف (PDF) من الأصل في 2009-10-07.
- "Restrictions on Movement". بتسيلم. 11 نوفمبر 2017b. مؤرشف من الأصل في 2011-06-05. اطلع عليه بتاريخ 2024-01-10.
- Reuveny، Rafael (Winter 2008). "The Last Colonialist: Israel in the Occupied Territories since 1967" (PDF). The Independent Review. ج. 12 ع. 3: 325–374. مؤرشف (PDF) من الأصل في 2023-06-01.
- Richman، Jackson (24 مايو 2018). "More than 60 organizations plead with colleges to protect Jewish students' civil rights". واشنطن إكزامنر  [لغات أخرى]‏. مؤرشف من الأصل في 2019-04-21. اطلع عليه بتاريخ 2024-01-10.{{استشهاد بخبر}}:  صيانة الاستشهاد: علامات ترقيم زائدة (link)
- "Rights experts call for probe into alleged violations against Palestinian women and girls". United Nations News. إدارة الأمم المتحدة للتواصل العالمي. 19 فبراير 2024. مؤرشف من الأصل في 2024-02-19. اطلع عليه بتاريخ 2024-02-20.
- Rivlin، Paul (2010). The Israeli Economy from the Foundation of the State through the 21st Century. مطبعة جامعة كامبريدج. ISBN:978-1-139-49396-3. مؤرشف من الأصل في 2024-03-07.
- Roberson، Mary (2013). "Birth, Transformation, and Death of Refugee Identity: Women and Girls of the Intifida". في Cole، Ellen؛ Rothblum، Esther؛ Espin، Oliva (المحررون). Refugee Women and Their Mental Health: Shattered Societies, Shattered Lives. تايلور وفرانسيس. ISBN:978-1-135-83760-0.
- Roberts، Adam (يناير 1990). "Prolonged Military Occupation: The Israeli-Occupied Territories Since 1967". The American Journal of International Law. ج. 84 ع. 1: 44–103. DOI:10.2307/2203016. JSTOR:2203016. S2CID:145514740.
- Robertson، Nick (19 فبراير 2024). "UN experts condemn 'credible' reports of executions, sexual assault by Israeli soldiers". ذا هل (صحيفة). مؤرشف من الأصل في 2024-02-26. اطلع عليه بتاريخ 2024-02-22.
- Rodinson، Maxime (2002) [First published 1973]. Israel, a Colonial-settler State? (PDF). Monad Press. ISBN:978-0-873-48866-2. مؤرشف من الأصل (PDF) في 2024-01-12.[وصلة مكسورة]
- Ron، James (1994). Torture and Ill-treatment: Israel's Interrogation of Palestinians from the Occupied Territories. هيومن رايتس ووتش. ISBN:978-1-564-32136-7. مؤرشف من الأصل في 2024-03-07.
- Ross، Dennis؛ Makovsky، David (2009). Myths, Illusions, and Peace: Finding a New Direction for America in the Middle East. Penguin. ISBN:978-1-101-08187-7. مؤرشف من الأصل في 2024-03-07. Israel could not be expected to withdraw its forces until someone could demonstrate they were willing and able to ensure that the West Bank would not be a launching pad for attacks against Israel.
- Roth، Richard؛ El Damanhy، Kareem؛ Greene، Richard Allen (20 فبراير 2024). "UN experts demand investigation into claims Israeli forces killed, raped and sexually assaulted Palestinian women and girls". سي إن إن. مؤرشف من الأصل في 2024-02-20. اطلع عليه بتاريخ 2024-03-07.
- "A Routine Founded on Violence". بتسيلم. 11 نوفمبر 2017a. مؤرشف من الأصل في 2019-10-24. اطلع عليه بتاريخ 2024-01-10.
- Roy، Sara (Winter 2010). "Reflections on the Israeli-Palestinian Conflict in U.S. Public Discourse: Legitimizing Dissent". مجلة الدراسات الفلسطينية. ج. 39 ع. 2: 23–38. DOI:10.1525/jps.2010.xxxix.2.23. JSTOR:10.1525/jps.2010.xxxix.2.23.
- Rubenberg، Cheryl (2003). The Palestinians: In Search of a Just Peace. Lynne Rienner Publishers. ص. 124. ISBN:978-1-588-26225-7 – عبر أرشيف الإنترنت.
- "The Rules of War and Human Rights in the Israel-Hamas War". Johns Hopkins Bloomberg School of Public Health. Anadolu Agency. 27 أكتوبر 2023. مؤرشف من الأصل في 2023-10-15. اطلع عليه بتاريخ 2024-01-09.
- Said، Edward W. (Summer 1991). "Reflections on Twenty Years of Palestinian History". مجلة الدراسات الفلسطينية. ج. 20 ع. 4: 5–22. DOI:10.2307/2537432. JSTOR:2537432.
- Sait، M. Siraj (Spring 2004). "Have Palestinian Children Forfeited Their Rights?". Journal of Comparative Family Studies. ج. 35 ع. 2: 211–228. DOI:10.3138/jcfs.35.2.211. JSTOR:41603933.
- Samman، Maha (2013). Trans-Colonial Urban Space in Palestine: Politics and Development. روتليدج (دار نشر). ISBN:978-1-136-66885-2. مؤرشف من الأصل في 2024-03-07.
- Sayed، Hani (2014). "The Fictions of the Illegal Occupation in the West Bank and Gaza". Oregon Review of International Law. ج. 16: 79. مؤرشف من الأصل في 2023-09-06.
- Schnell، Izhak؛ Mishal، Shaul (أبريل 2008). "Place as a Source of Identity in Colonizing Societies: Israeli Settlements in Gaza". Geographical Review. ج. 98 ع. 2: 242–259. Bibcode:2008GeoRv..98..242S. DOI:10.1111/j.1931-0846.2008.tb00298.x. JSTOR:30034230. S2CID:154996074.
- Selby، Jan (2003b). Water, Power and Politics in the Middle East: The Other Israel-Palestine Conflict. أي بي توريس. ISBN:978-1-860-64934-9. مؤرشف من الأصل في 2024-03-07.
- "Separate and Unequal: Israel's Discriminatory Treatment of Palestinians in the Occupied Palestinian Territories" (PDF). هيومن رايتس ووتش. ديسمبر 2010. مؤرشف (PDF) من الأصل في 2019-08-08. اطلع عليه بتاريخ 2024-01-10.
- Shafir، Gershon (نوفمبر 1984). "Changing Nationalism and Israel's "Open Frontier" on the West Bank". Theory & Society. ج. 13 ع. 6: 803–827. DOI:10.1007/BF00209214. JSTOR:657140. S2CID:144216444.
- Shafir، Gershon (2017). A Half Century of Occupation: Israel, Palestine, and the World's Most Intractable Conflict. دار نشر جامعة كاليفورنيا. ISBN:978-0-520-29350-2. مؤرشف من الأصل في 2024-03-07.
- Shahak، Israel (Autumn 1974). "Ethos of Conflict of the Palestinian Society". مجلة الدراسات الفلسطينية. ج. 4 ع. 1: 181–186. DOI:10.2307/2535945. JSTOR:2535945.
- Shaked، Ronni (2016). "Ethos of Conflict of the Palestinian Society". في Sharvit، Keren؛ Halperin، Eran (المحررون). A Social Psychology Perspective on The Israeli-Palestinian Conflict: Celebrating the Legacy of Daniel Bar-Tal. Springer Publishing. ج. 2. ص. 133–149. ISBN:978-3-319-24841-7. مؤرشف من الأصل في 2024-03-07.
- Shakir، Omar (27 أبريل 2021). A Threshold Crossed: Israeli Authorities and the Crimes of Apartheid and Persecution (Report). هيومن رايتس ووتش. مؤرشف من الأصل في 2023-01-17. اطلع عليه بتاريخ 2024-01-09.
- Shalhoub-kevorkian، Nadera (يناير 2012). "E-Resistance and Technological In/Security in Everyday Life: The Palestinian Case". The British Journal of Criminology. ج. 52 ع. 1: 55–72. DOI:10.1093/bjc/azr059. JSTOR:44173471.
- Sharkey، Heather J. (2003). Living with Colonialism: Nationalism and Culture in the Anglo-Egyptian Sudan. دار نشر جامعة كاليفورنيا. ISBN:978-0-520-23559-5. مؤرشف من الأصل في 2024-03-07.
- Shauli، Avi (9 يونيو 2007). "Cost of occupation – over $50 billion". واي نتnews. مؤرشف من الأصل في 2019-11-20. اطلع عليه بتاريخ 2024-01-10.
- Shehadeh، Raja (1985a). Occupier's law: Israel and the West Bank. مؤسسة الدراسات الفلسطينية. ISBN:978-0-887-28149-5.
- Shehadeh، Raja (Spring–Summer 1985b). "Some Legal Aspects of Israeli Land Policy in the Occupied Territories". Arab Studies Quarterly. ج. 7 ع. 2–3: 42–61. JSTOR:41857768.
- Shehadeh، Raja (17 سبتمبر 2020). "Occupying Palestine is rotting Israel from inside. No Gulf peace deal can hide that". الغارديان. مؤرشف من الأصل في 2023-05-17. اطلع عليه بتاريخ 2024-01-10.
- Sher، Gilead (2006). The Israeli–Palestinian Peace Negotiations, 1999–2001: Within Reach. روتليدج (دار نشر). ISBN:978-0-714-68542-7. مؤرشف من الأصل في 2024-03-07.
- Sherwood، Harriet (5 ديسمبر 2013). "Israeli former security chief: failure to end conflict is bigger threat than Iran". الغارديان. مؤرشف من الأصل في 2019-09-18. اطلع عليه بتاريخ 2024-01-10.
- Shezaf، Hagar (23 يونيو 2020). "When an Archaeological 'Find' Can Evict Palestinians From Their Home". هاآرتس. مؤرشف من الأصل في 2021-10-29. اطلع عليه بتاريخ 2024-01-10.
- Shezaf، Hagar (8 يوليو 2021). "Palestinians Claiming Land at Illegal Outpost Take Israel's Deal With Settlers to Court". هاآرتس. مؤرشف من الأصل في 2022-05-21. اطلع عليه بتاريخ 2024-01-10.
- Shezaf، Hagar؛ Kubovich، Yaniv (26 أغسطس 2020). "Israeli Soldiers Placed Explosives in West Bank Village for 'Deterrence'". هاآرتس. مؤرشف من الأصل في 2022-04-26. اطلع عليه بتاريخ 2024-01-10.
- Shinn، Chris (نوفمبر 2012). "Teacher Education Reform in Palestine: Policy Challenges amid Donor Expectations". Comparative Education Review. ج. 56 ع. 4: 608–633. DOI:10.1086/667434. JSTOR:10.1086/667434. S2CID:144932152.
- Shlaim، Avi (2012). "Poor Little Samson". في Shlaim، Avi؛ Louis، Wm Roger (المحررون). The 1967 Arab-Israeli War: Origins and Consequences. مطبعة جامعة كامبريدج. ص. 22–54. ISBN:978-1-107-00236-4. مؤرشف من الأصل في 2024-03-07.
- Shlaim، Avi (2015). "Israeli Interference in Internal Arab Politics: The Case of Lebanon". في Luciani، Giacomo؛ Salamé، Ghassan (المحررون). The Politics of Arab Integration. روتليدج (دار نشر). ص. 232–254. ISBN:978-1-317-41119-2. مؤرشف من الأصل في 2024-03-07.
- Shulman، David D. (2007). Dark Hope: Working for Peace in Israel and Palestine. دار نشر جامعة شيكاغو. ISBN:978-1-459-62712-3. مؤرشف من الأصل في 2024-03-07.
- Shulman، David D. (2018). Freedom and Despair: Notes from the South Hebron Hills. دار نشر جامعة شيكاغو. ISBN:978-0-226-56665-8. مؤرشف من الأصل في 2024-03-07.
- Simpson، Gerald (2001). Detainees Denied Justice. ولترز كلوير. ISBN:978-9-041-11552-2. مؤرشف من الأصل في 2023-05-28.
- Slater، Jerome (1994). "The Significance of Israeli Historical Revisionism". في Stone، Russell؛ Zenner، Walter P. (المحررون). Essays on Israeli Social Issues and Scholarship. SUNY Press. ج. 3. ص. 179–199. ISBN:978-1-438-42140-7.
- Slater، Jerome (2020). Mythologies without End: The US, Israel, and the Arab-Israeli Conflict, 1917-2020. دار نشر جامعة أكسفورد. ISBN:978-0-190-45909-3. مؤرشف من الأصل في 2023-04-22.
- Slyomovics، Susan (Summer 1991). ""To Put One's Fingers in the Bleeding Wound": Palestinian Theatre under Israeli Censorship". The Drama Review. ج. 35 ع. 2: 18–38. DOI:10.2307/1146087. JSTOR:1146087.
- "Special Rapporteur Says Israel's Unlawful Carceral Practices in the Occupied Palestinian Territory Are Tantamount to International Crimes and Have Turned it into an Open-Air Prison". المفوضية السامية للأمم المتحدة لحقوق الإنسان. 10 يوليو 2023. مؤرشف من الأصل في 2023-07-11. اطلع عليه بتاريخ 2023-11-05.
- "Statistics on demolition of houses built without permits in the West Bank (Not including East Jerusalem)". بتسيلم. سبتمبر 2018a. مؤرشف من الأصل في 2019-10-26. اطلع عليه بتاريخ 2024-01-10.
- Stein، Kenneth W. (2017a). The Land Question in Palestine, 1917–1939. University of North Carolina Press. ISBN:978-1-469-61725-1. مؤرشف من الأصل في 2023-05-28.
- Stein، Yael (مارس 2018). Minors in Jeopardy: Violation of the Rights of Palestinian Minors by Israel's Military Courts (PDF). بتسيلم. ISBN:978-965-7613-33-7. مؤرشف (PDF) من الأصل في 2018-10-23.
- Stockton، Ronald R. (Summer 1990). "Intifada Deaths". مجلة الدراسات الفلسطينية. ج. 19 ع. 4: 86–95. DOI:10.2307/2537390. JSTOR:2537390.
- "A Survey of Israeli Settlements". MERIP Reports ع. 60: 13–20. سبتمبر 1977. DOI:10.2307/3011548. JSTOR:3011548.
- Swirski، Shlomo (2010). The Burden of the Israeli–Palestinian Conflict: 2010 Report (PDF) (Report). Adva Center. مؤرشف (PDF) من الأصل في 2024-01-10. اطلع عليه بتاريخ 2024-01-10.
- Tawil-Souri، Helga (Winter 2015). "Surveillance Sublime: The Security State in Jerusalem" (PDF). مؤسسة الدراسات الفلسطينية. مؤسسة الدراسات الفلسطينية. ج. 68: 56–65. مؤرشف (PDF) من الأصل في 2019-08-06.
- Tessler، Mark A. (1994). A History of the Israeli-Palestinian Conflict. مطبعة جامعة إنديانا. ص. 553. ISBN:978-0-253-20873-6 – عبر أرشيف الإنترنت.
- Thabat، Abdel Azis Mousa؛ Abdulla، Taisir؛ Elhelou، Mohammed-Wafaei؛ Vostanis، Panos (2006). "Effect of trauma on Palestinian Children's Mental Health in the Gazsa Strip and the West". في Greenbaum، Charles W.؛ Veerman، Philip E.؛ Bacon-Shnoor، Naomi (المحررون). Protection of Children During Armed Political Conflict: A Multidisciplinary Perspective. Intersentia. ص. 123–141. ISBN:978-9-050-95341-2.
- "Third Committee Spotlights Human Rights Abuses in Conflicts, Stressing Need to End Terrorist Attacks, Genocide, Illegal Hostage-Taking, Enforced Displacement" (Press release). الأمم المتحدة. 17 أكتوبر 2023. مؤرشف من الأصل في 2024-01-09. اطلع عليه بتاريخ 2024-01-09.
- Thrall، Nathan (2017). The Only Language They Understand: Forcing Compromise in Israel and Palestine. هنري هولت وشركاه. ISBN:978-1-627-79710-8. مؤرشف من الأصل في 2024-04-14.
- Tillman، Seth (Winter 1978). "The West Bank Hearings: Israel's Colonization of Occupied Territory". مجلة الدراسات الفلسطينية. ج. 7 ع. 2: 71–87. DOI:10.2307/2536439. JSTOR:2536439.
- Tiripelli، Giuliana (2016). Media and Peace in the Middle East: The Role of Journalism in Israel-Palestine. مكميلان للنشر. ISBN:978-1-137-50401-2. مؤرشف من الأصل في 2024-04-14.
- Torture and Intimidation in the West Bank: The Case of Al-Fara'a Prison (Report). مؤسسة الحق. 1986. مؤرشف من الأصل في 2019-07-25. اطلع عليه بتاريخ 2019-02-23.
- Toynbee، Arnold (يناير 1931). "The Present Situation in Palestine". International Affairs. ج. 10 ع. 1: 38–68. DOI:10.2307/3015929. JSTOR:3015929.
- Tuma، Elias H.؛ Darin-Drabkin، Haim (1978). The Economic Case for Palestine. روتليدج (دار نشر).
- "UN experts appalled by reported human rights violations against Palestinian women and girls". Office of the High Commissioner for Human Rights (Press release). Geneva: United Nations. 19 فبراير 2024. مؤرشف من الأصل في 2024-02-21. اطلع عليه بتاريخ 2024-02-21.
- "UN experts warn of Israeli violations against Palestinian women, girls". قناة الجزيرة الإنجليزية. 19 فبراير 2024. مؤرشف من الأصل في 2024-02-19. اطلع عليه بتاريخ 2024-02-20.
- "UN rights office 'seriously concerned' about Israel's increased arrest of Palestinians". رويترز. 1 ديسمبر 2023. مؤرشف من الأصل في 2023-12-02. اطلع عليه بتاريخ 2024-01-11.
- Unctad (Summer 2013). "Communal Impoverishment in Jerusalem" (PDF). مؤسسة الدراسات الفلسطينية. مؤسسة الدراسات الفلسطينية ع. 54: 93–111. مؤرشف (PDF) من الأصل في 2015-03-29.
- Unctad (سبتمبر 2015b). The Besieged Palestinian Agricultural Sector (PDF). مؤتمر الأمم المتحدة للتجارة والتنمية. مؤرشف (PDF) من الأصل في 2020-08-28.
- Unctad (21 يوليو 2016). Economic Costs of the Israeli occupation for the Palestinian people (PDF). مؤتمر الأمم المتحدة للتجارة والتنمية. مؤرشف (PDF) من الأصل في 2017-05-16.
- Unispal (1 سبتمبر 2007). Israeli-Palestinian Fatalities Since 2000 – Key Trends. نظام معلومات الأمم المتحدة بشأن قضية فلسطين. مؤرشف من الأصل في 2019-02-17.
- "Urgent Action: Administrative Detention Renewed" (PDF). منظمة العفو الدولية. 2018a. مؤرشف (PDF) من الأصل في 2020-03-02. اطلع عليه بتاريخ 2024-01-10.
- Van Arkadie، Brian (Winter 1977). "The Impact of the Israeli Occupation on the Economies of the West Bank and Gaza". مجلة الدراسات الفلسطينية. ج. 6 ع. 2: 103–129. DOI:10.2307/2535505. JSTOR:2535505.
- Van Reenen، Piet (2006). "Children as Victims in the Israeli Palestinian Conflict: Policing Realities and Police Training". في Greenbaum، Charles W.؛ Veerman، Philip E.؛ Bacon-Shnoor، Naomi (المحررون). Protection of Children During Armed Political Conflict: A Multidisciplinary Perspective. Intersentia. ص. 371–393. ISBN:978-9-050-95341-2.
- Veracini، Lorenzo (Winter 2013). "The Other Shift: Settler Colonialism, Israel, and the Occupation". مجلة الدراسات الفلسطينية. ج. 42 ع. 2: 26–42. DOI:10.1525/jps.2013.42.2.26. hdl:1959.3/316461. JSTOR:10.1525/jps.2013.42.2.26.
- Weill، Sharon (2007). "The judicial arm of the occupation: the Israeli military courts in the occupied territories". International Review of the Red Cross. ج. 89 ع. 866: 395–418. DOI:10.1017/s1816383107001142. ISSN:1816-3831. S2CID:55988443.
- Weill، Sharon (2014). The Role of National Courts in Applying International Humanitarian Law. دار نشر جامعة أكسفورد. ISBN:978-0-19-968542-4. مؤرشف من الأصل في 2023-04-07.
- Weinthal، Erika؛ Sowers، Jeannie (1 مارس 2019). "Targeting infrastructure and livelihoods in the West Bank and Gaza". International Affairs. ج. 95 ع. 2: 319–340. DOI:10.1093/ia/iiz015.
- Weir، Alison (26 نوفمبر 2009). "Israeli Organ Harvesting: From Moldova To Palestine". تقرير واشنطن عن شؤون الشرق الأوسط. مؤرشف من الأصل في 2024-02-15. اطلع عليه بتاريخ 2024-03-07.
- Weizman، Eyal (2012). Hollow Land: Israel's Architecture of Occupation. Verso Books. ISBN:978-1-844-67915-7. مؤرشف من الأصل في 2023-03-03.
- "Why are so many Palestinian prisoners in Israeli jails?". قناة الجزيرة الإنجليزية. 8 أكتوبر 2023. مؤرشف من الأصل في 2023-10-08. اطلع عليه بتاريخ 2023-11-05.
- Wilde، Ralph (2021). "Using the Master's Tools to Dismantle the Master's House: International Law and Palestinian Liberation". The Palestine Yearbook of International Law Online. ج. 22 ع. 1: 1–74. DOI:10.1163/22116141_022010_002. S2CID:245698763. مؤرشف من الأصل في 2023-06-10.
- World Bank (22 سبتمبر 2008). Palestinian Economic Prospects: Aid, Access and Reform (PDF). البنك الدولي. مؤرشف (PDF) من الأصل في 2016-03-03.
- World Bank (أبريل 2009). Assessment of Restrictions on Palestinian Water Sector Development (PDF). البنك الدولي. مؤرشف (PDF) من الأصل في 2023-12-13. اطلع عليه بتاريخ 2024-01-10 – عبر نظام معلومات الأمم المتحدة بشأن قضية فلسطين.
- World Bank (2 أكتوبر 2013). Area C and the Future of the Palestinian Economy (PDF). البنك الدولي. مؤرشف (PDF) من الأصل في 2014-08-01.
- World Bank (2 يناير 2016). The Telecommunication Sector in the Palestinian Territories: A Missed Opportunity for Economic Development (PDF). البنك الدولي. مؤرشف (PDF) من الأصل في 2019-05-31.
- Yahya، Adel H (2010). "Heritage Appropriation in the Holy Land". في Boytner، Ran؛ Dodd، Lynn Swartz؛ Parker، Bradley J. (المحررون). Controlling the Past, Owning the Future: The Political Uses of Archaeology in the Middle East. University of Arizona Press. ص. 142–158. ISBN:978-0-816-52795-3. مؤرشف من الأصل في 2023-03-03.
- Yiftachel، Oren (2006). Ethnocracy: Land and Identity Politics in Israel/Palestine. دار نشر جامعة بنسلفانيا  [لغات أخرى]‏. ISBN:978-0-812-23927-0. مؤرشف من الأصل في 2024-03-07.{{استشهاد بكتاب}}:  صيانة الاستشهاد: علامات ترقيم زائدة (link)
- Ziai، Fatemeh (2013). "Human rights violations as an obstacle to economic development: restrictions on movement in the West Bank and the Gaza Strip". في Wright، J.W. Jr (المحرر). The Political Economy of Middle East Peace: The Impact of Competing Trade Agendas. روتليدج (دار نشر). ص. 128–152. ISBN:978-1-134-69013-8. مؤرشف من الأصل في 2024-02-05.
- Zureik، Elia (نوفمبر 2001). "Constructing Palestine through Surveillance Practices". British Journal of Middle Eastern Studies. ج. 28 ع. 2: 205–227. DOI:10.1080/13530190120083086. JSTOR:826125. S2CID:143506922.
- Zureik، Elia (2010). "Colonialism, surveillance, and population control: Israel/Palestine". في Zureik، Elia؛ Lyon، David؛ Abu-Laban، Yasmeen (المحررون). Surveillance and Control in Israel/Palestine: Population, Territory and Power. روتليدج (دار نشر). ص. 3–45. ISBN:978-1-136-93097-3. مؤرشف من الأصل في 2024-03-07.
- Zureik، Elia (2015). Israel's Colonial Project in Palestine: Brutal Pursuit. روتليدج (دار نشر). ISBN:978-1-317-34046-1. مؤرشف من الأصل في 2024-03-07.
- "ت الاحتلال ينقل أسرى من سجن عوفر وهم عراة" [The occupation transports prisoners from Ofer prison while they are naked]. Ajeel. 14 نوفمبر 2023. مؤرشف من الأصل في 2023-12-07. اطلع عليه بتاريخ 2024-03-07.  (شبكة أجيال)-أظهر مقطع فيديو جنود الاحتلال وهم ينقلون أسرى من سجن عوفر إلى حافلة وهم عراة بدون ملابس. وتعرض الأسرى خلال نقلهم إلى الضرب والشتائم. [(Ajyal Network) – A video clip showed occupation soldiers transferring prisoners from Ofer prison to a bus while they were naked and without clothes. During their transfer, the prisoners were subjected to beatings and insults.]